# Biserica de lemn din Sava

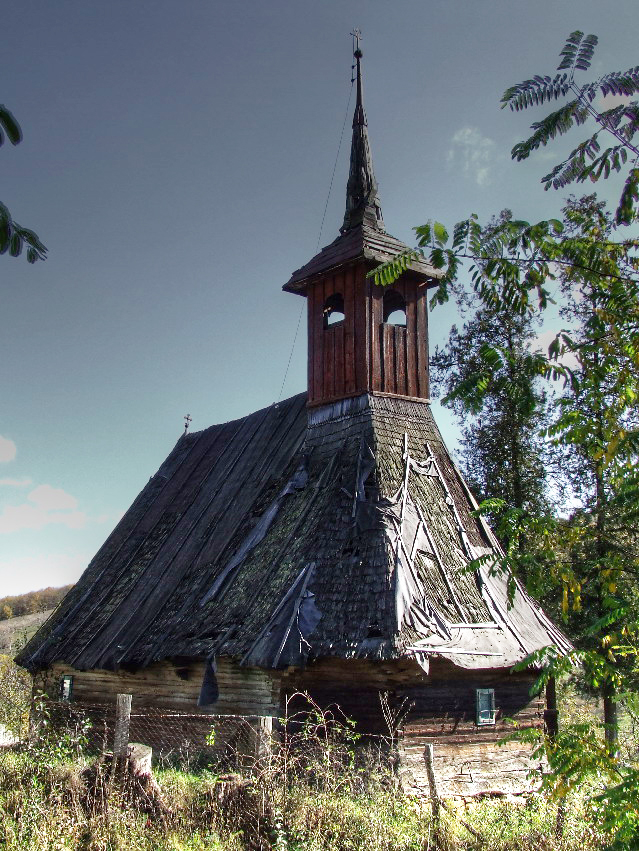
Biserica de lemn din Sava, județul Cluj, 2008

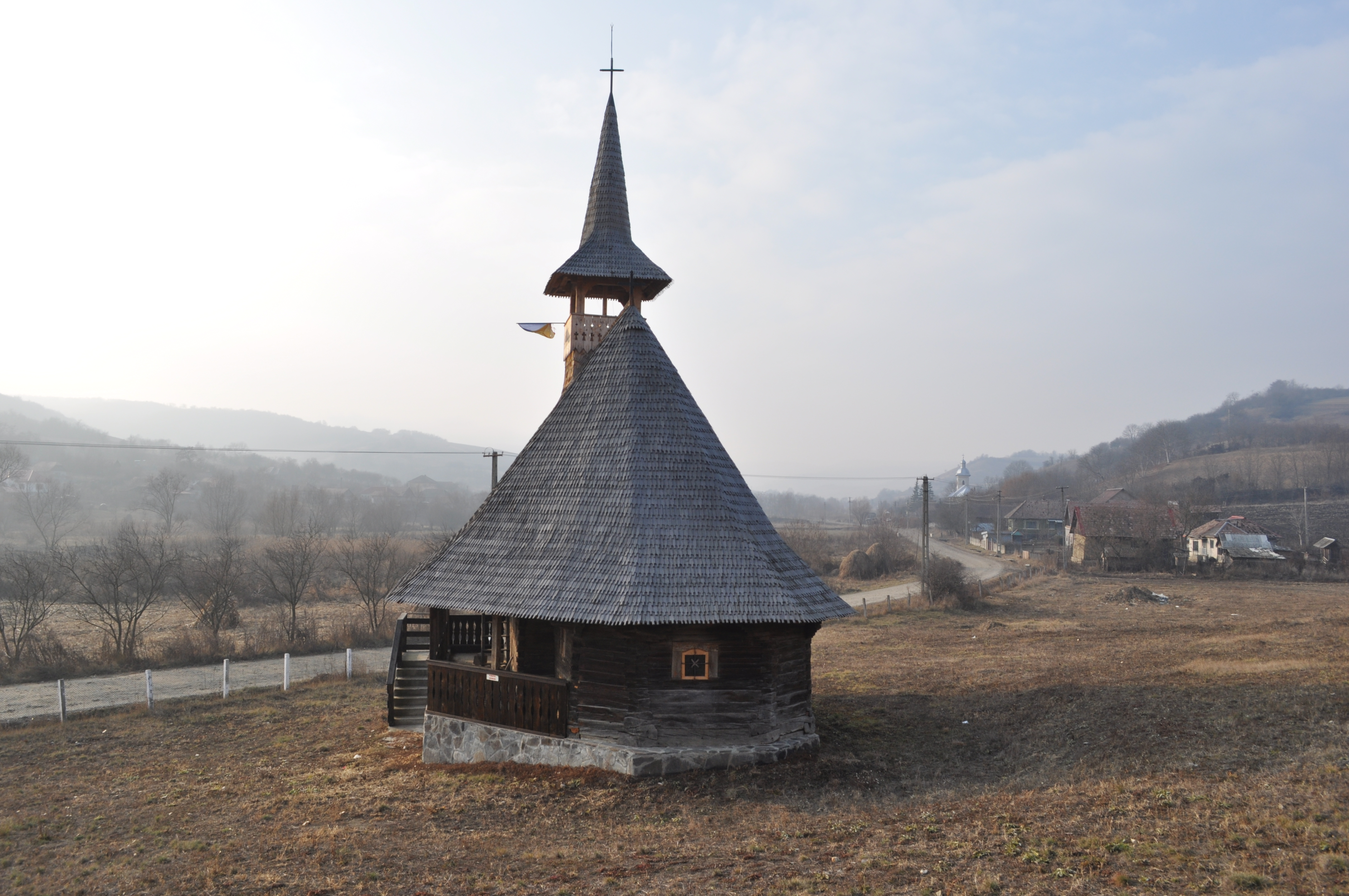
Biserica de lemn din Sava relocată în Complexul Muzeal „Andrei Bojor” din satul Mureșenii de Câmpie, foto: decembrie 2011.

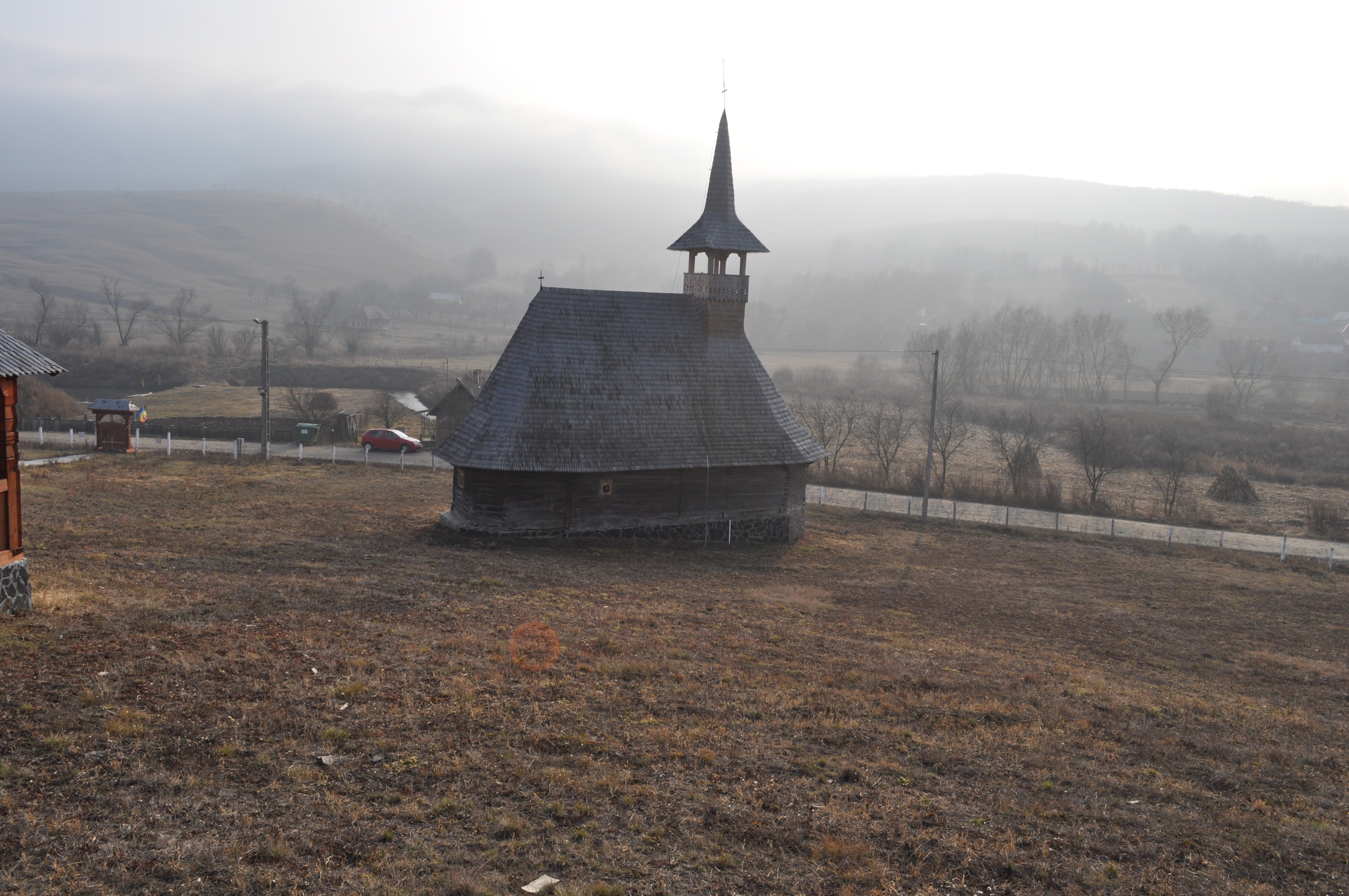
Biserica de lemn din Sava relocată în Complexul Muzeal „Andrei Bojor” din satul Mureșenii de Câmpie, foto: decembrie 2011.

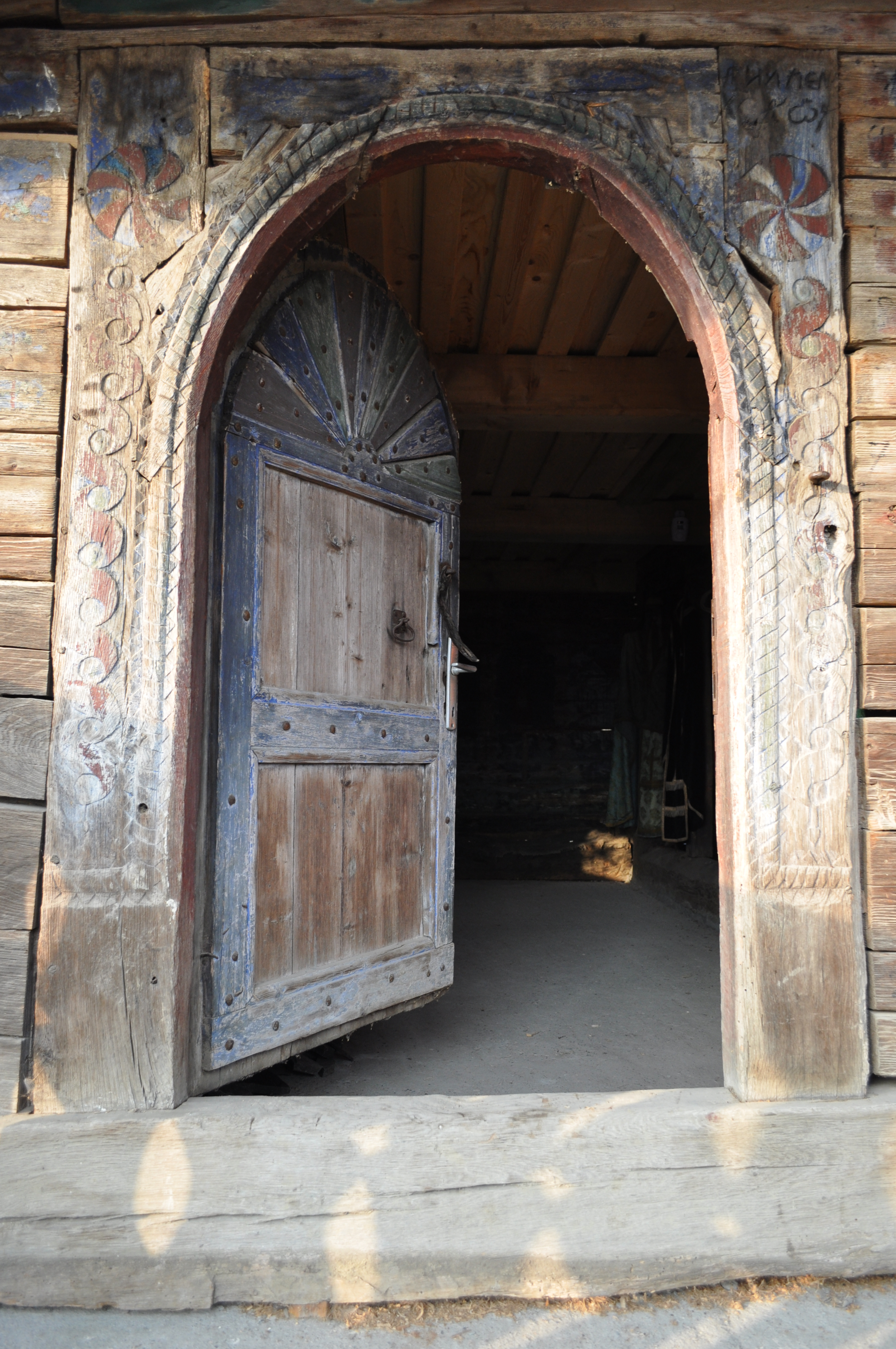
Portalul exterior

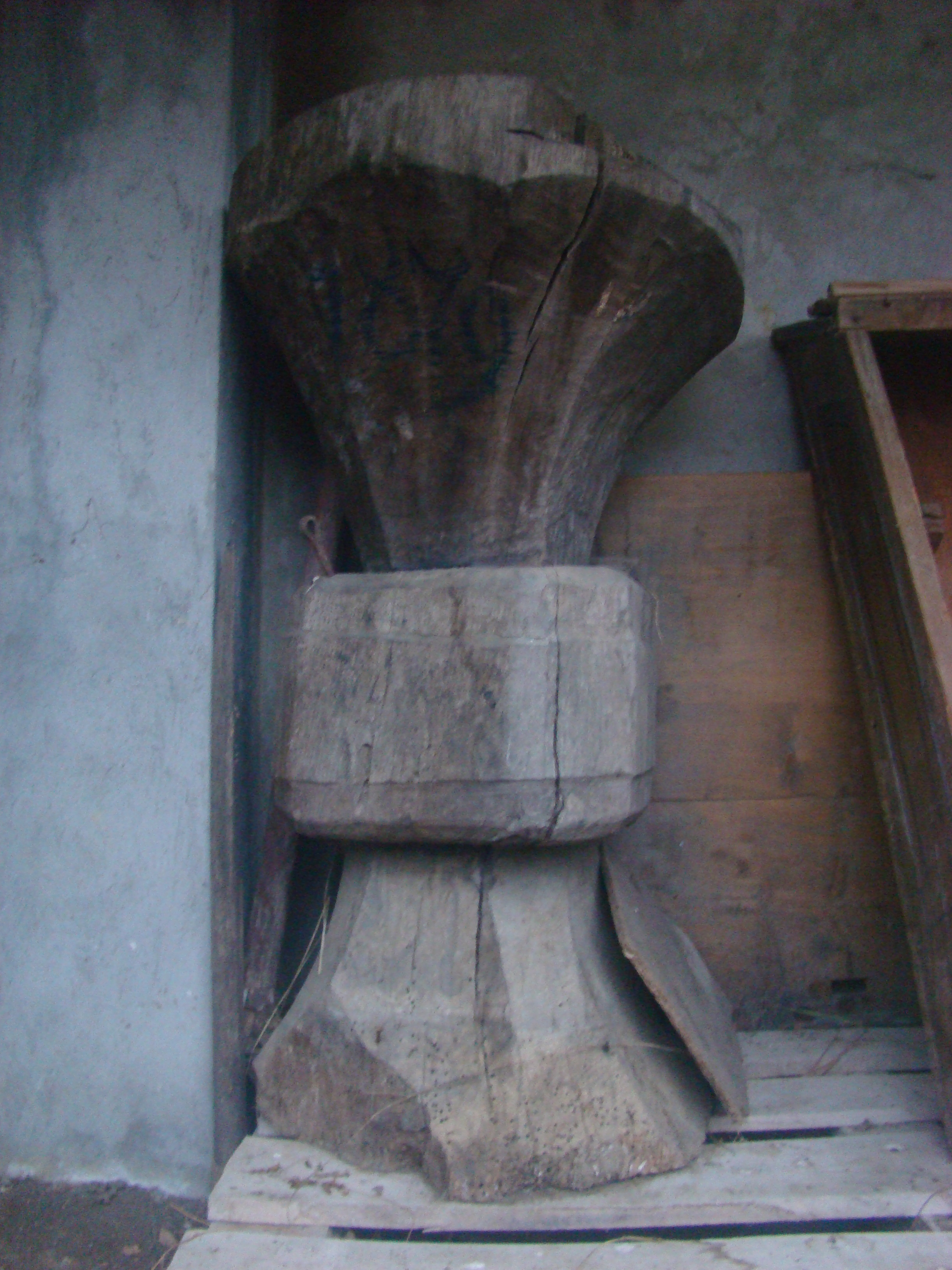
Piciorul mesei altarului rămas în satul Sava

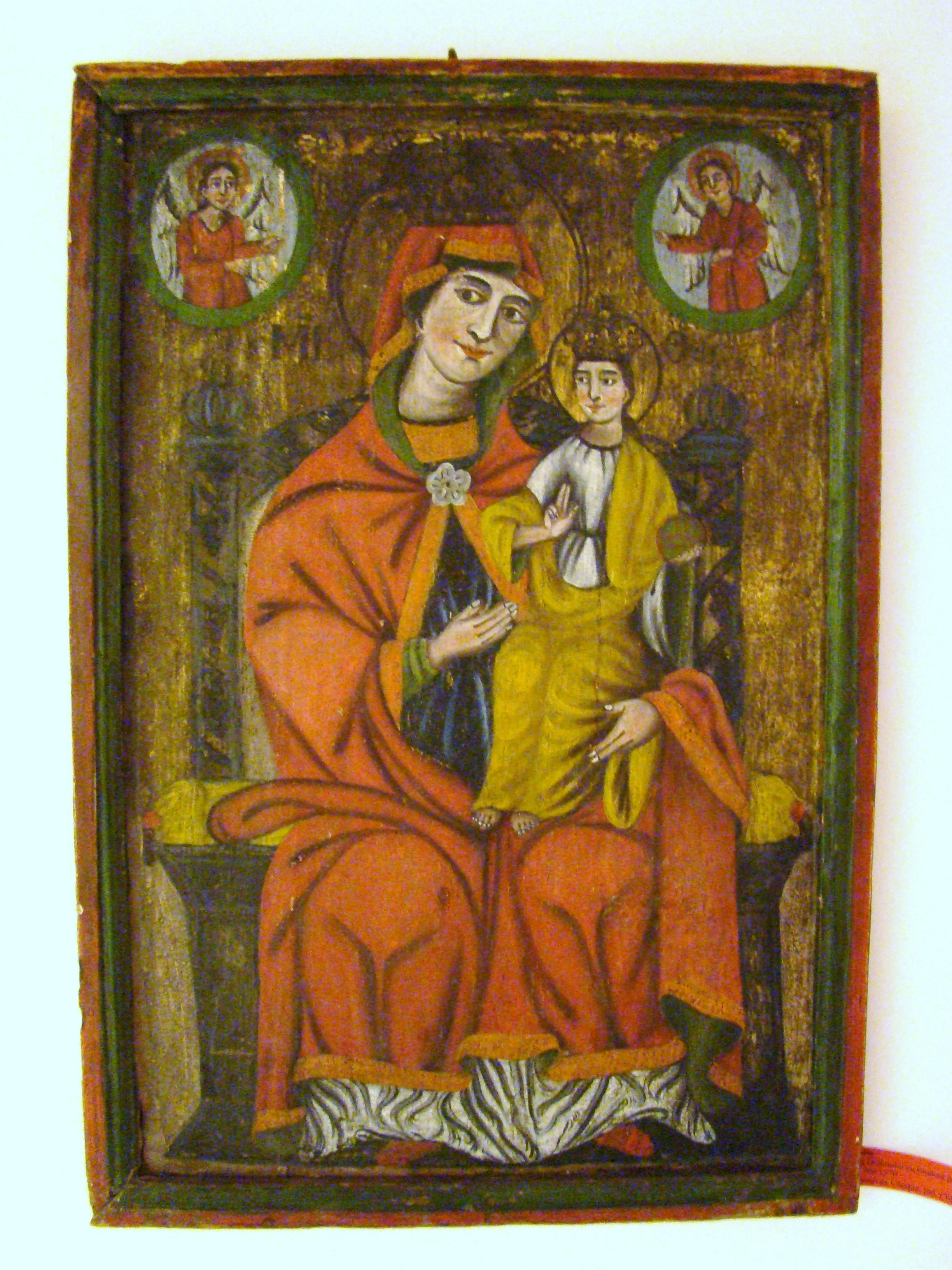
Maica Domnului cu Pruncul pe tron (cca 1760)

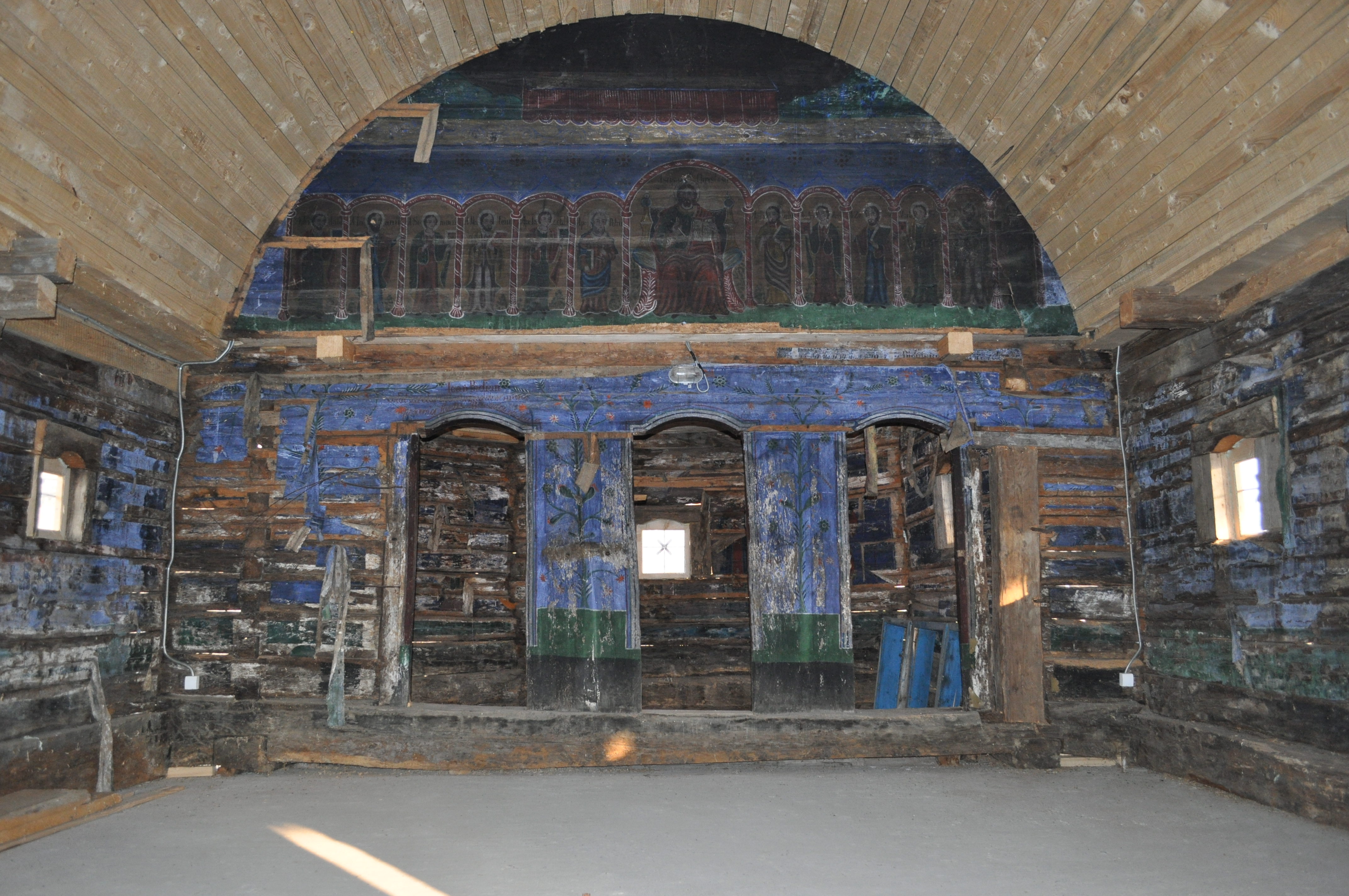
Interiorul navei spre iconostas

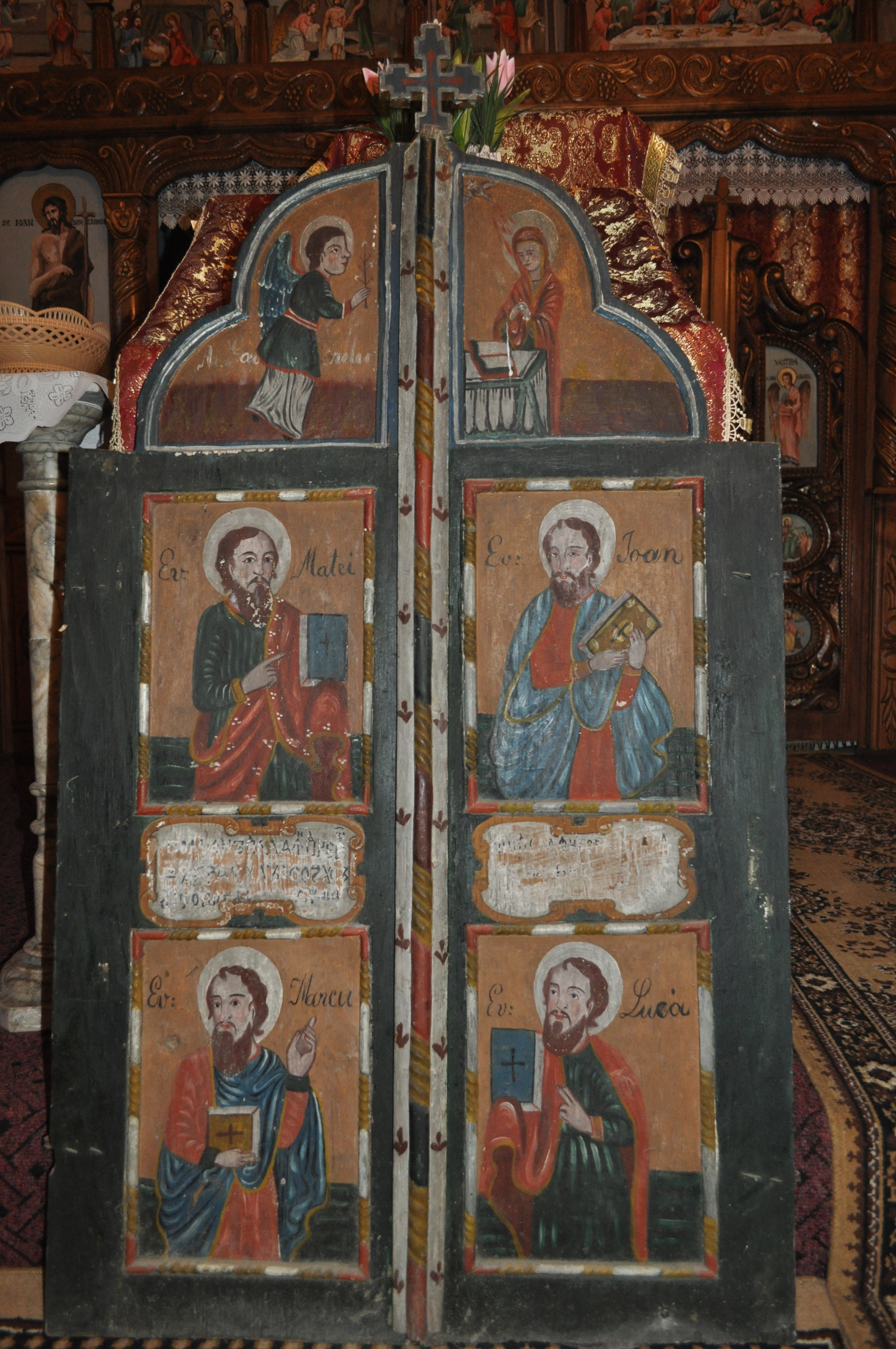
Ușile împărătești („Buna Vestire”, „Evangheliștii”) rămase în satul Sava

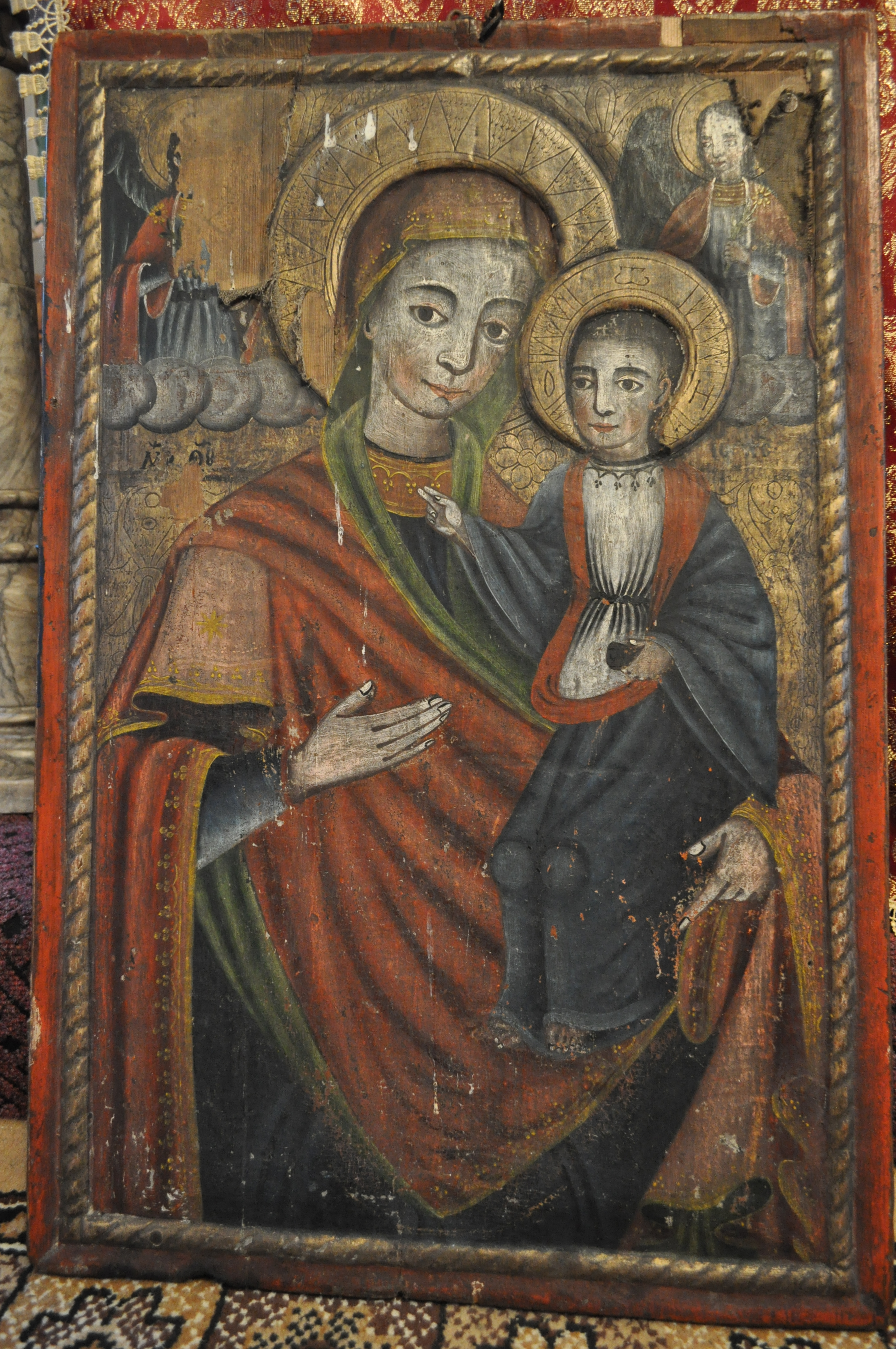
Minunata icoană împărătească a Maicii Domnului cu Pruncul

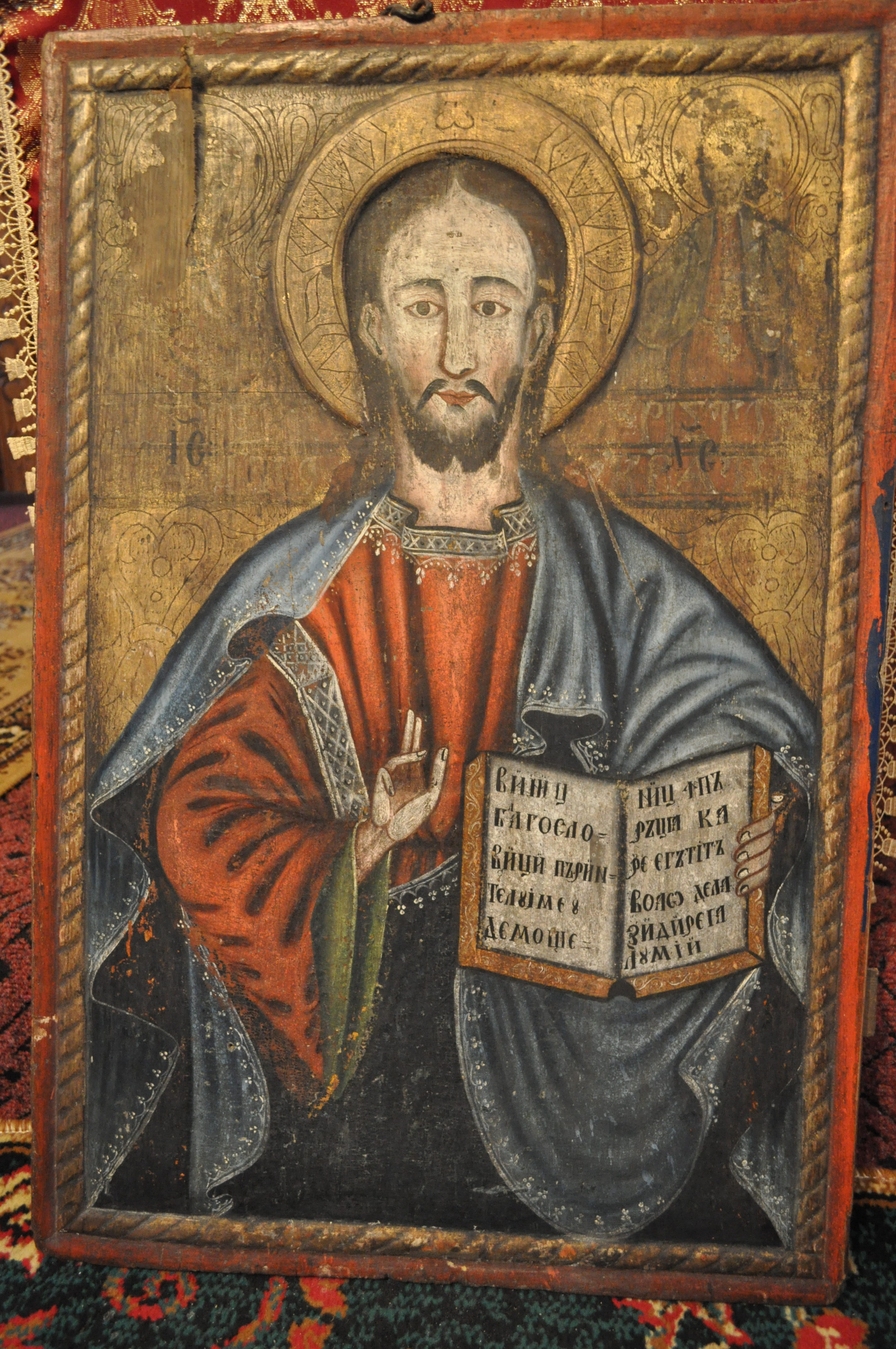
Icoană împărătească: Deisis

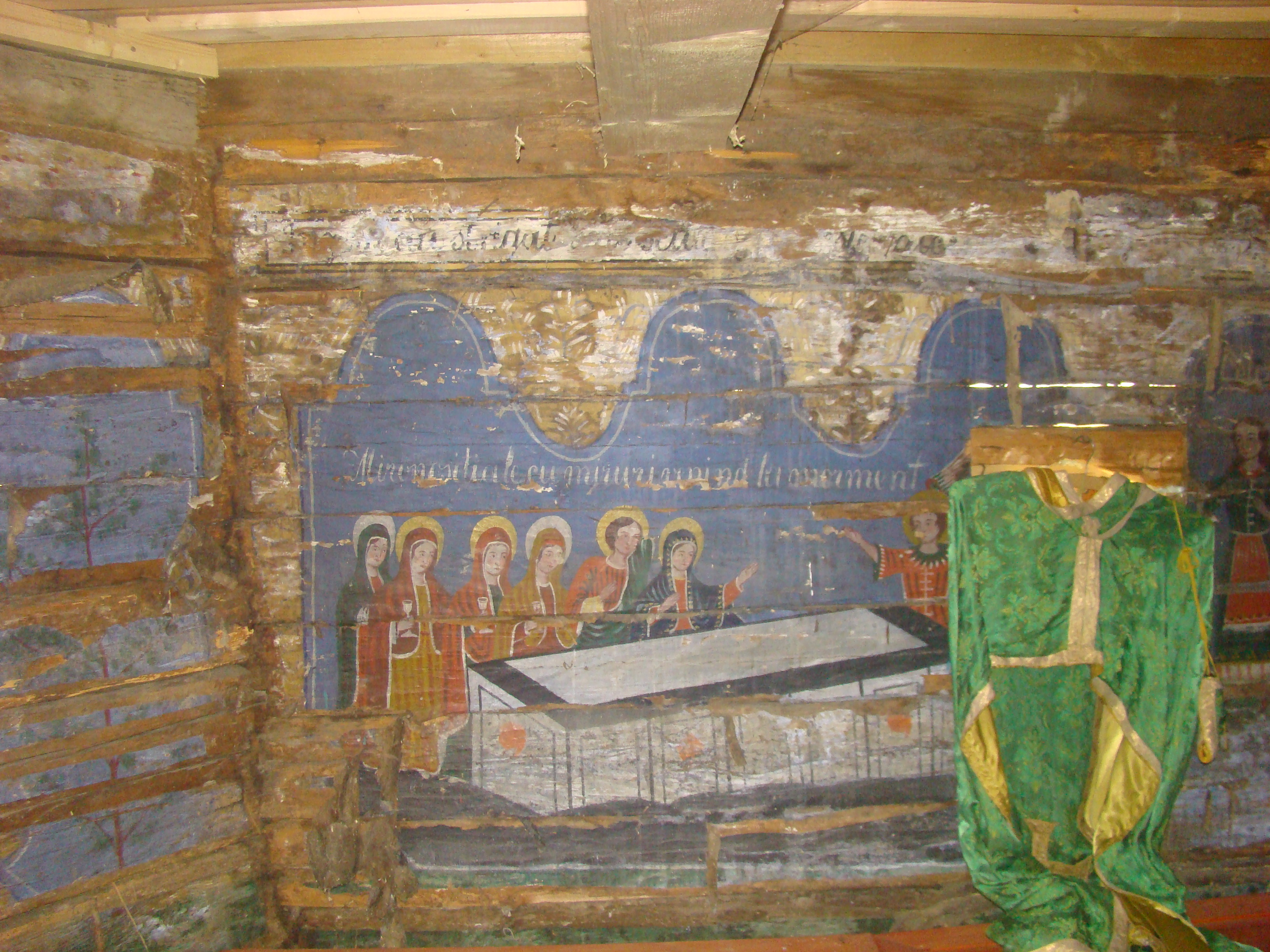
Mironosițele la mormânt

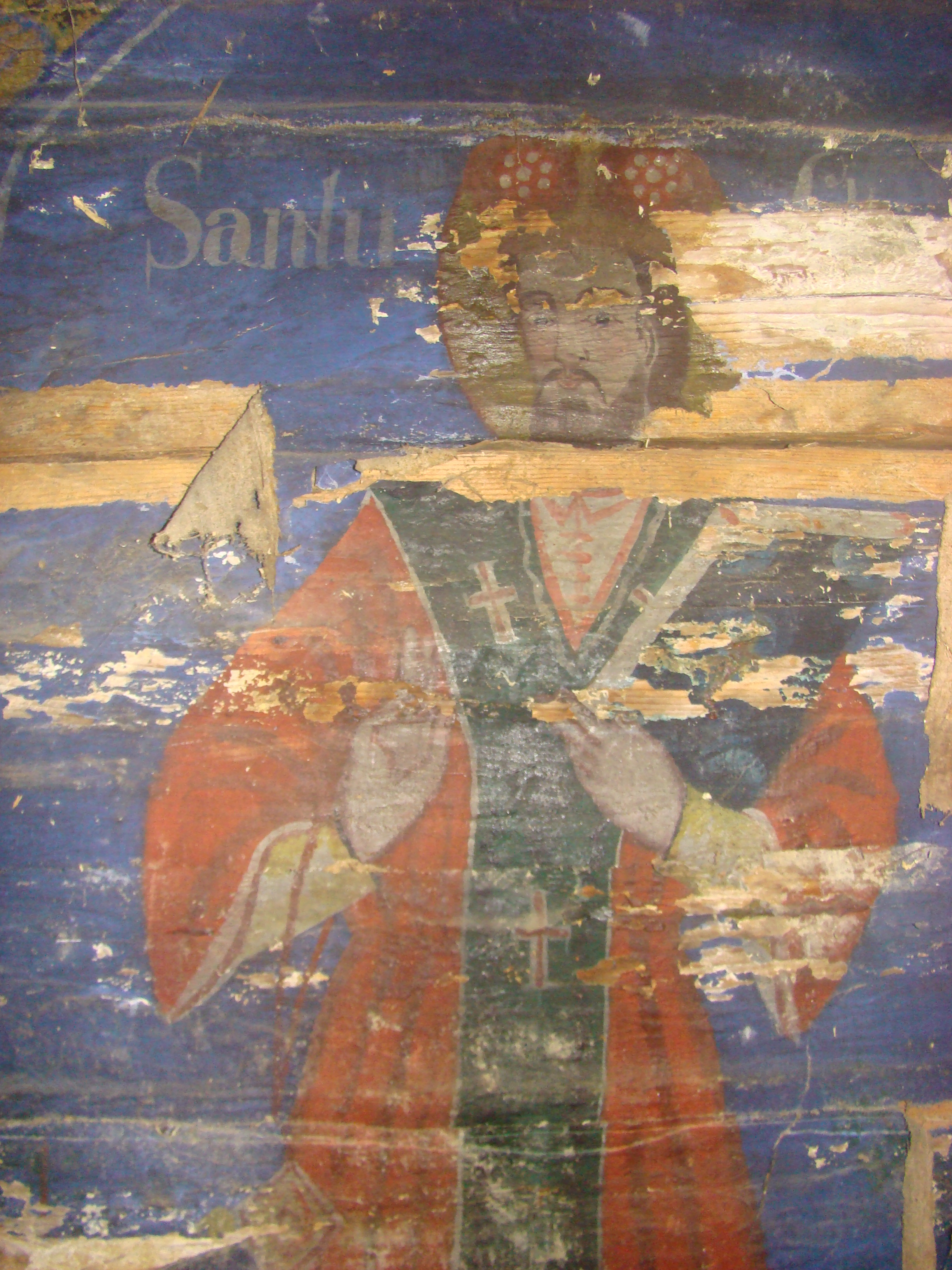
Pictura parietală realizată de zugravul itinerant de biserici Dionisie Iuga din Nicula

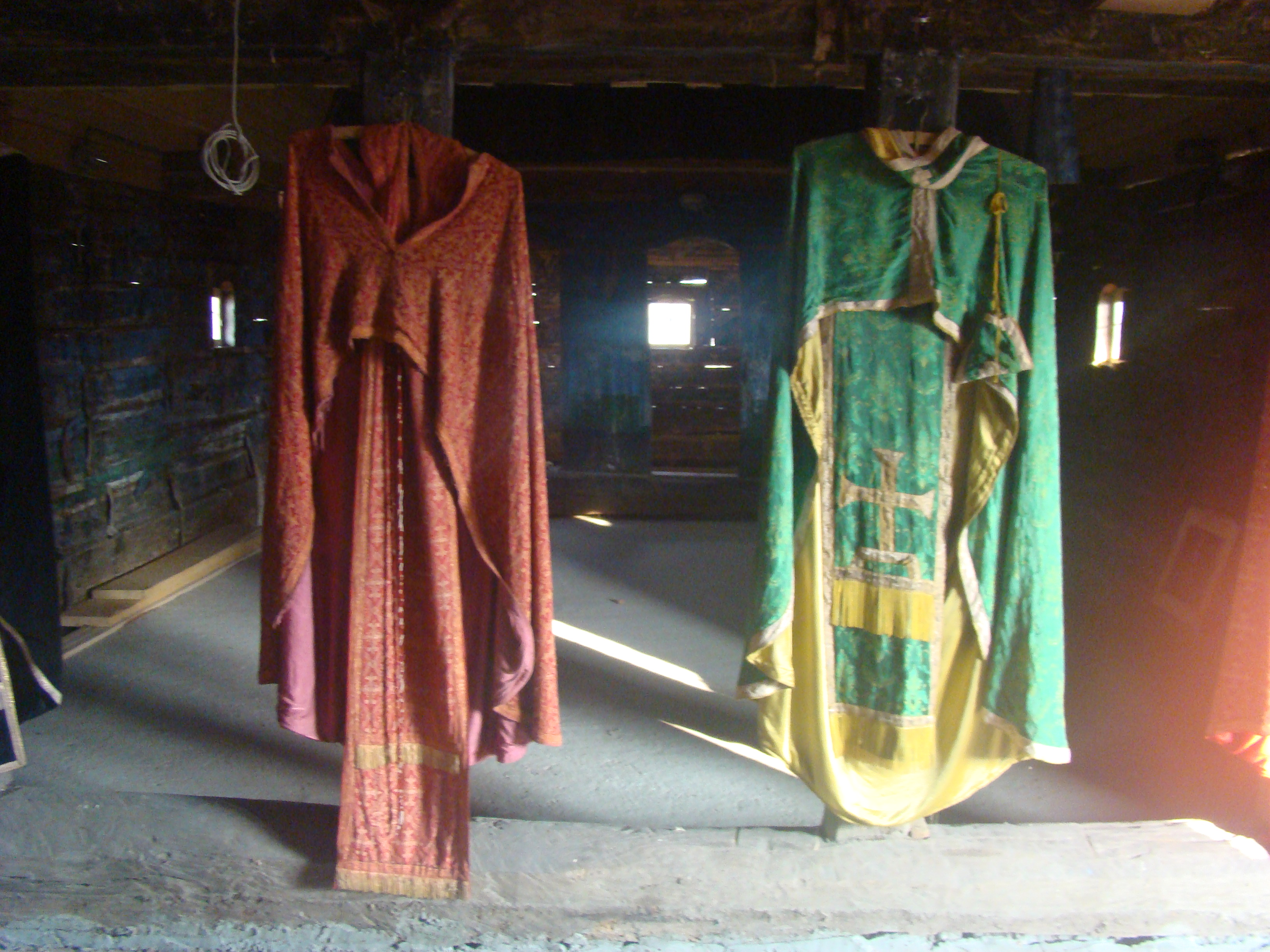
Veșminte preoțești vechi

Biserica de lemn din Sava datează din anul 1803, cu hramul „Sfinții Apostoli Petru și Pavel”. A fost mutată și salvată de la ruinare în anul 2009 în satul învecinat Mureșenii de Câmpie, comuna Pălatca, județul Cluj. Biserica se află pe noua listă a monumentelor istorice sub codul LMI:  CJ-II-m-B-07745.

## Istoric
Acest sfânt lăcaș, cu noul hram „Cuvioasa Paraschiva”, face parte din valorosul Patrimoniu Cultural Național Românesc. Conform inscripției de pe portalul de intrare, biserica de lemn datează din anul 1803: „Ani de la I[sus] H[ristos] 1803”. Altfel tradiția susține că această veche biserică greco-catolică a fost construită în anul 1774, inițial în satul Așchileu Mic, apoi a fost strămutată, prin donare, în 1796, în satul Sava. În luna iulie, anul 2009, biserica a fost mutată din satul Sava, unde se găsea într-o stare avansată de degradare fizică, aproape de ruinare, în actualul Complex Muzeal „Andrei Bojor” din satul vecin Mureșenii de Câmpie, comuna Palatca, județul Cluj. 
Lucrările de restaurare a bisericii s-au desfășurat în paralel cu lucrările de construire a Muzeului Național al Refugiaților din România, exact pe locul în care a avut loc cumplitul masacru de la Mureșenii de Câmpie, din noaptea groaznică  din 23/24 septembrie 1940, din ordinul lui Wass Albert și Wass Endre, comis de o subunitate horthysto-maghiară din Regimentul 19 de honvezi Nyíregyháza, comandată de locotenentul Gergely Csordas.
Lucrările de translatare și recondiționare s-au efectuat pe baza unui studiu de specialitate și a unui proiect adecvat, prin grija deosebită și măiestria echipei conduse de meșterul-restaurator Vasile Pop din comuna Bârsana, județul Maramureș. 
Biserica este construită din lemn de stejar (iconostasul) și brad (pereții); pereții navei (formați din bârne de brad late de circa 30 de cm) sunt autentici, singurele părți care au fost refăcute cu ocazia mutării din Sava, în anul 2009, fiind acoperișul și turnul clopotniței. Biserica, aflată atunci în Sava, a fost repictată de zugravul Dionisie Iuga din Nicula, și resfințită la data de 14 august 1879 de către episcopul greco-catolic de Gherla, Ioan Sabo.

## Imagini din exterior

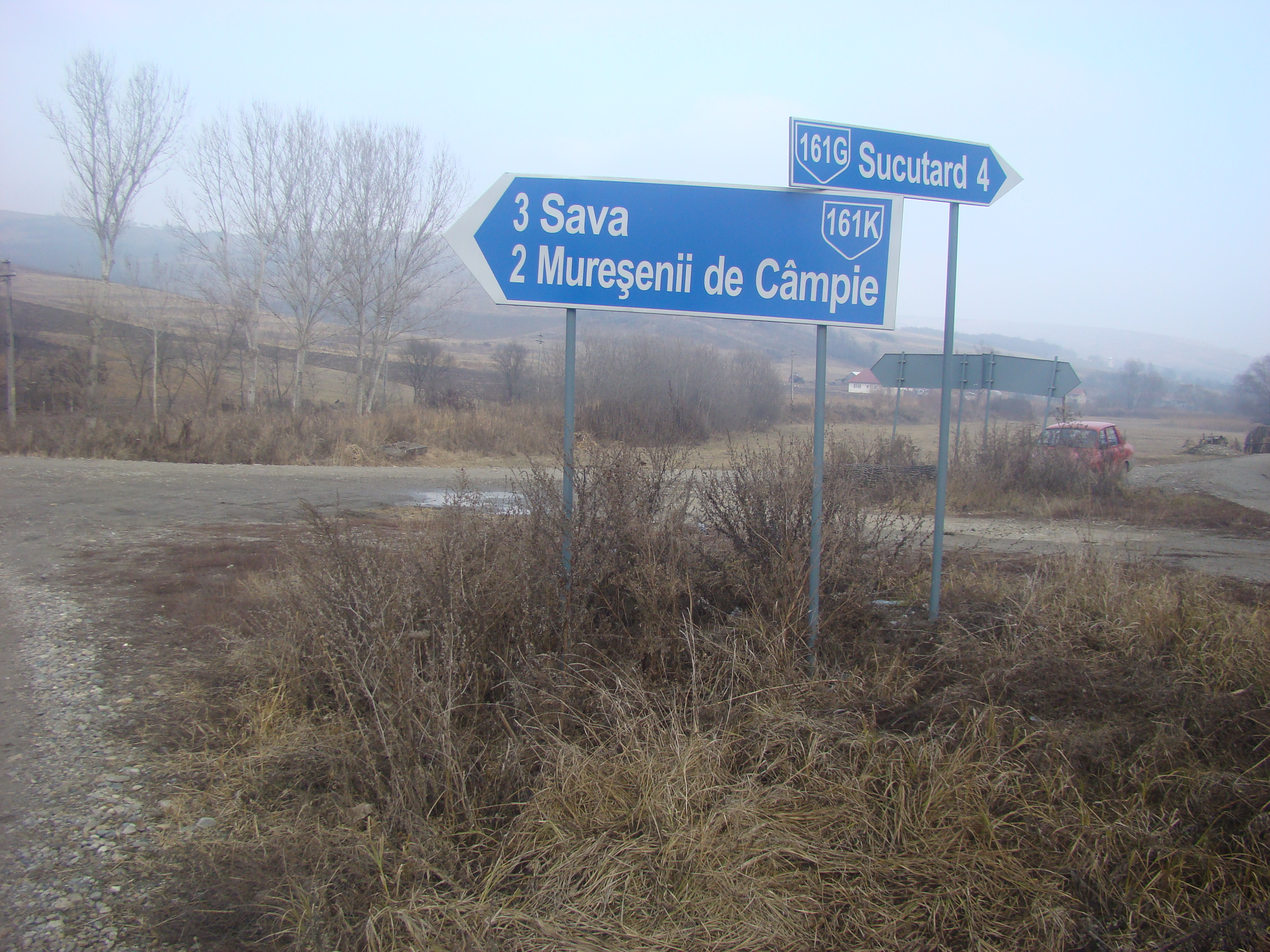
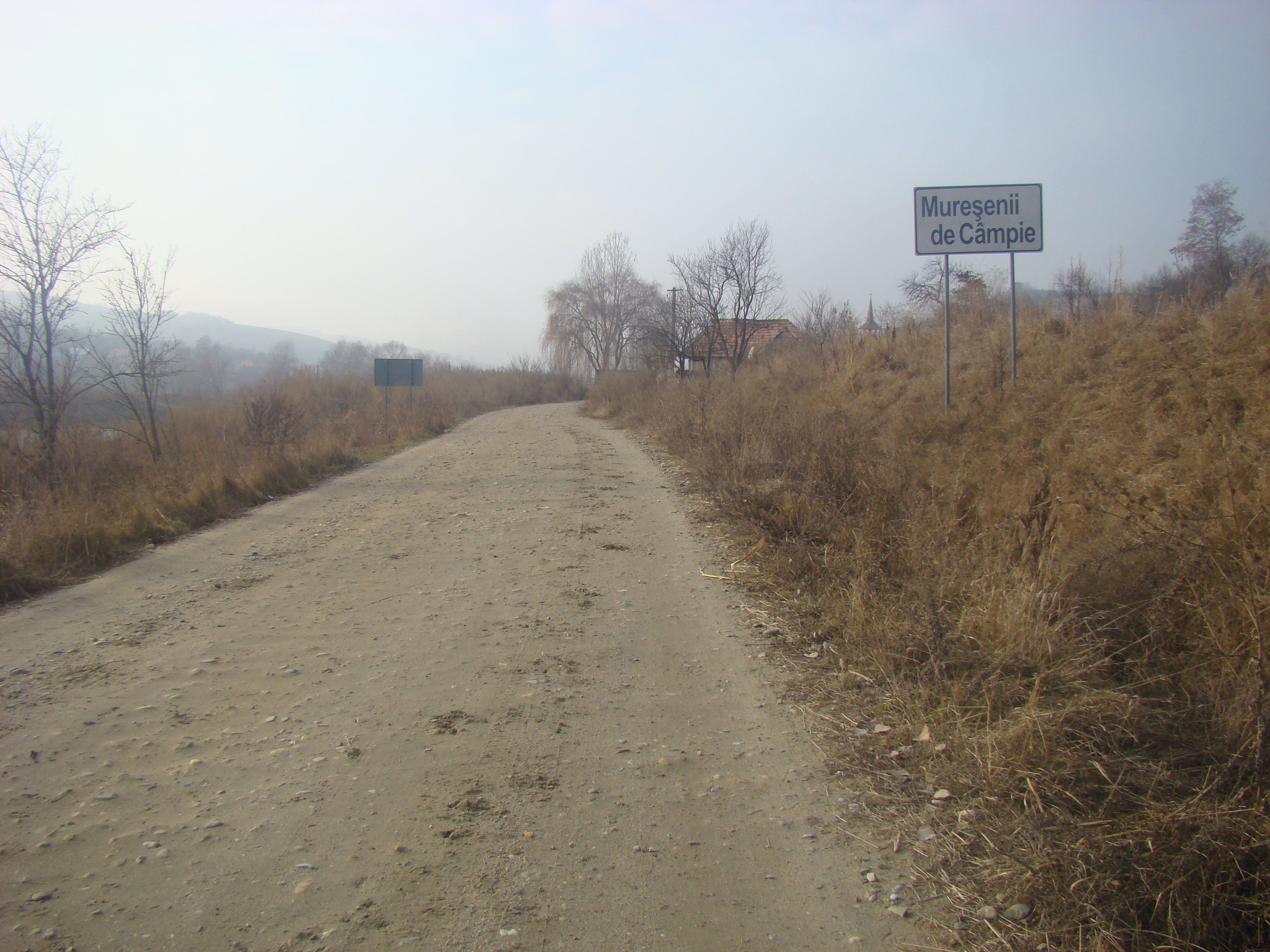
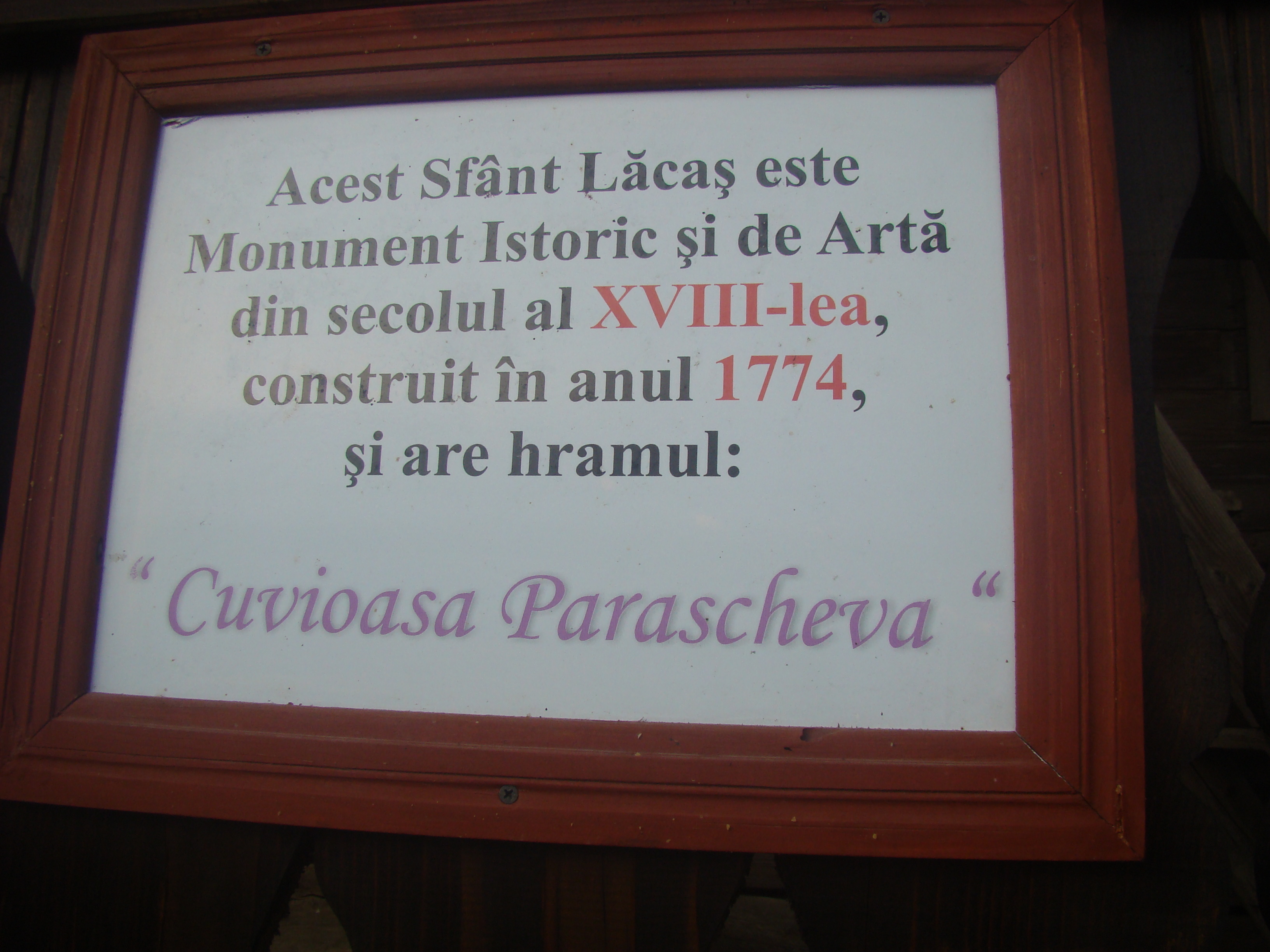
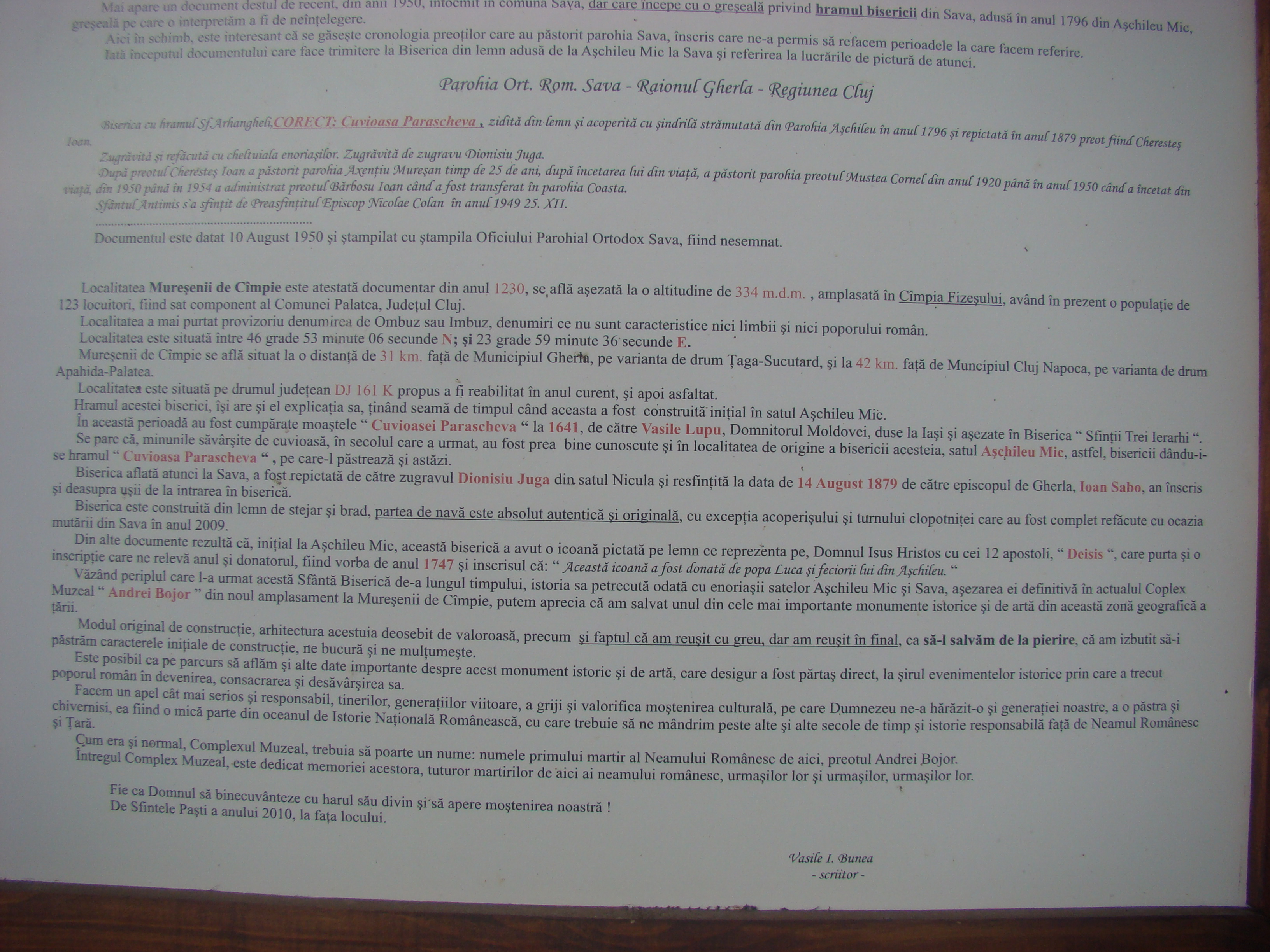
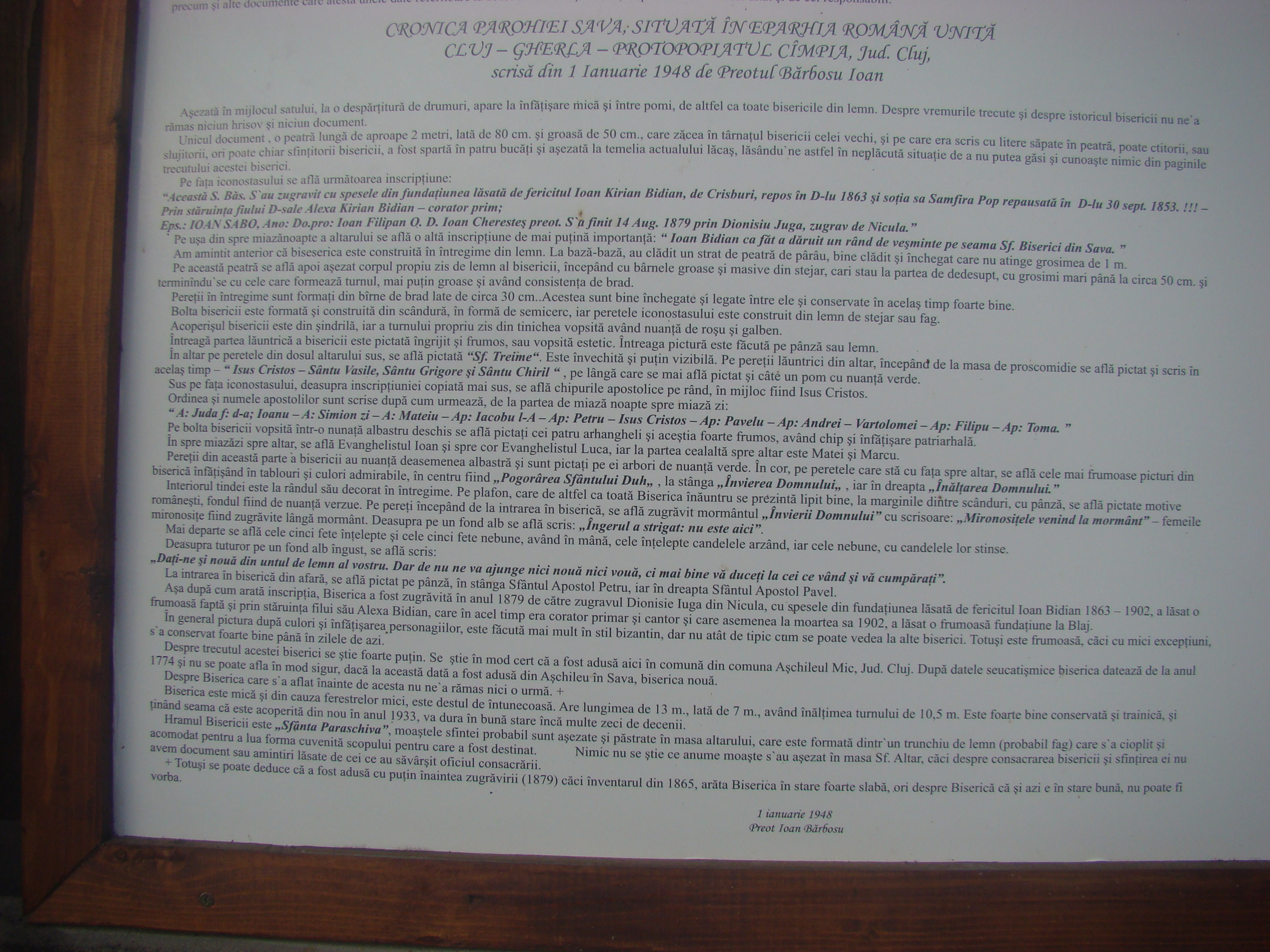
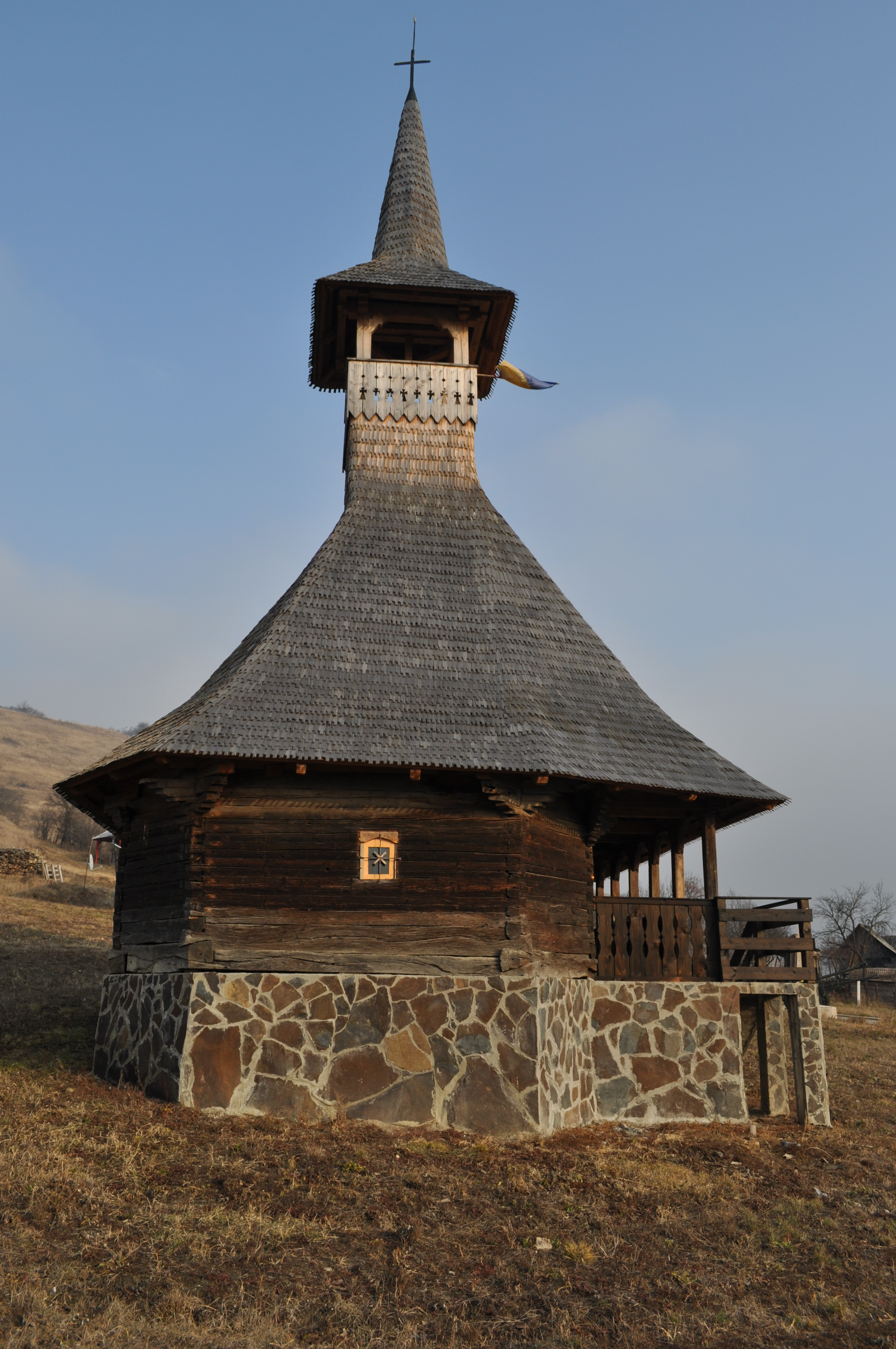
Biserica (vest)
Portalul bisericii din Sava, frumos decorat
Detaliu portal
Absida altarului
Prispa bisericii
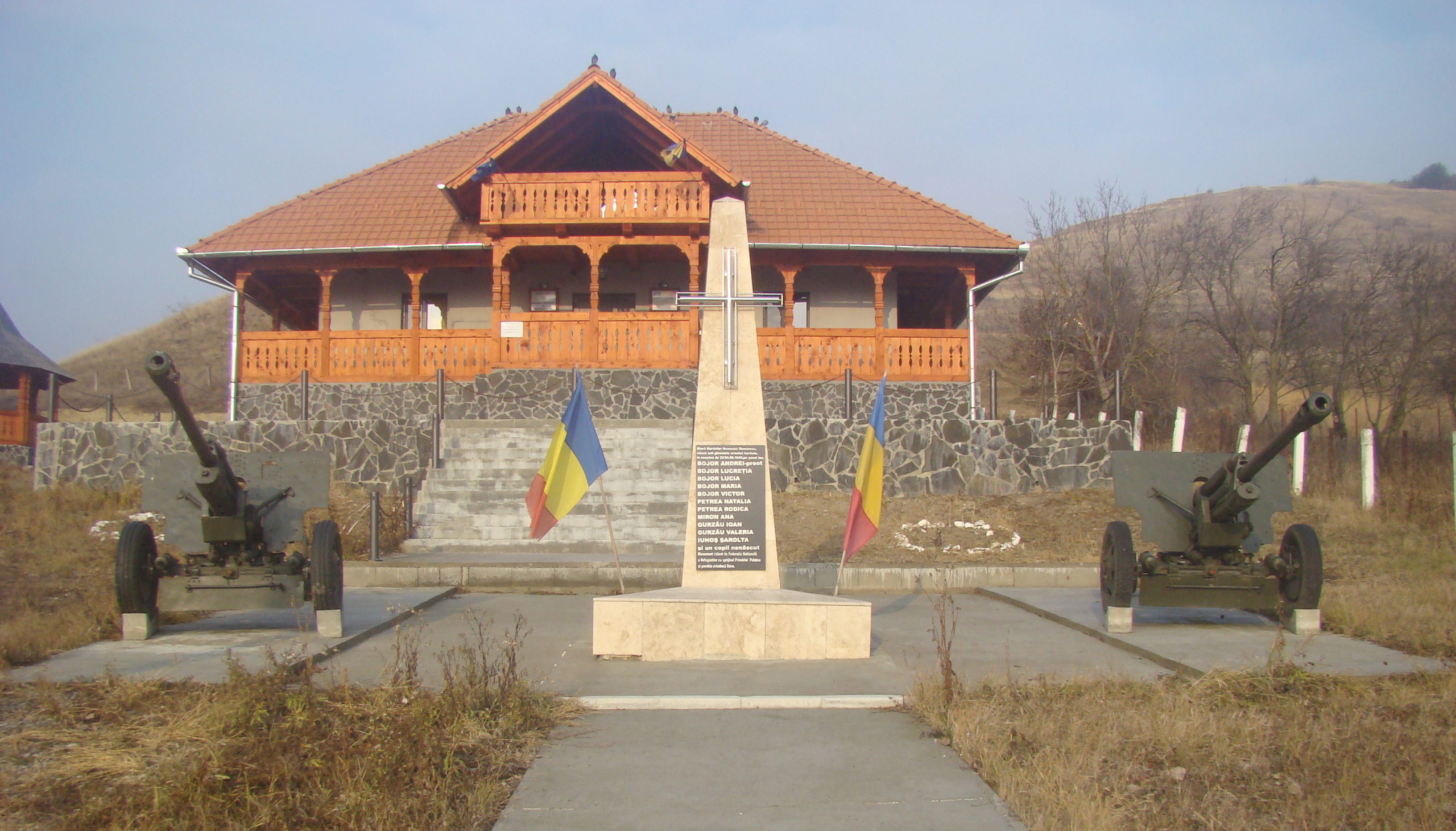
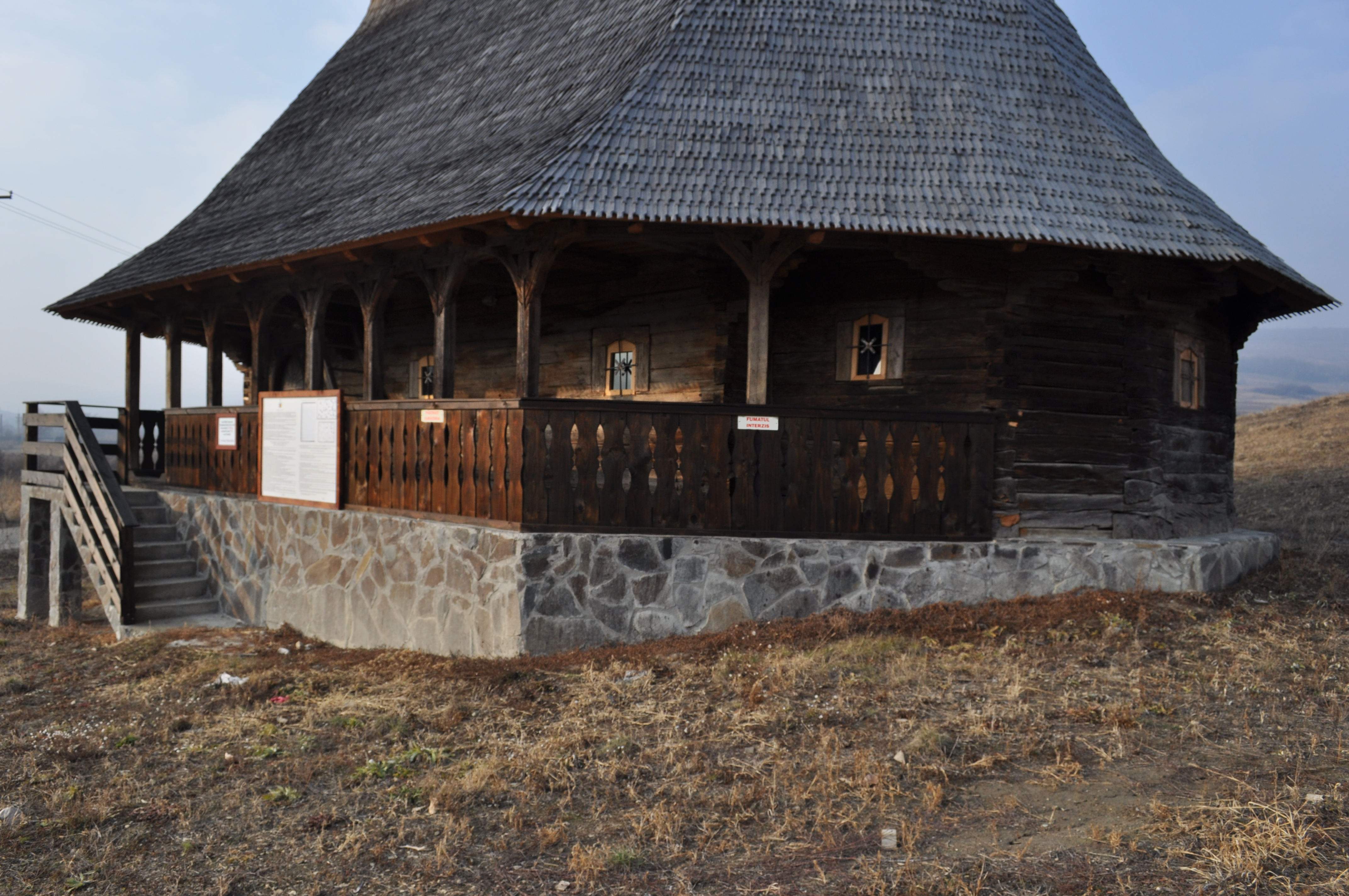
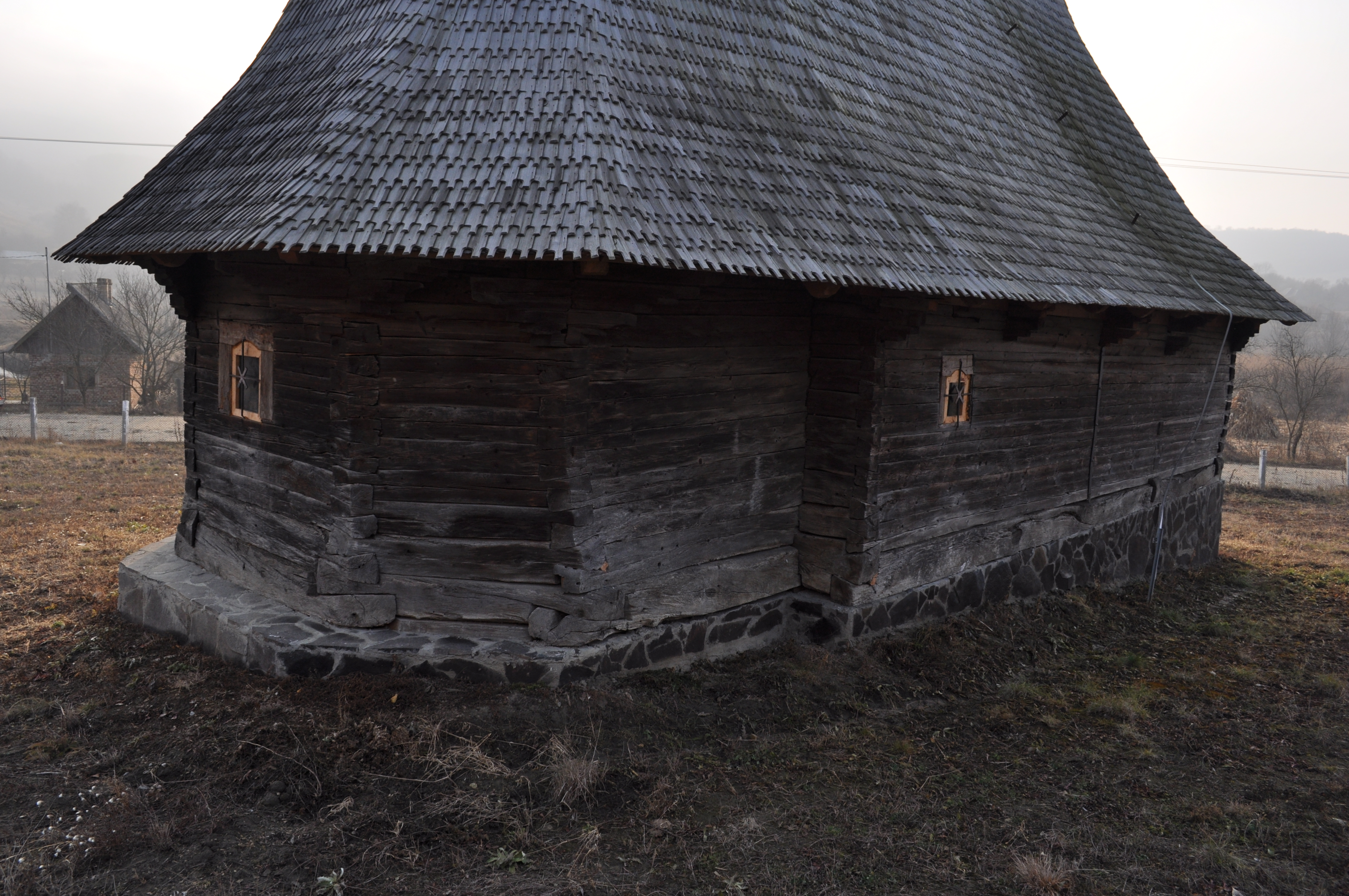
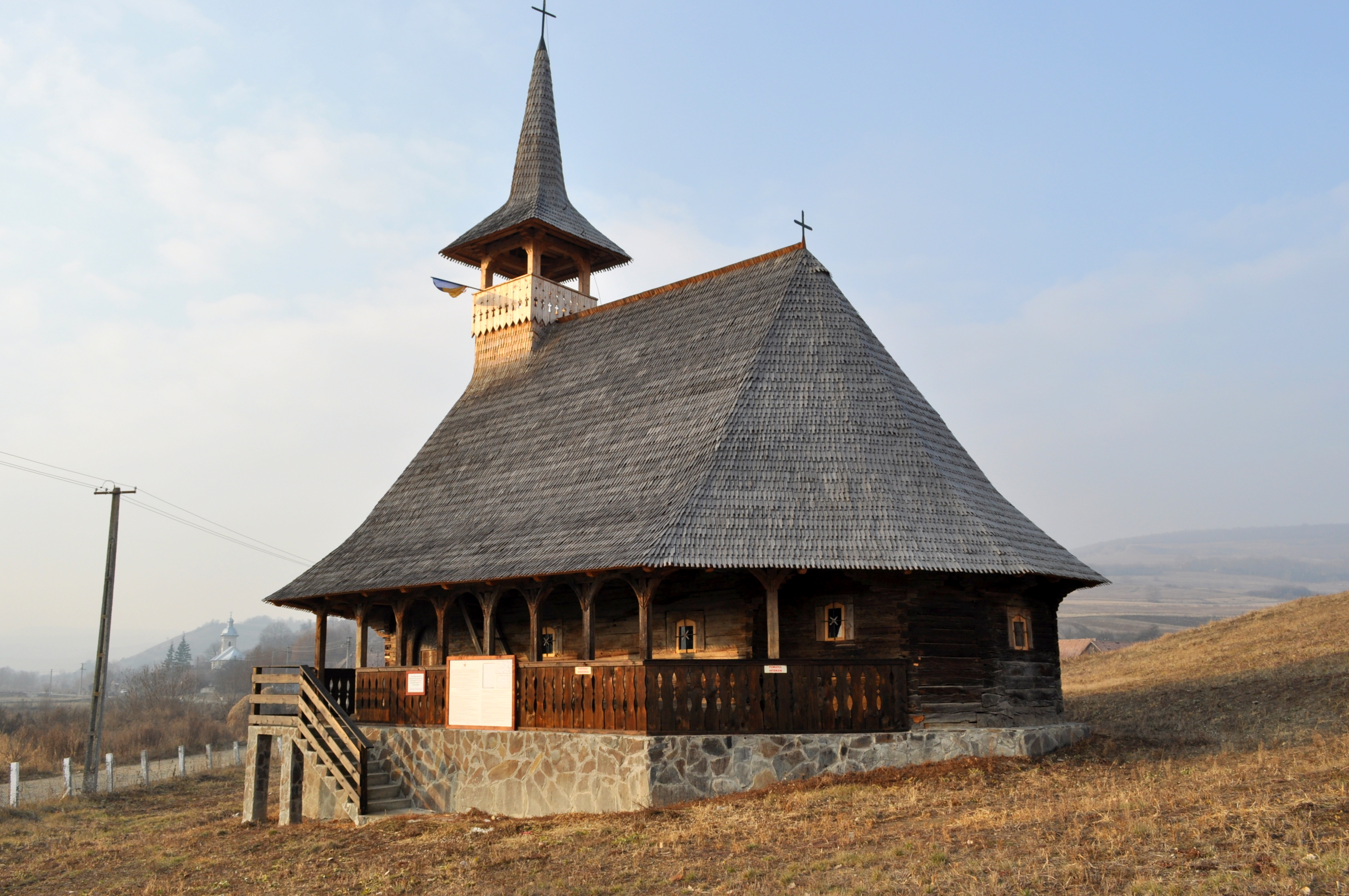
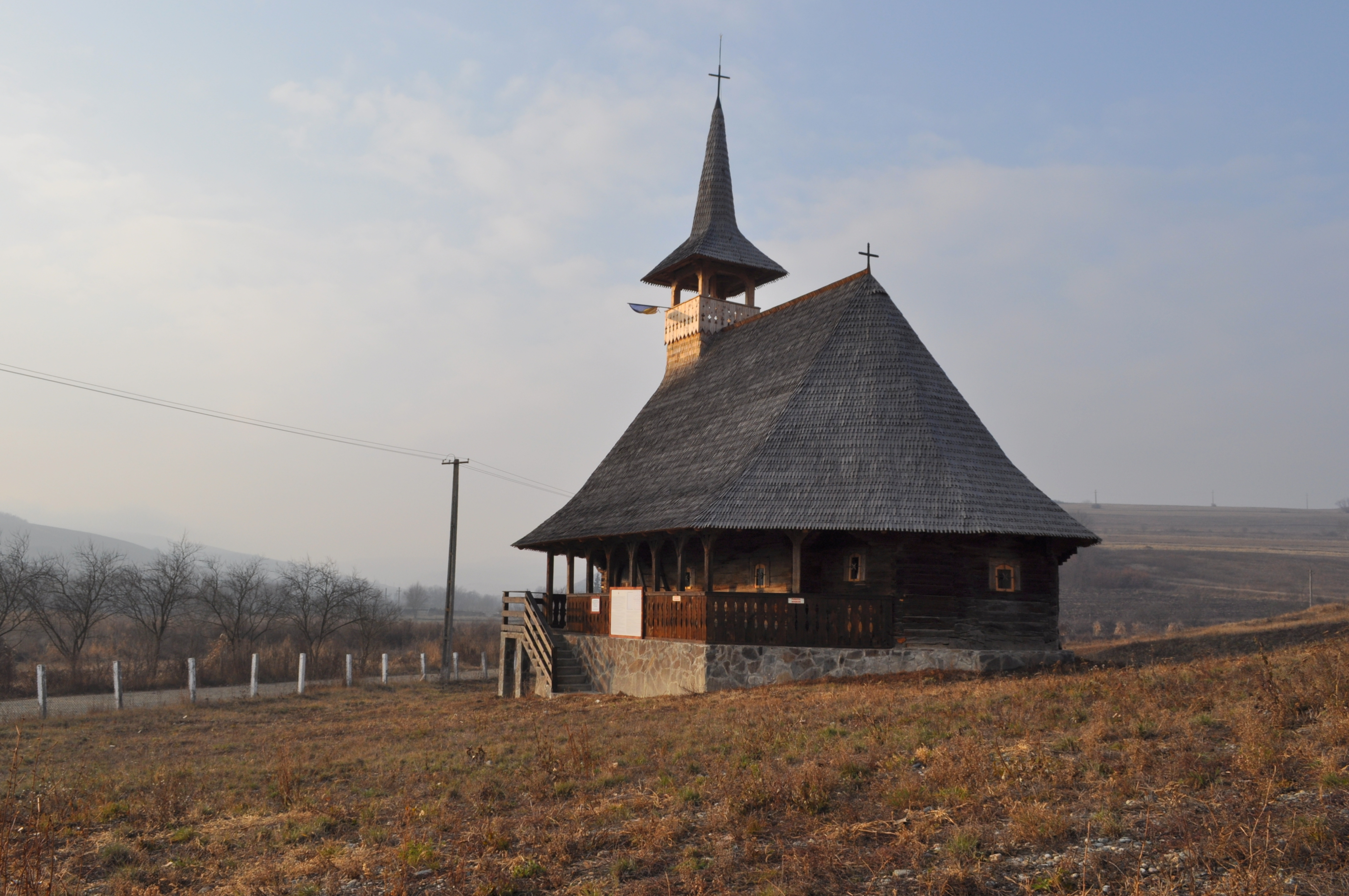
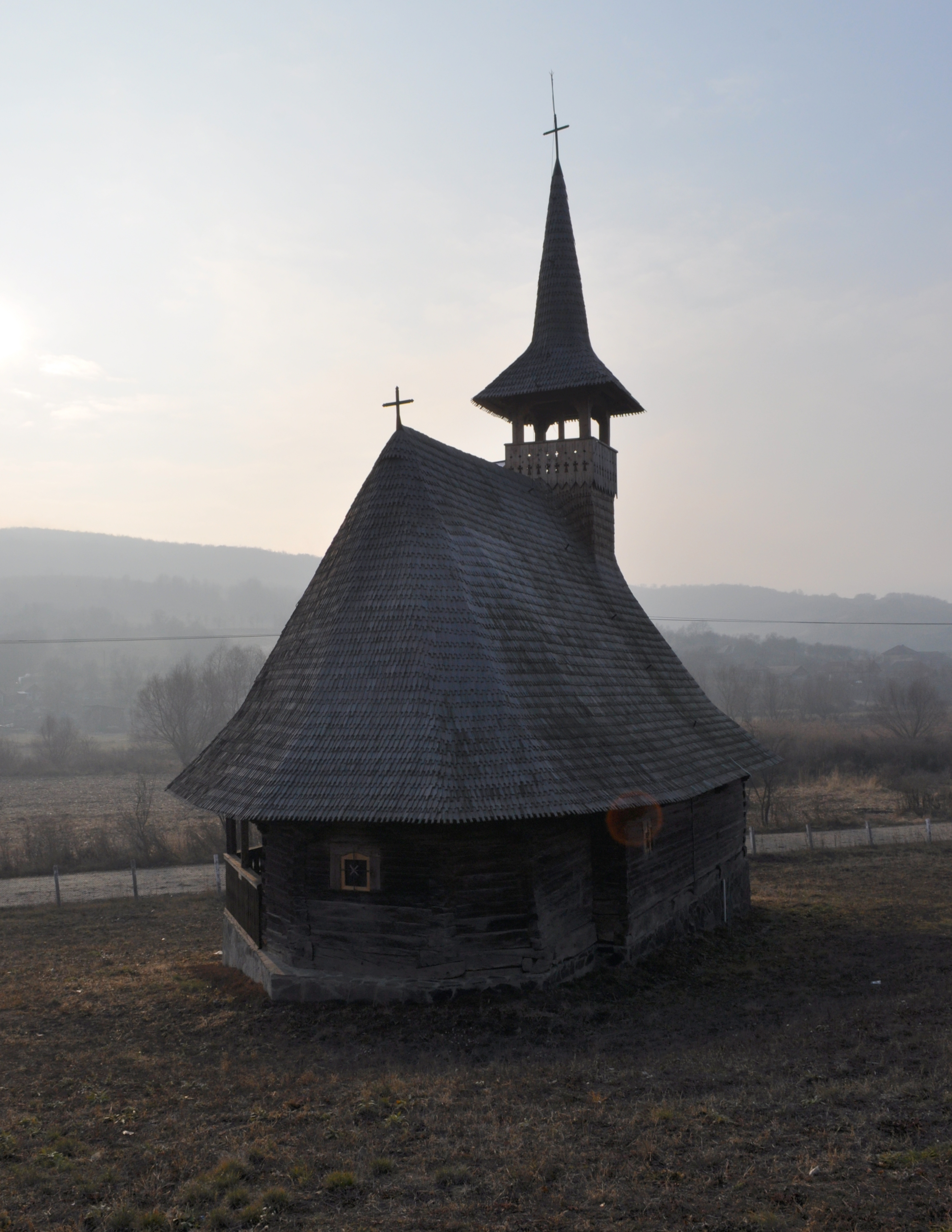
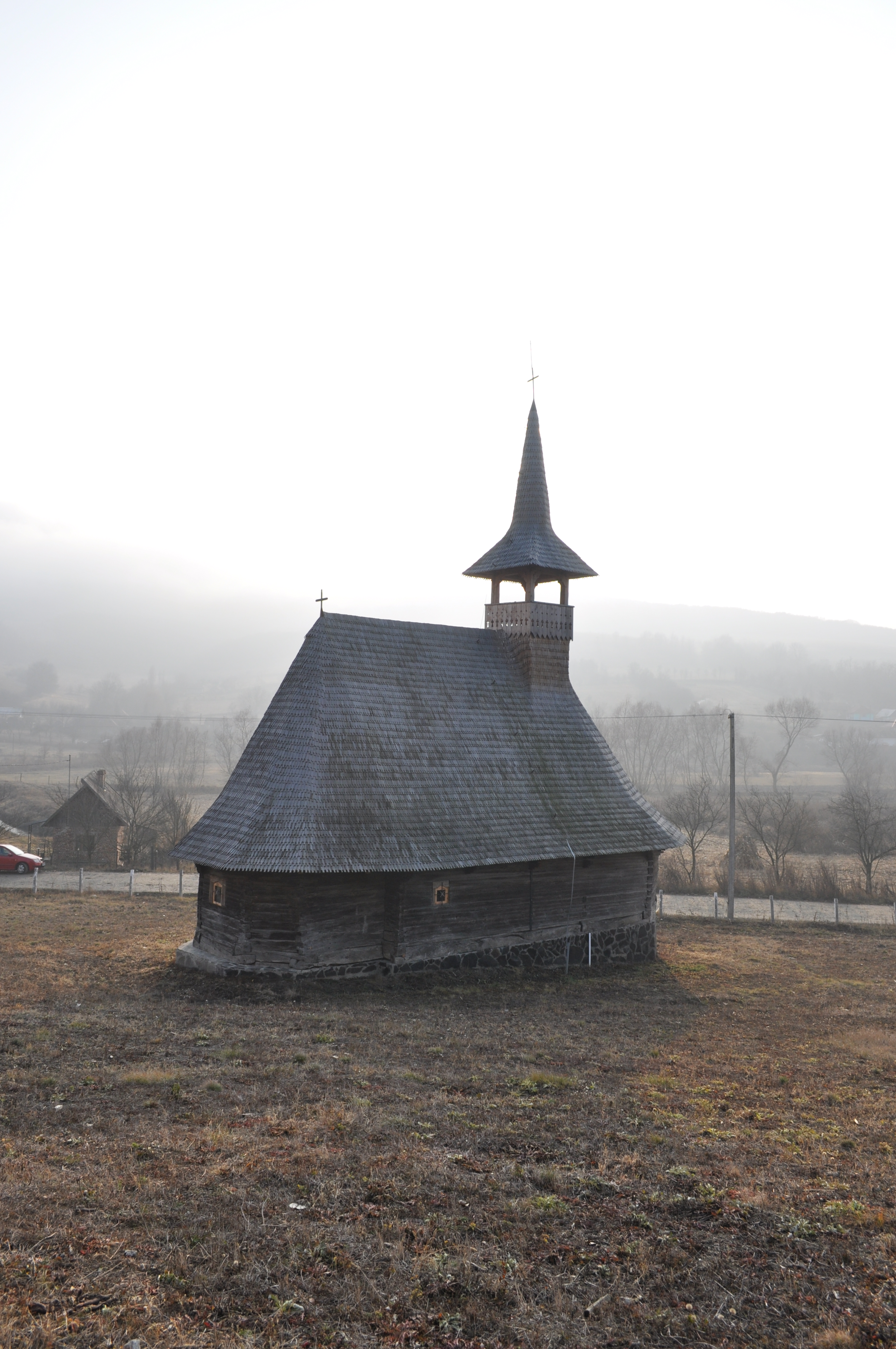
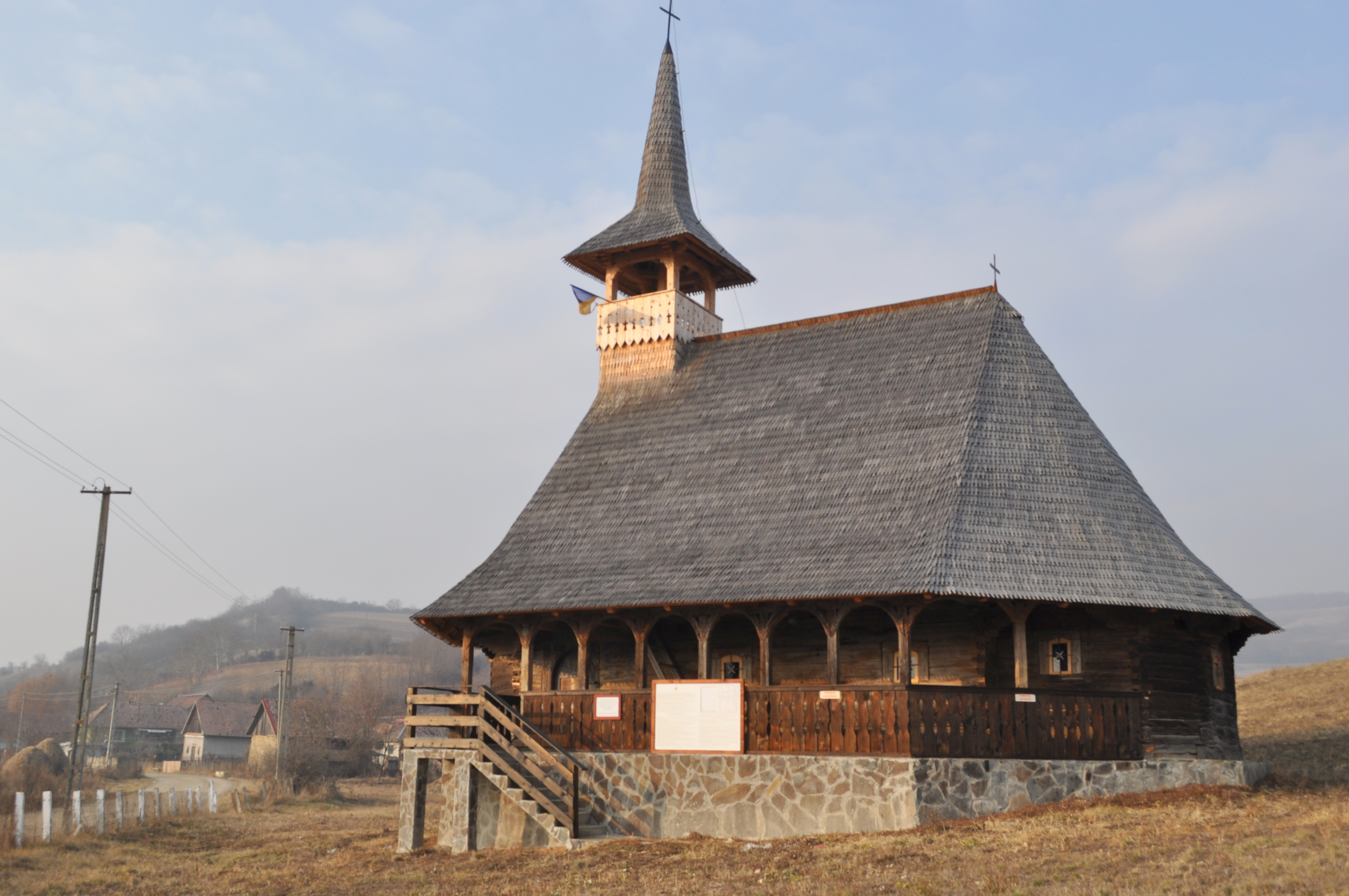
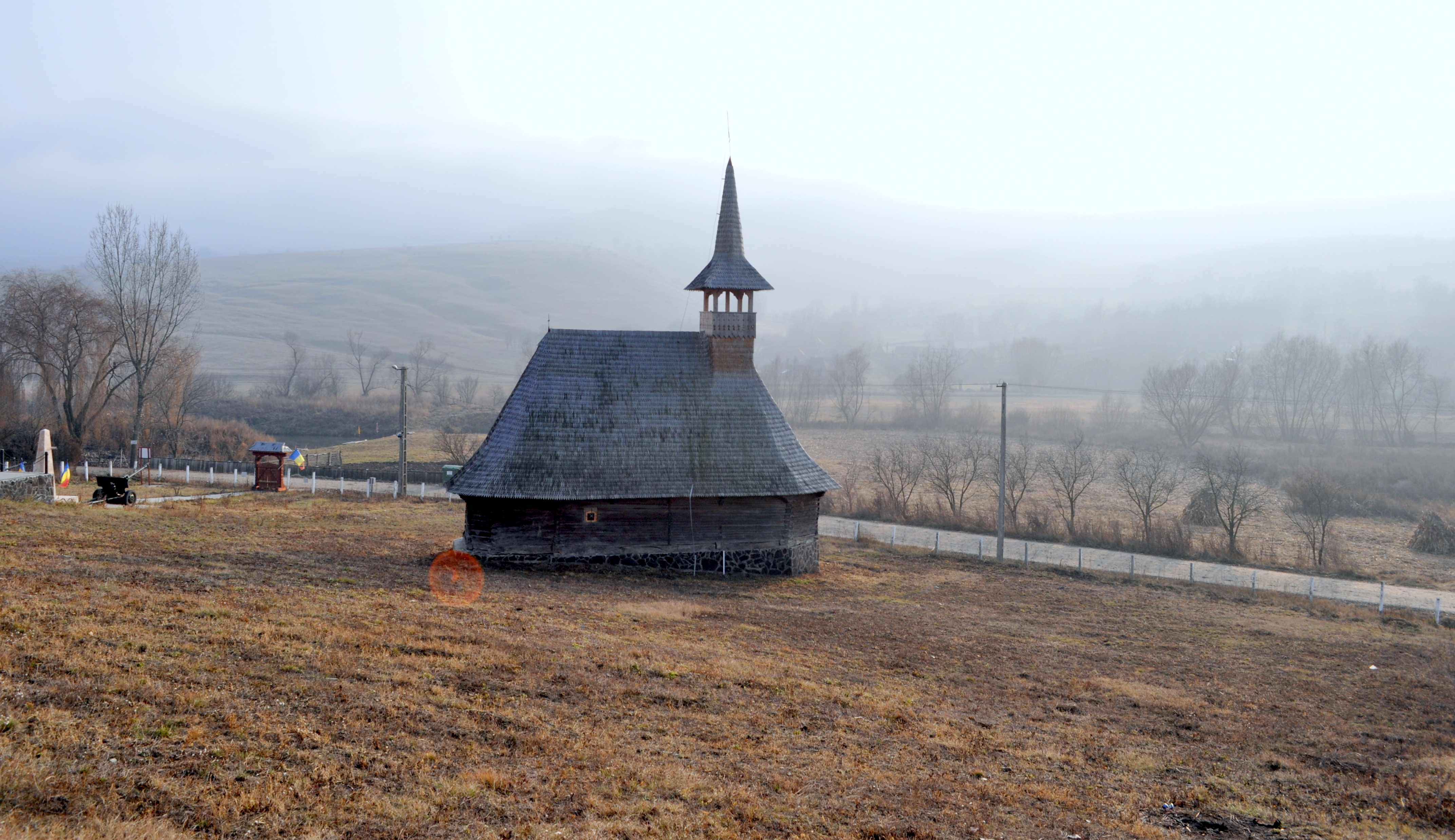
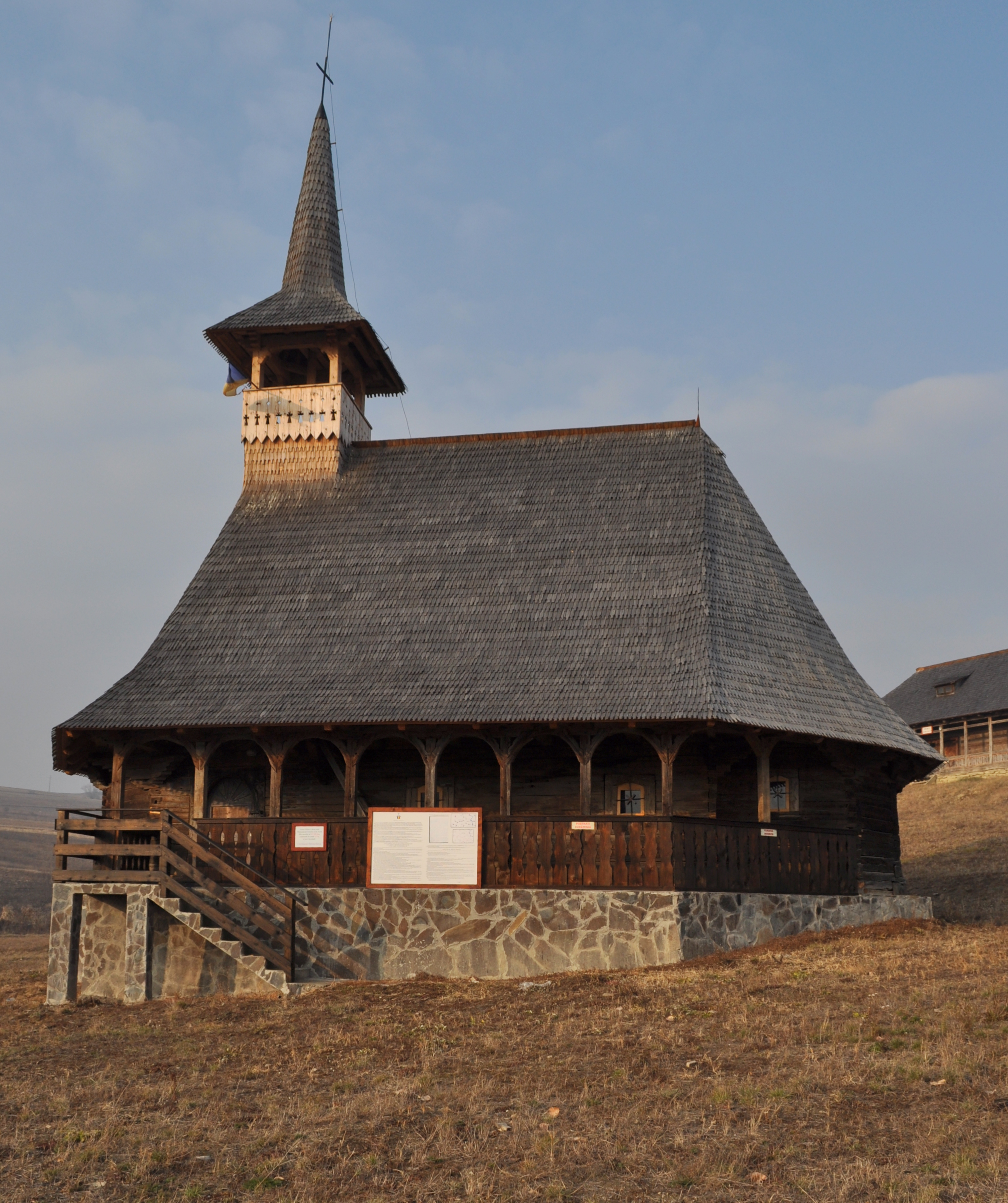
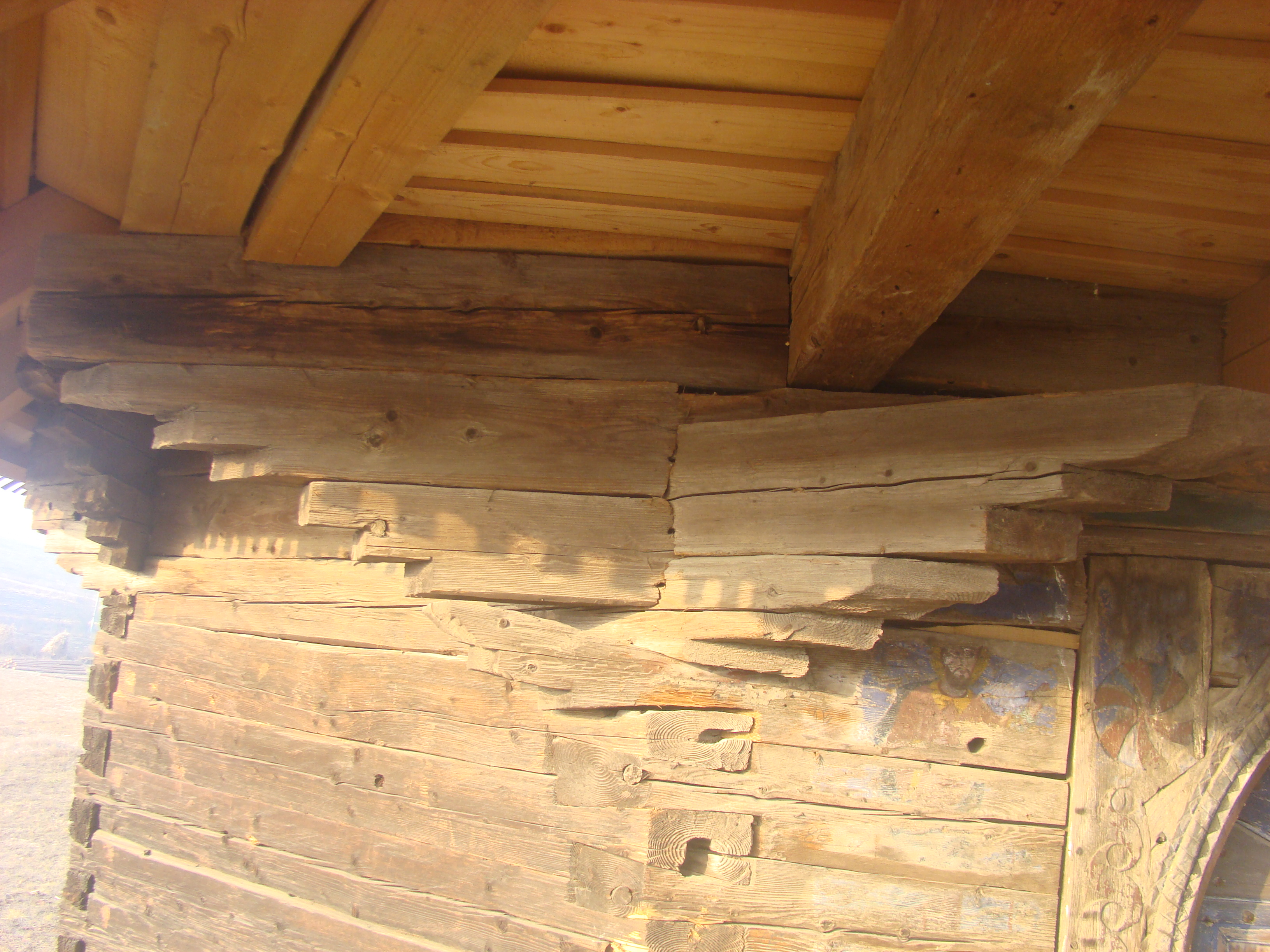
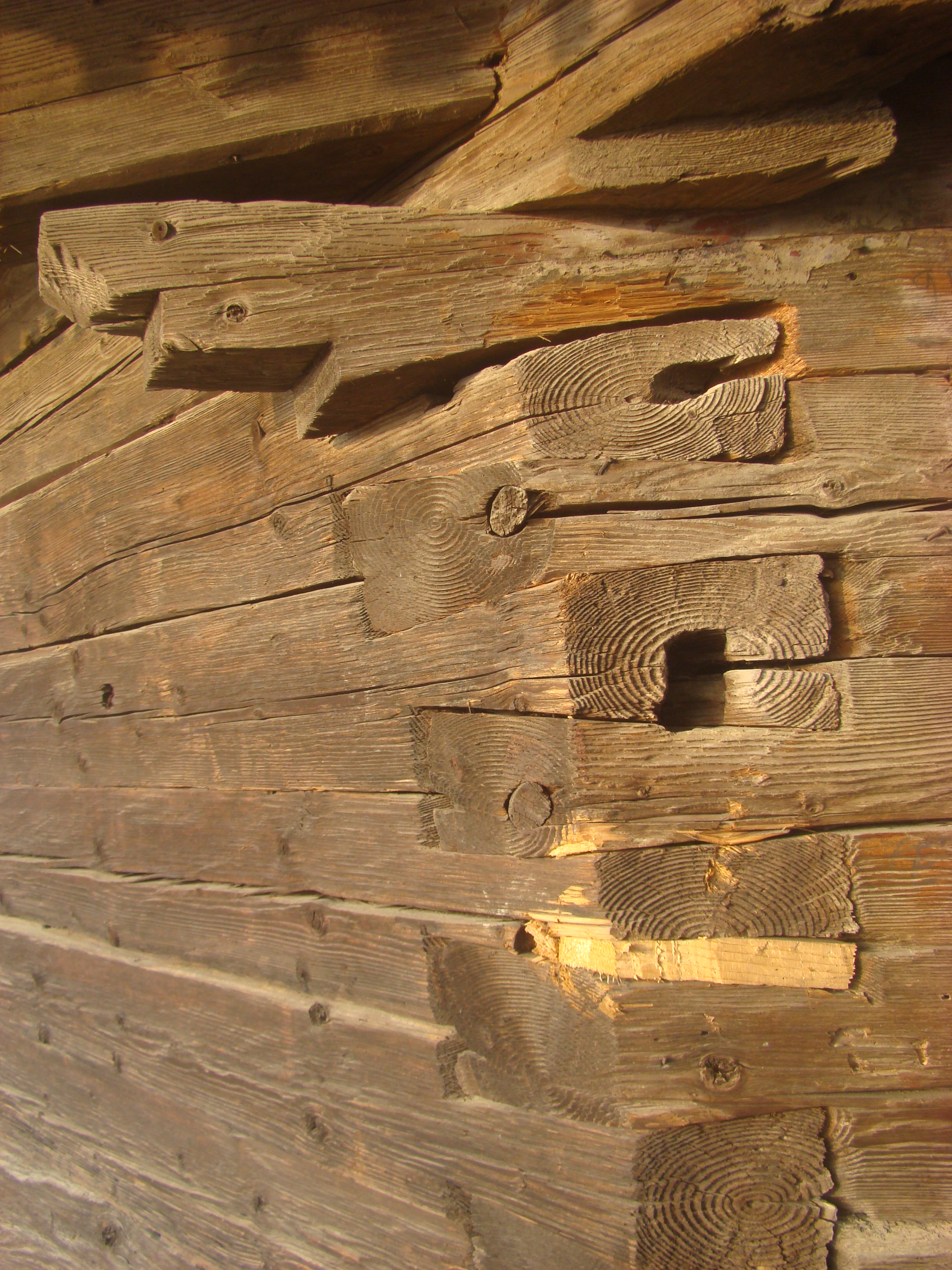
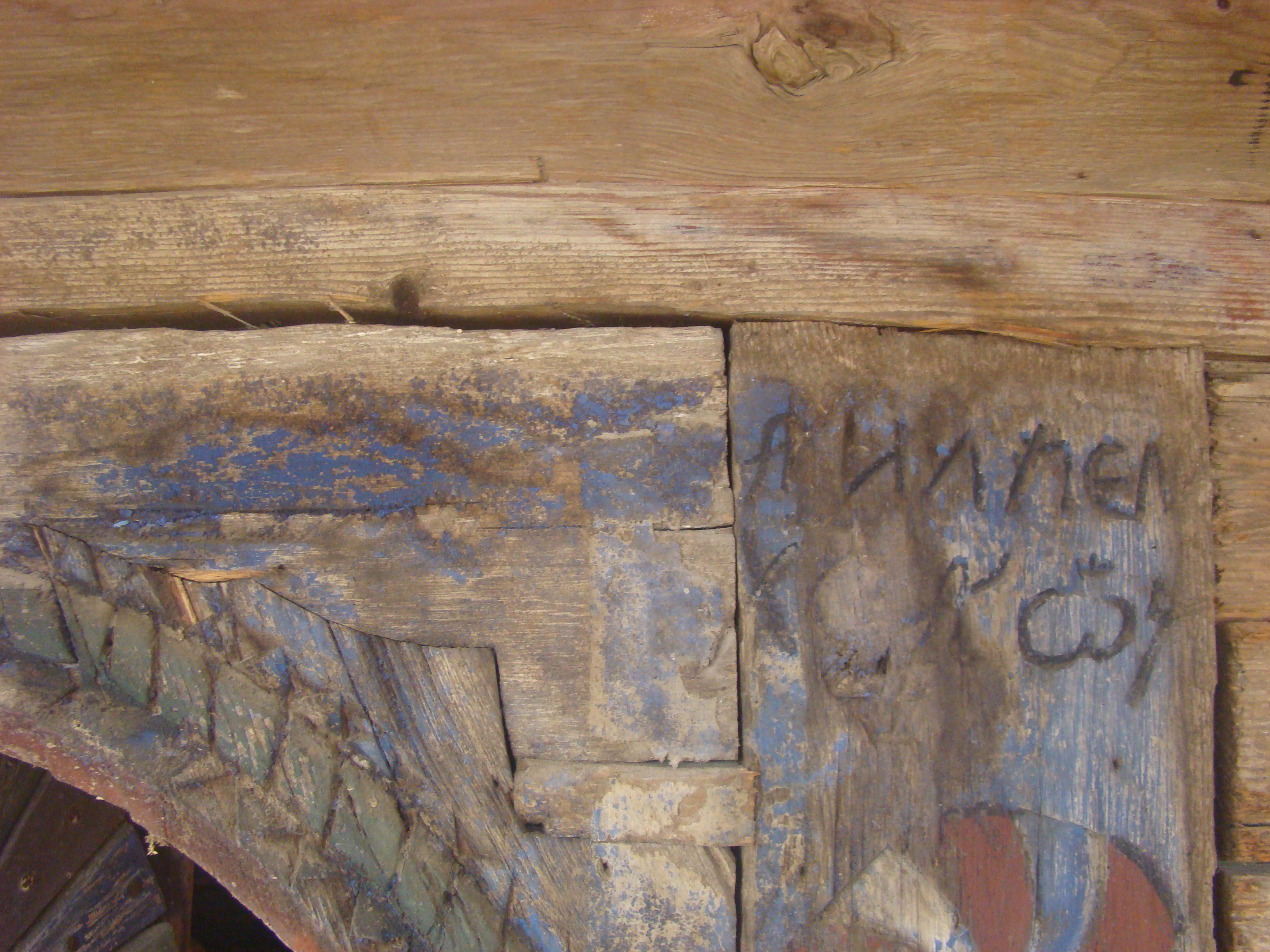
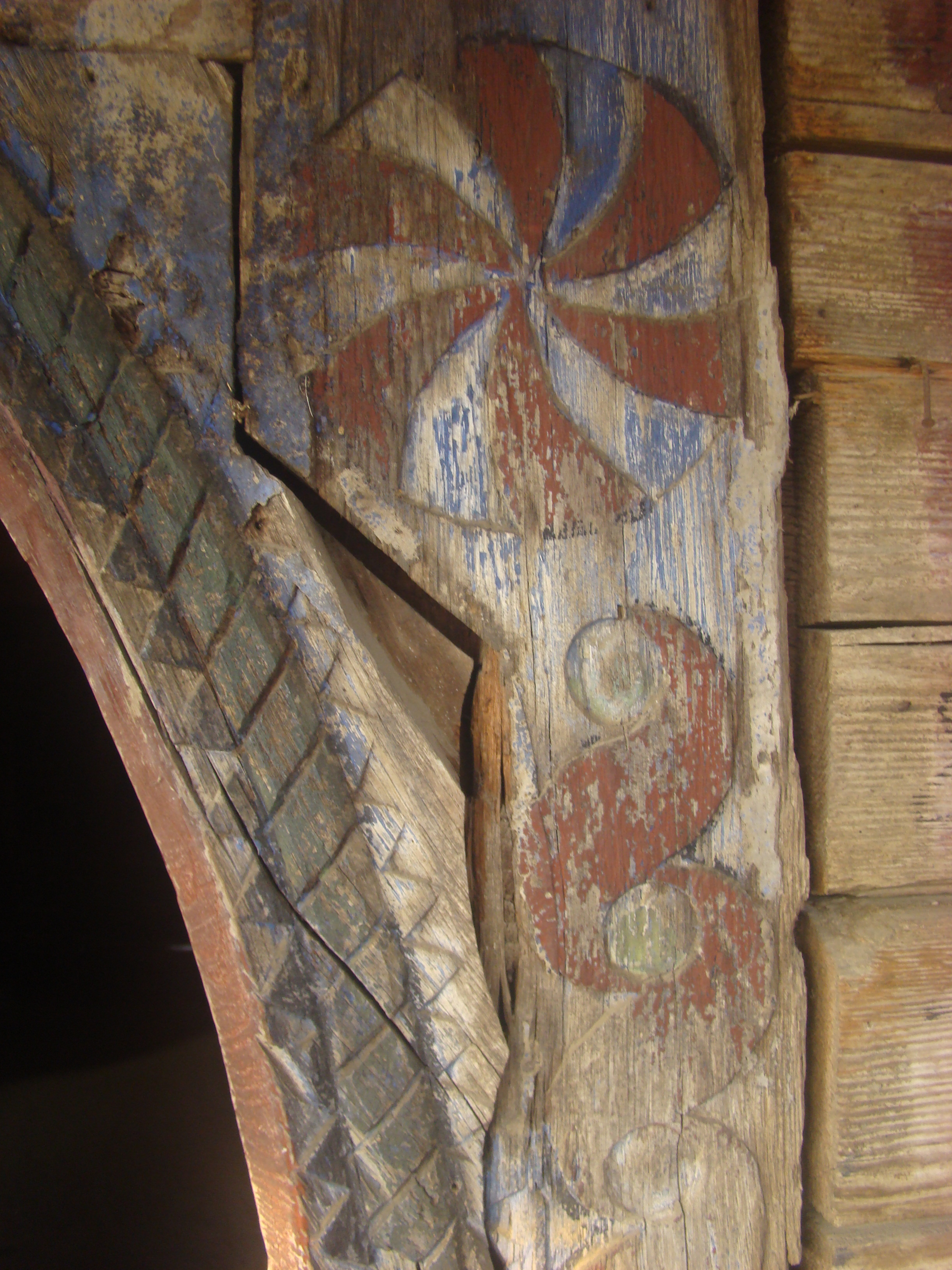
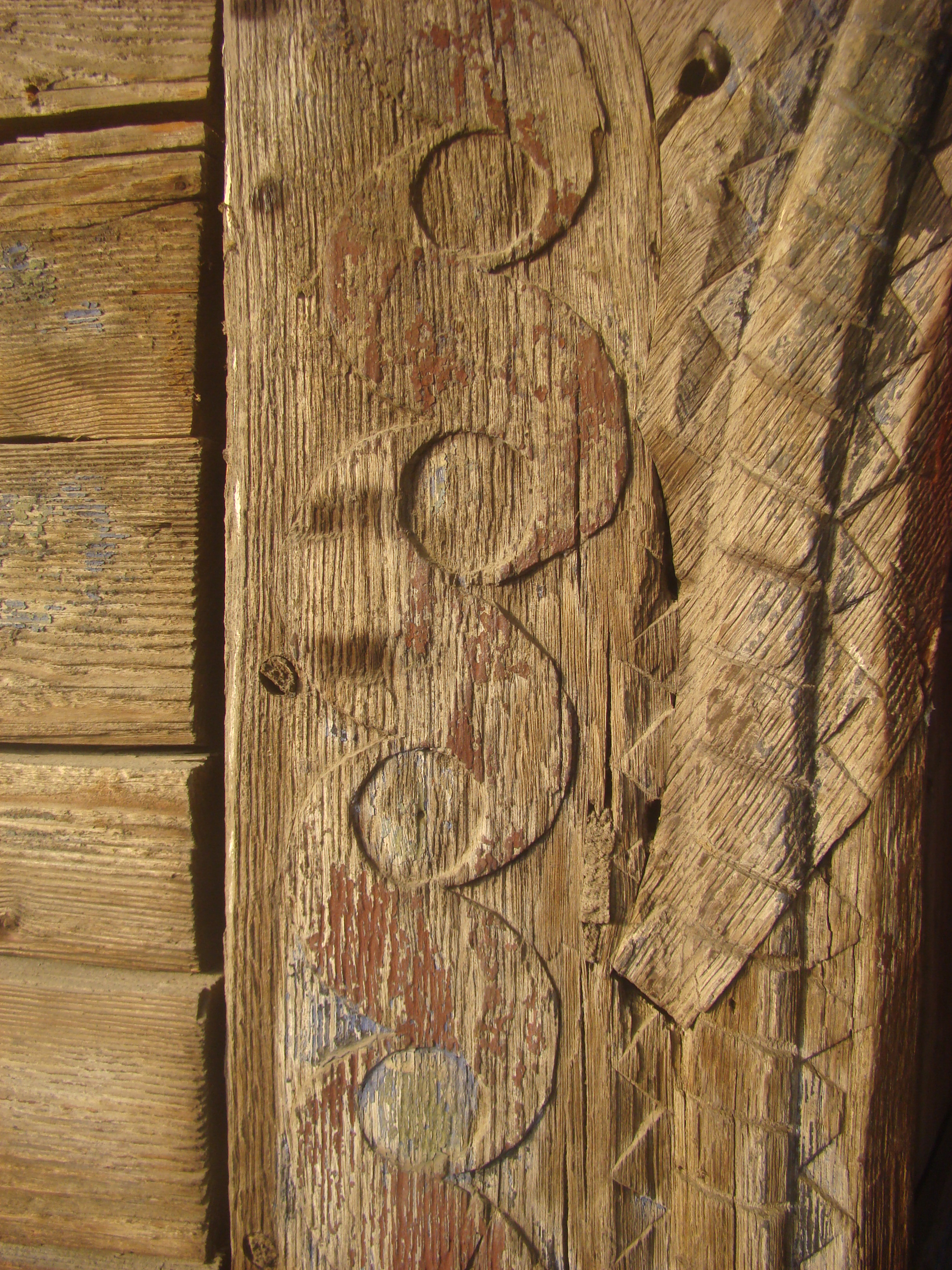
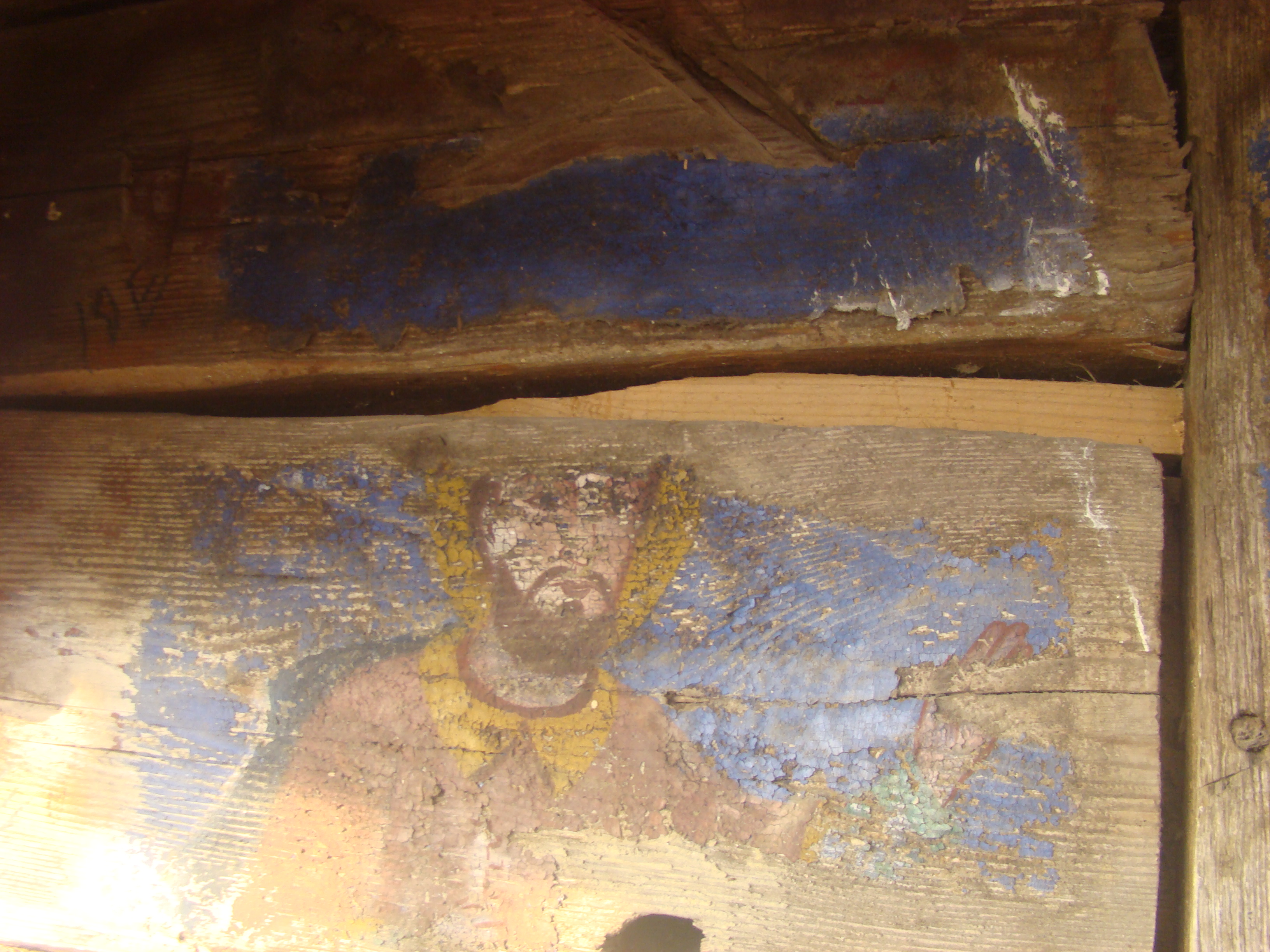
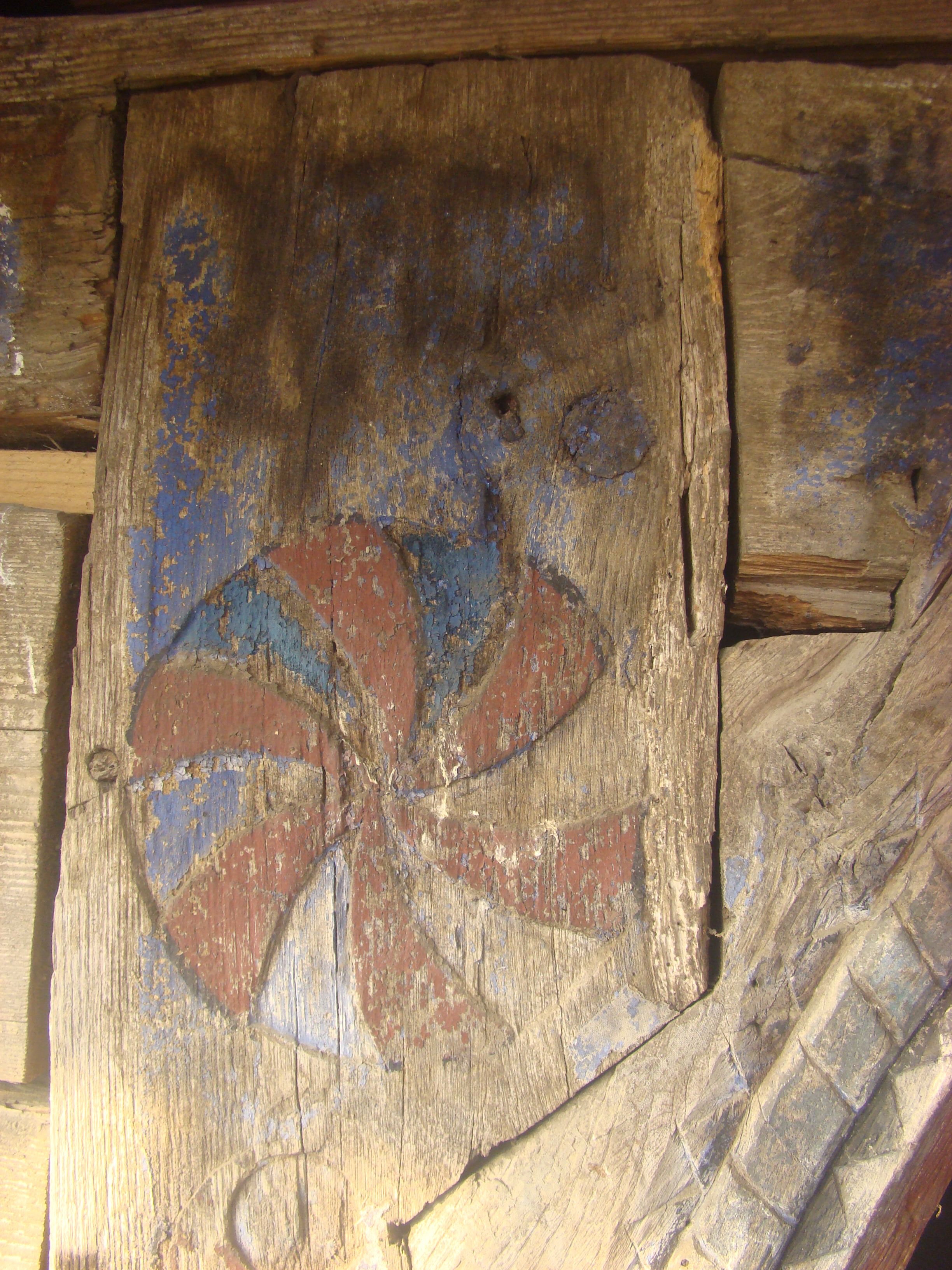
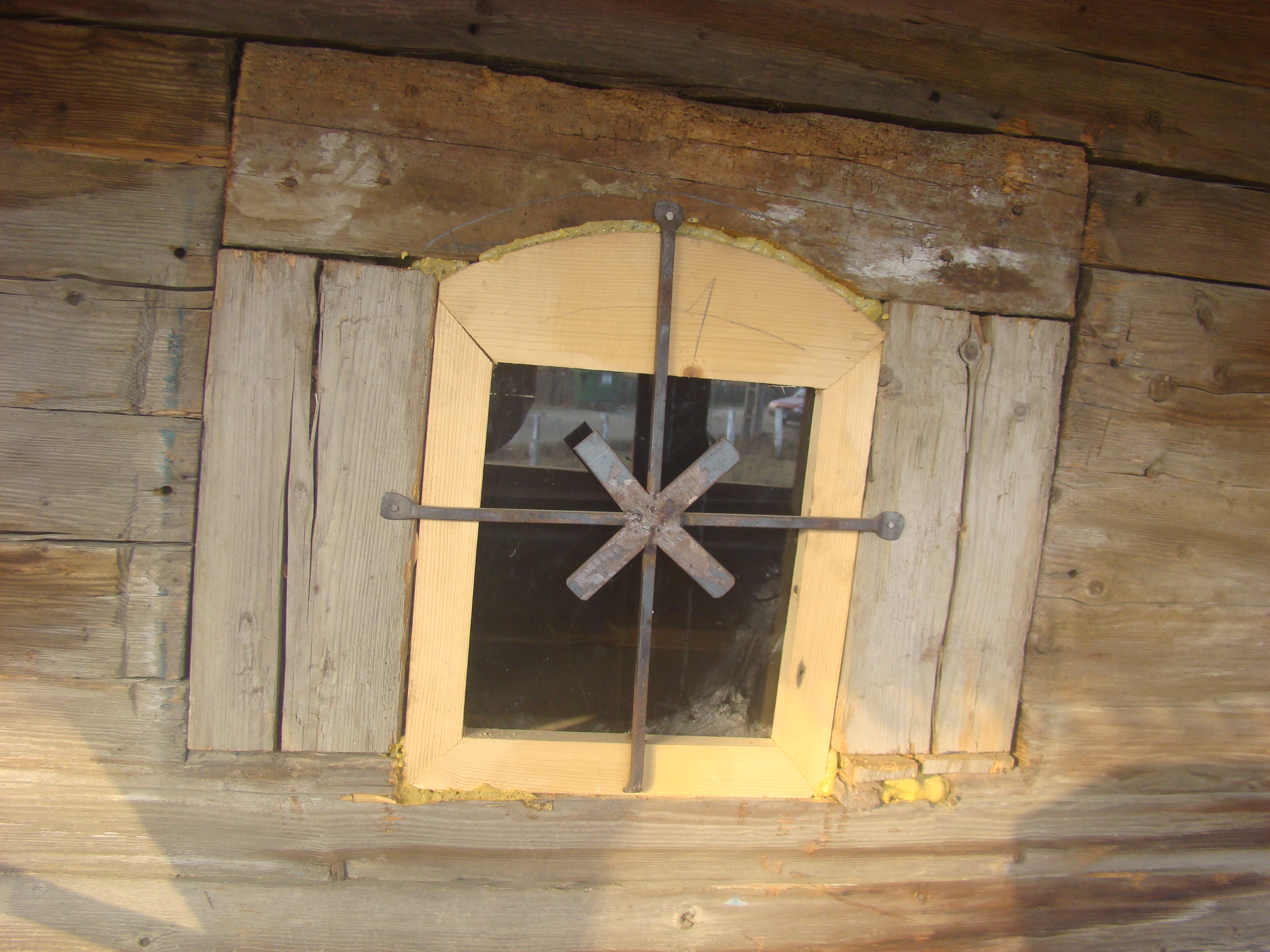
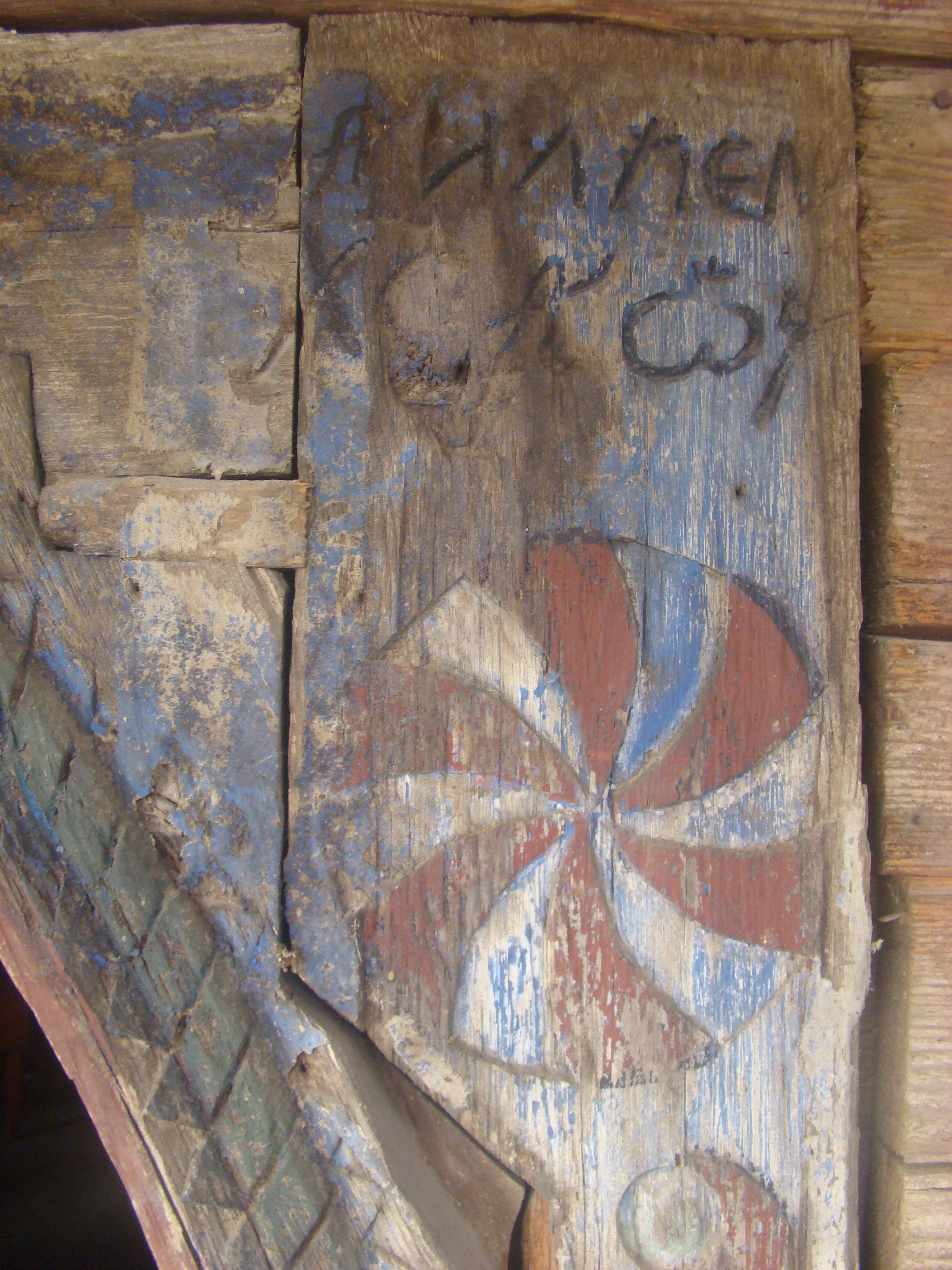
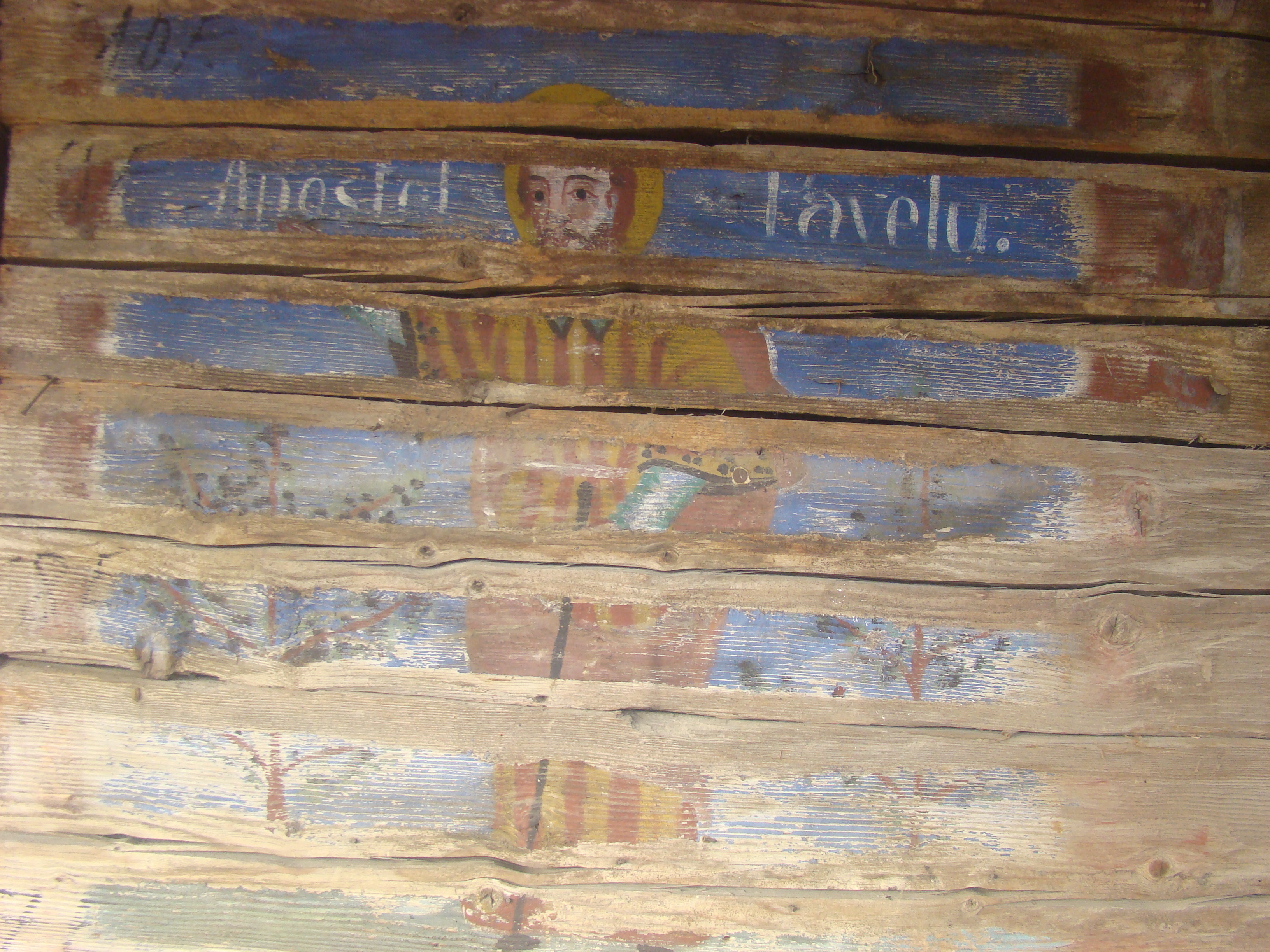
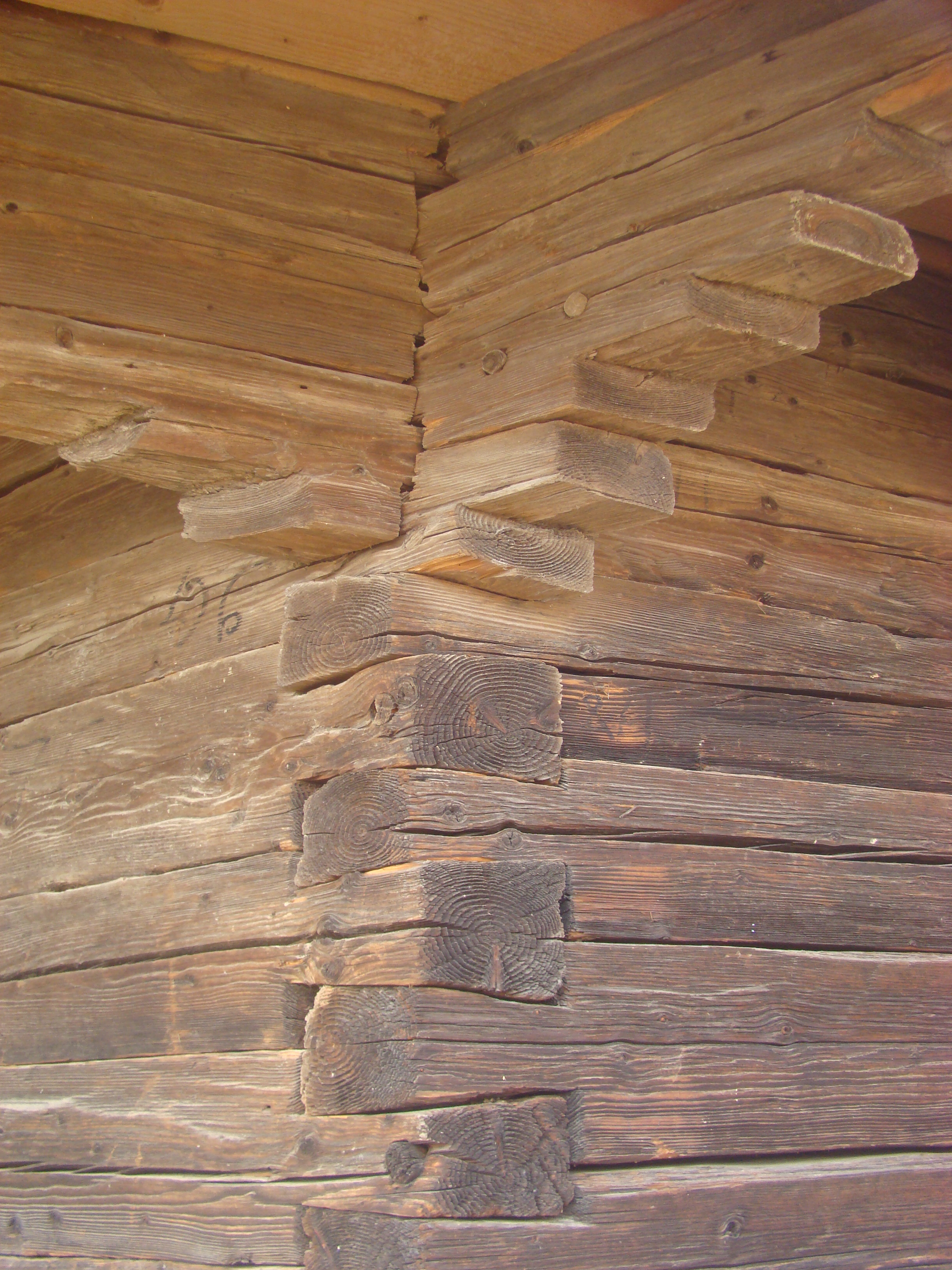
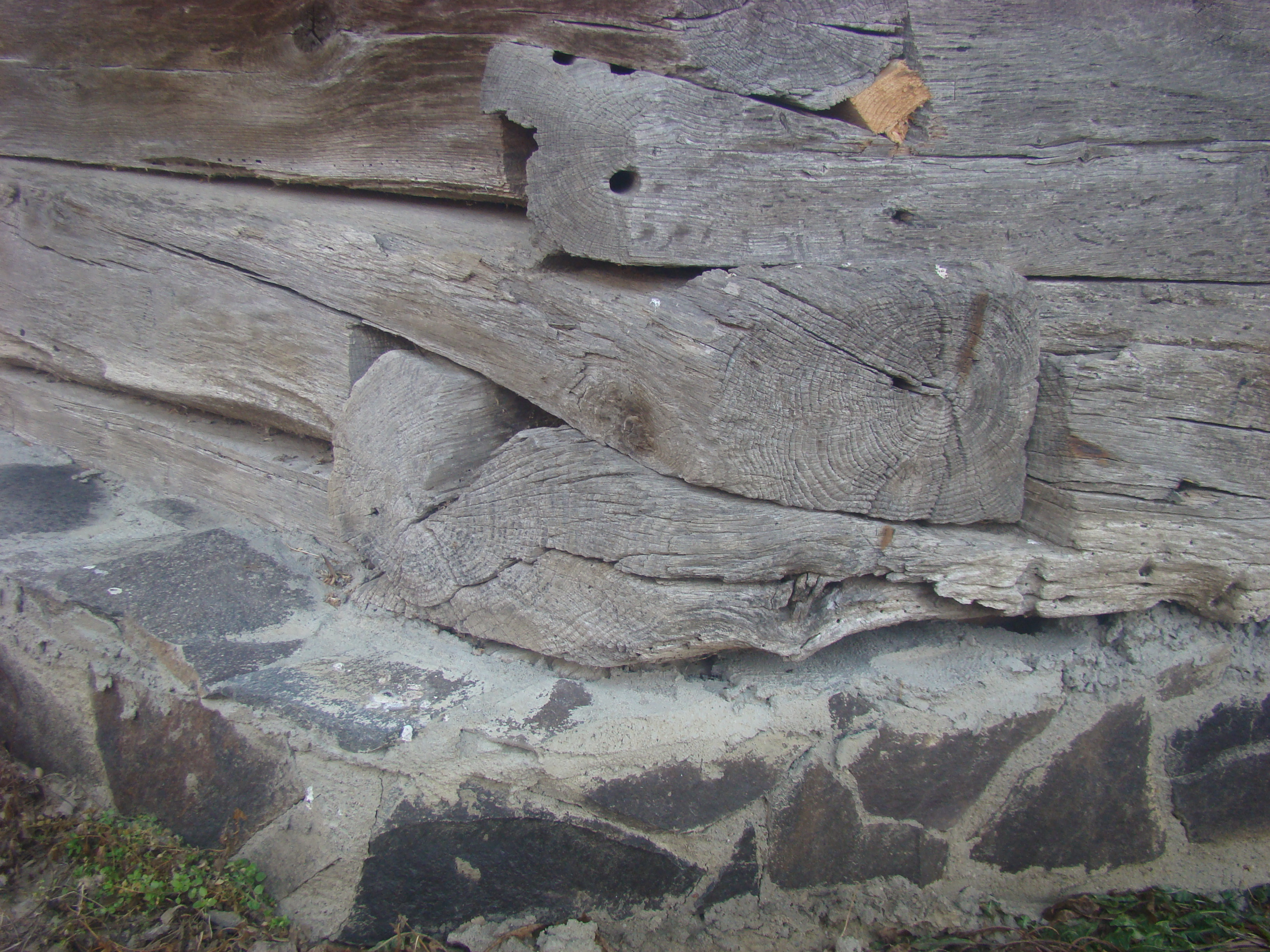
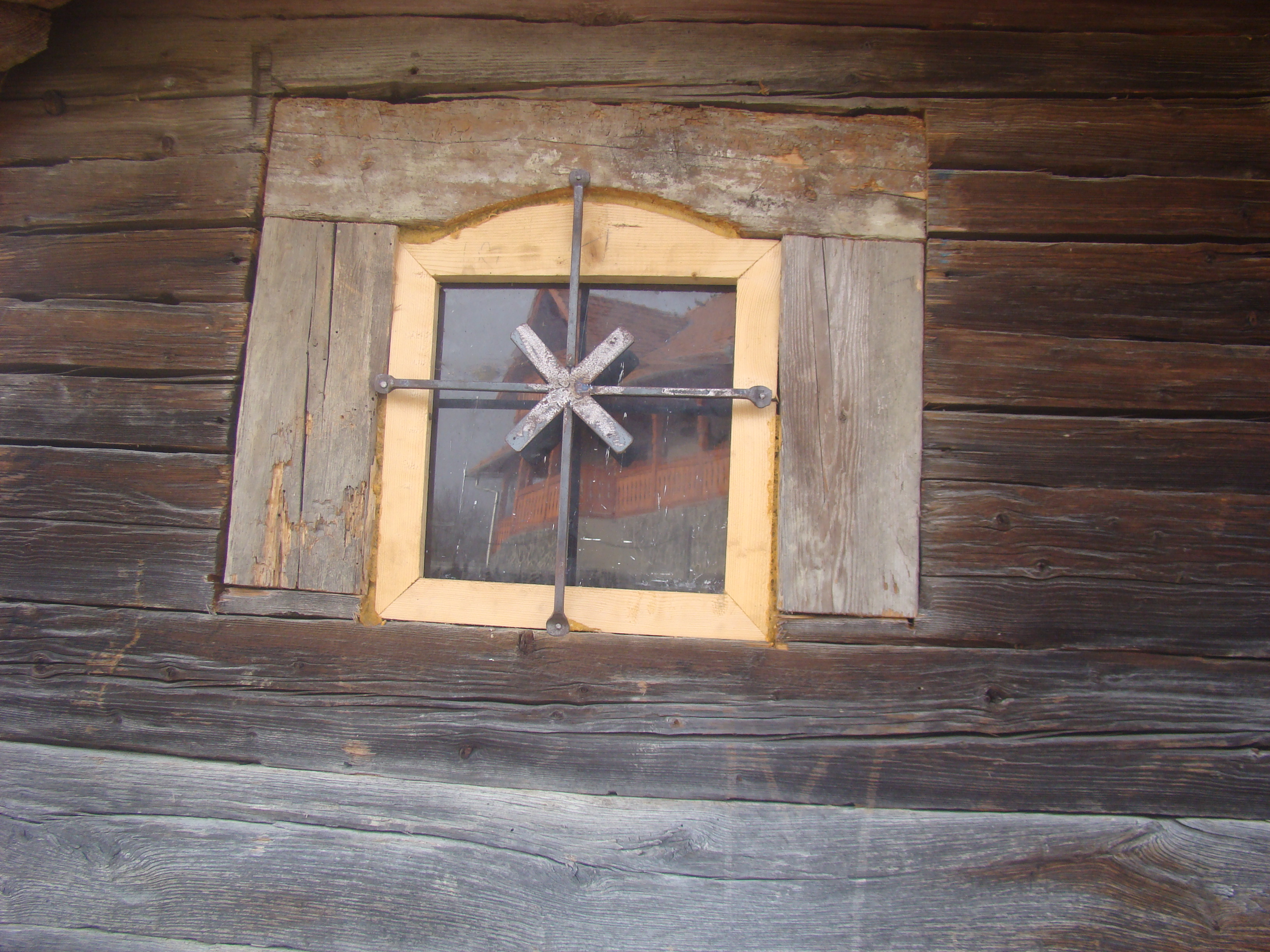
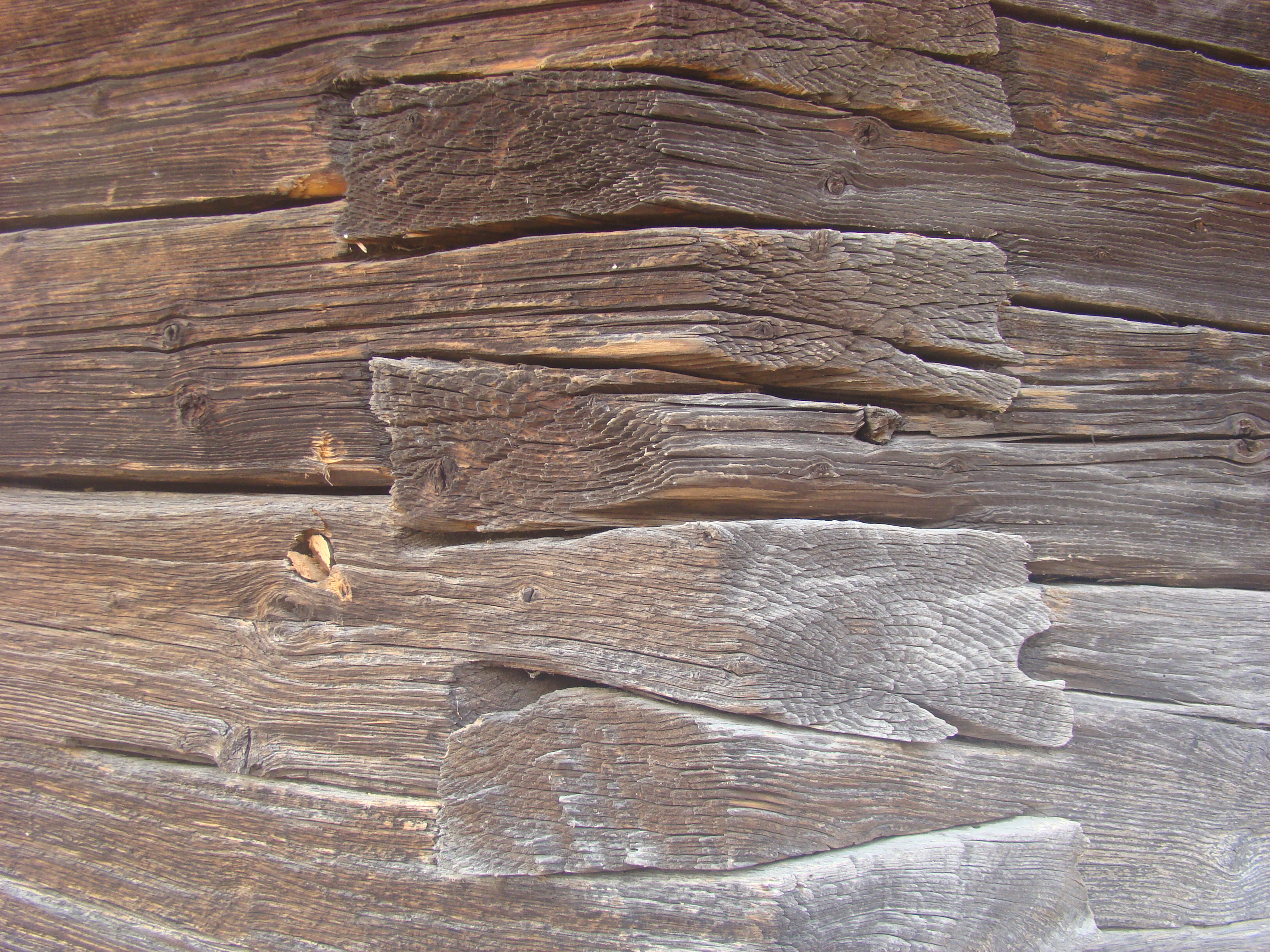
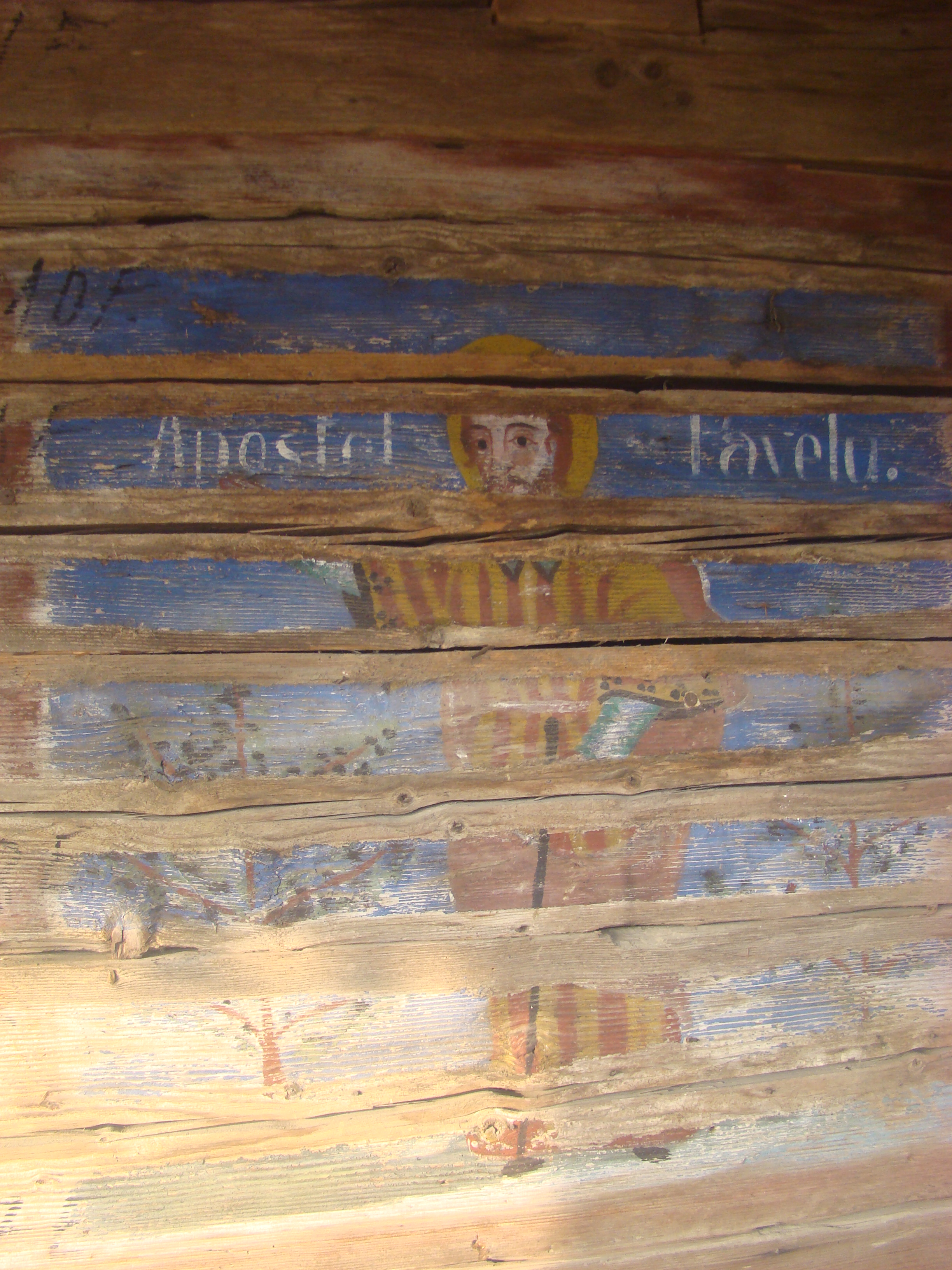
Pictura exterioară: Apostolul Pavel

## Imagini din interior

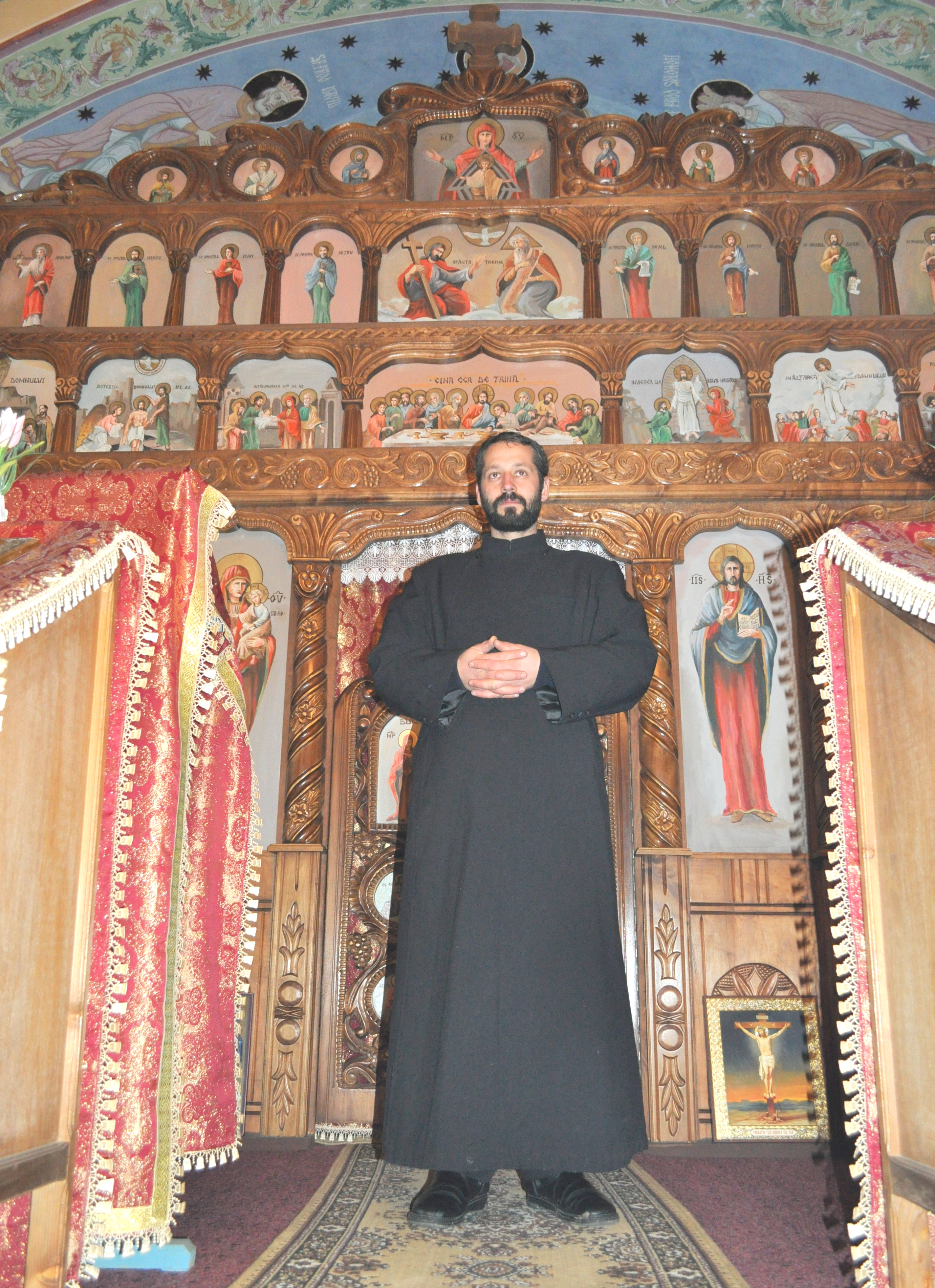
Preotul paroh Cira Niță
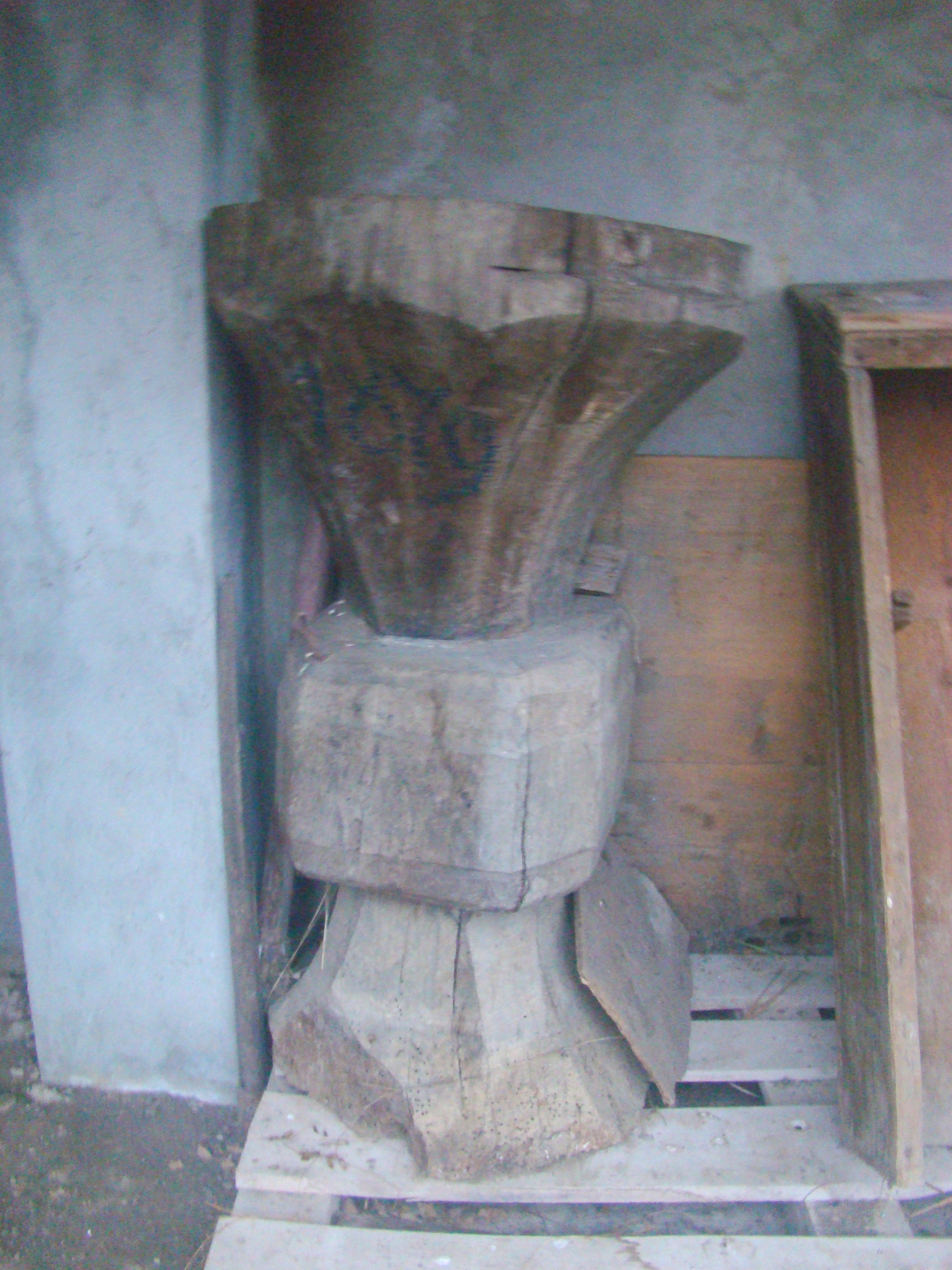
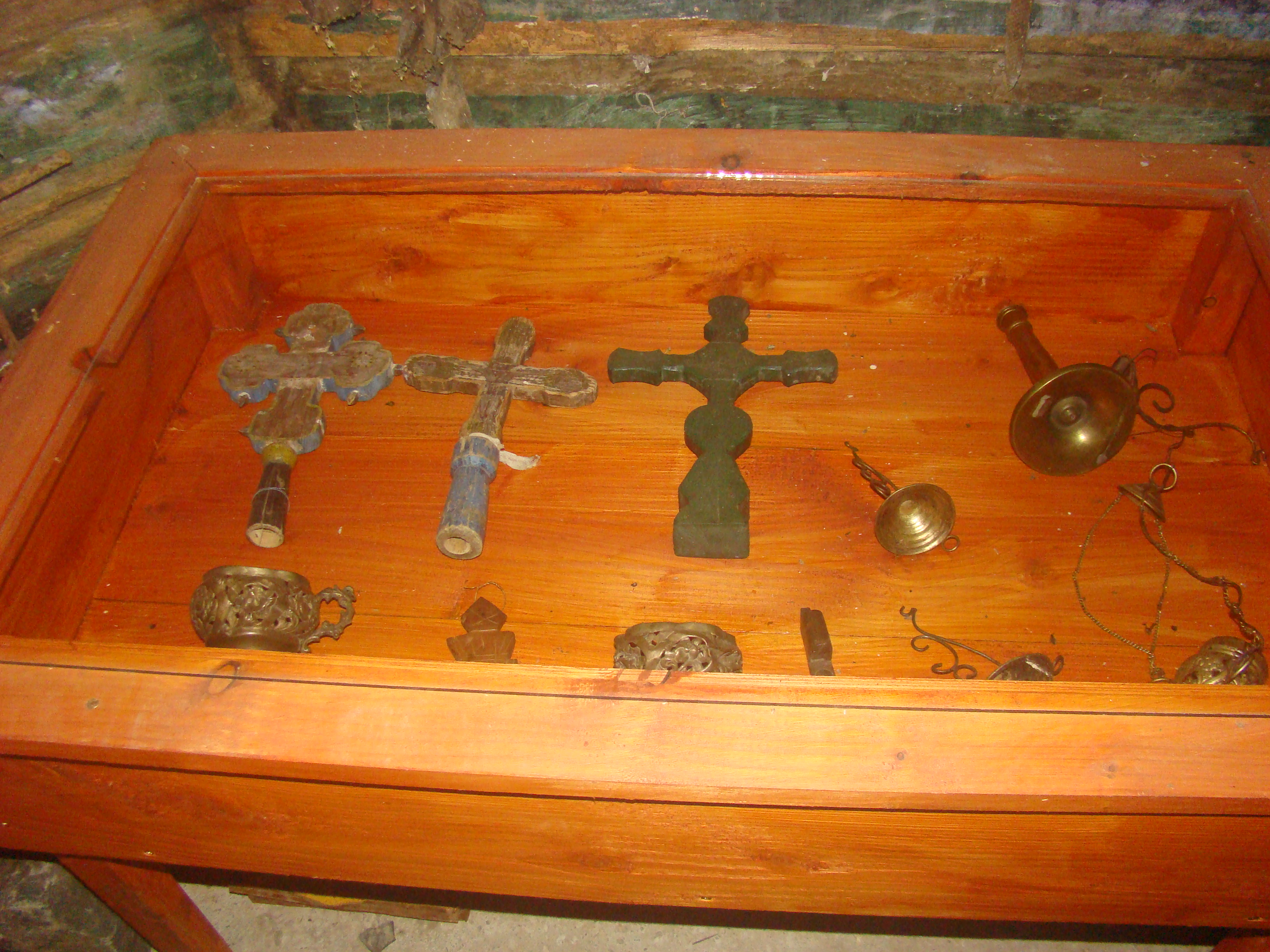
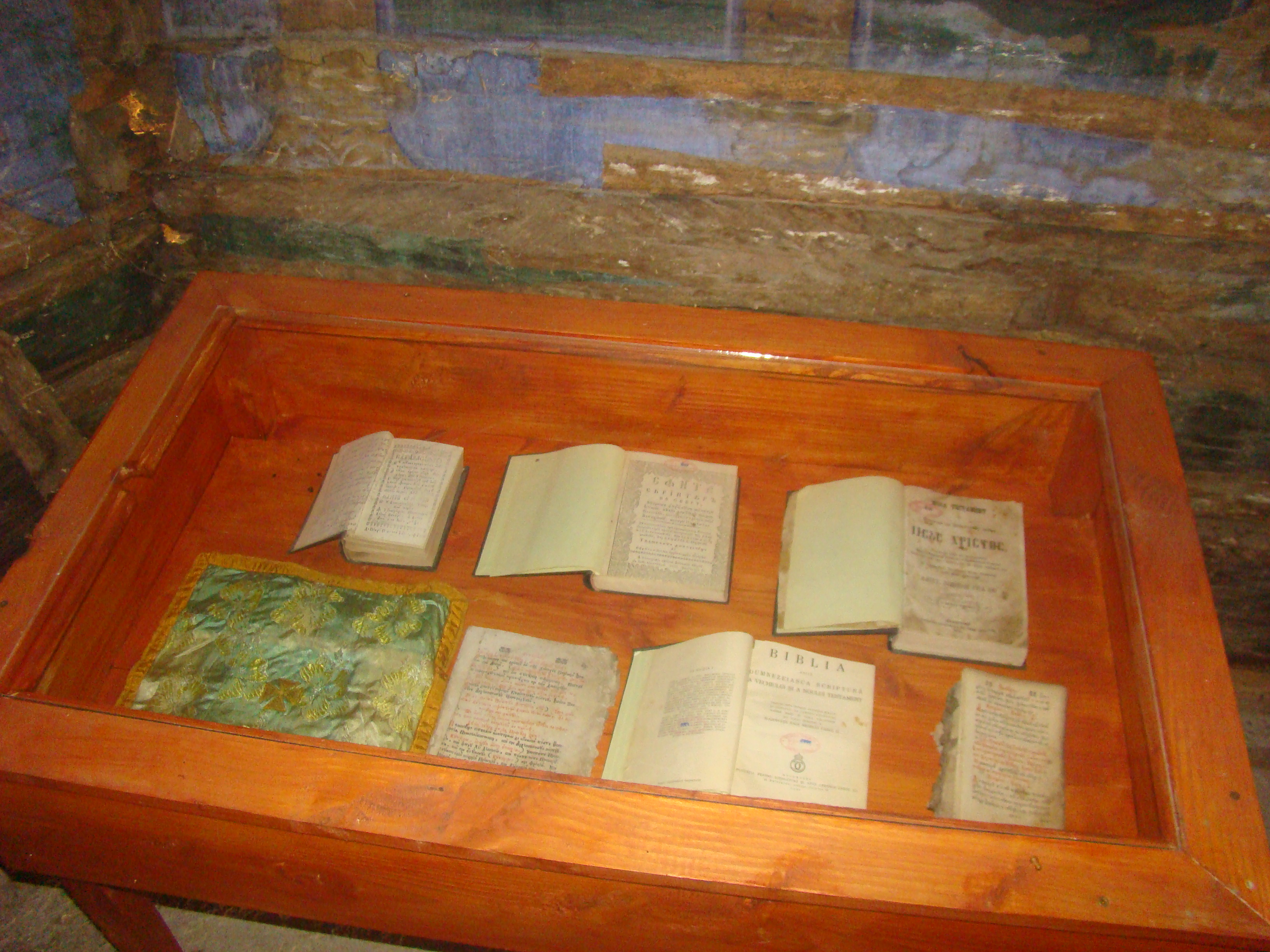
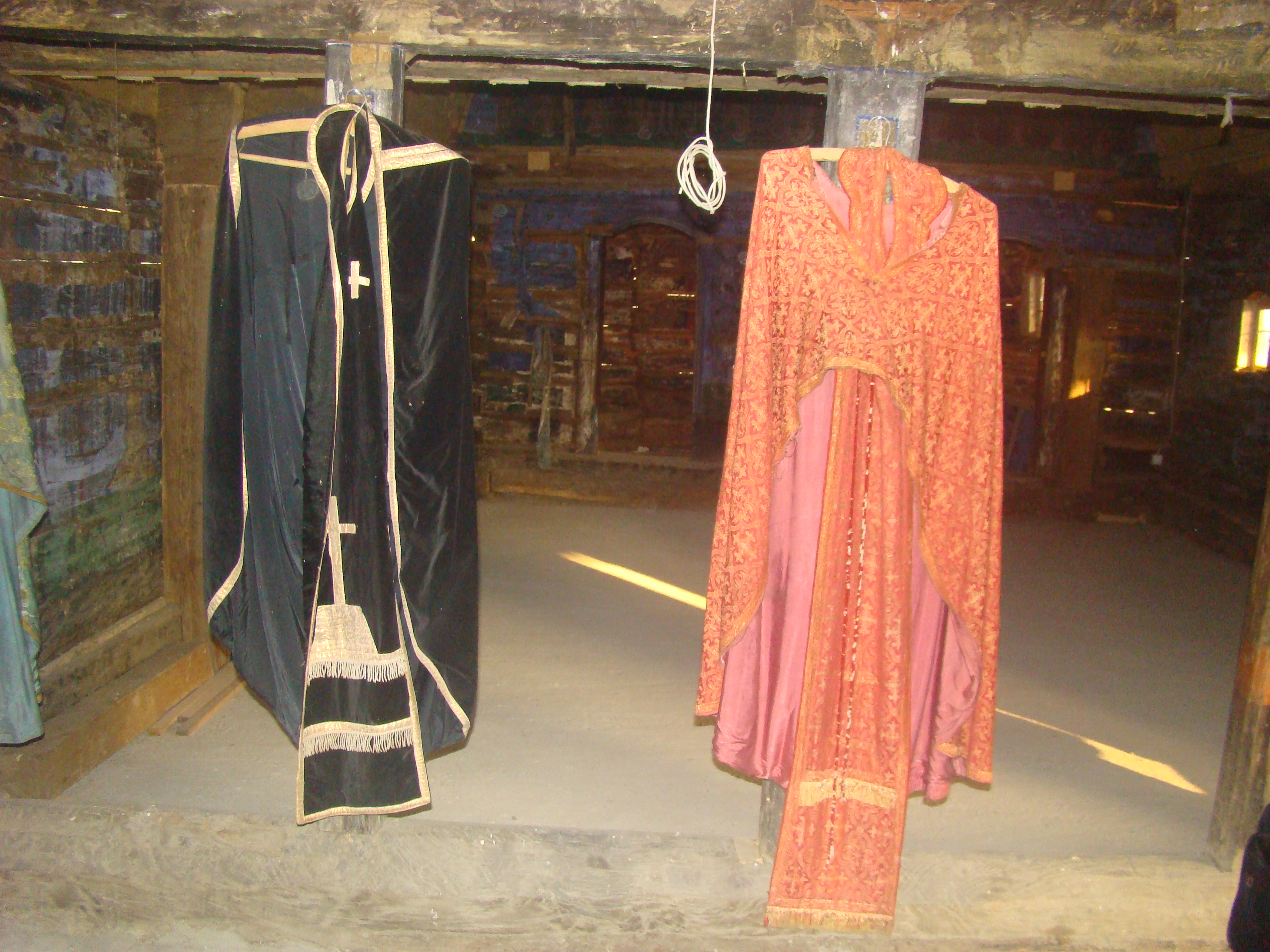
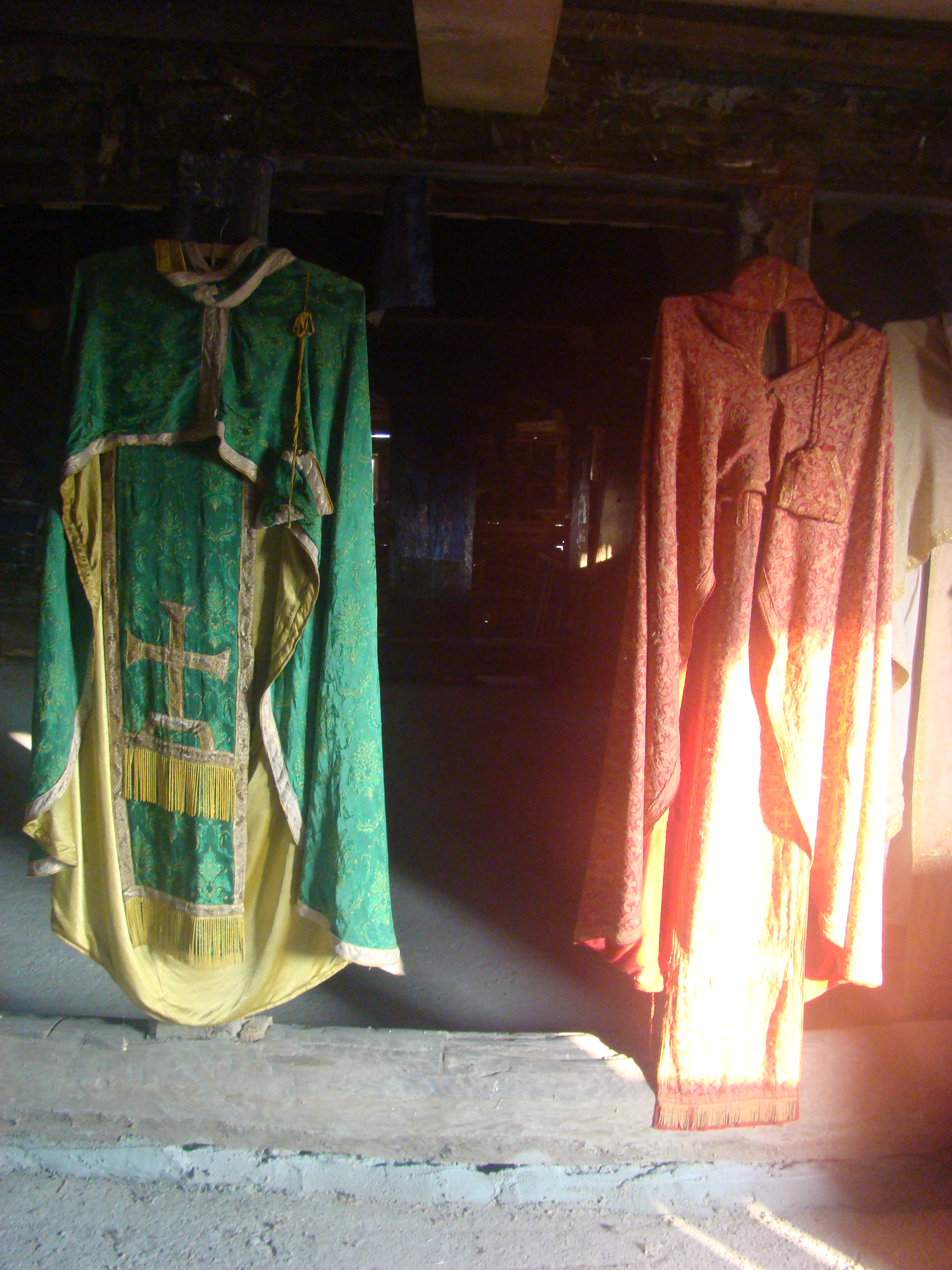
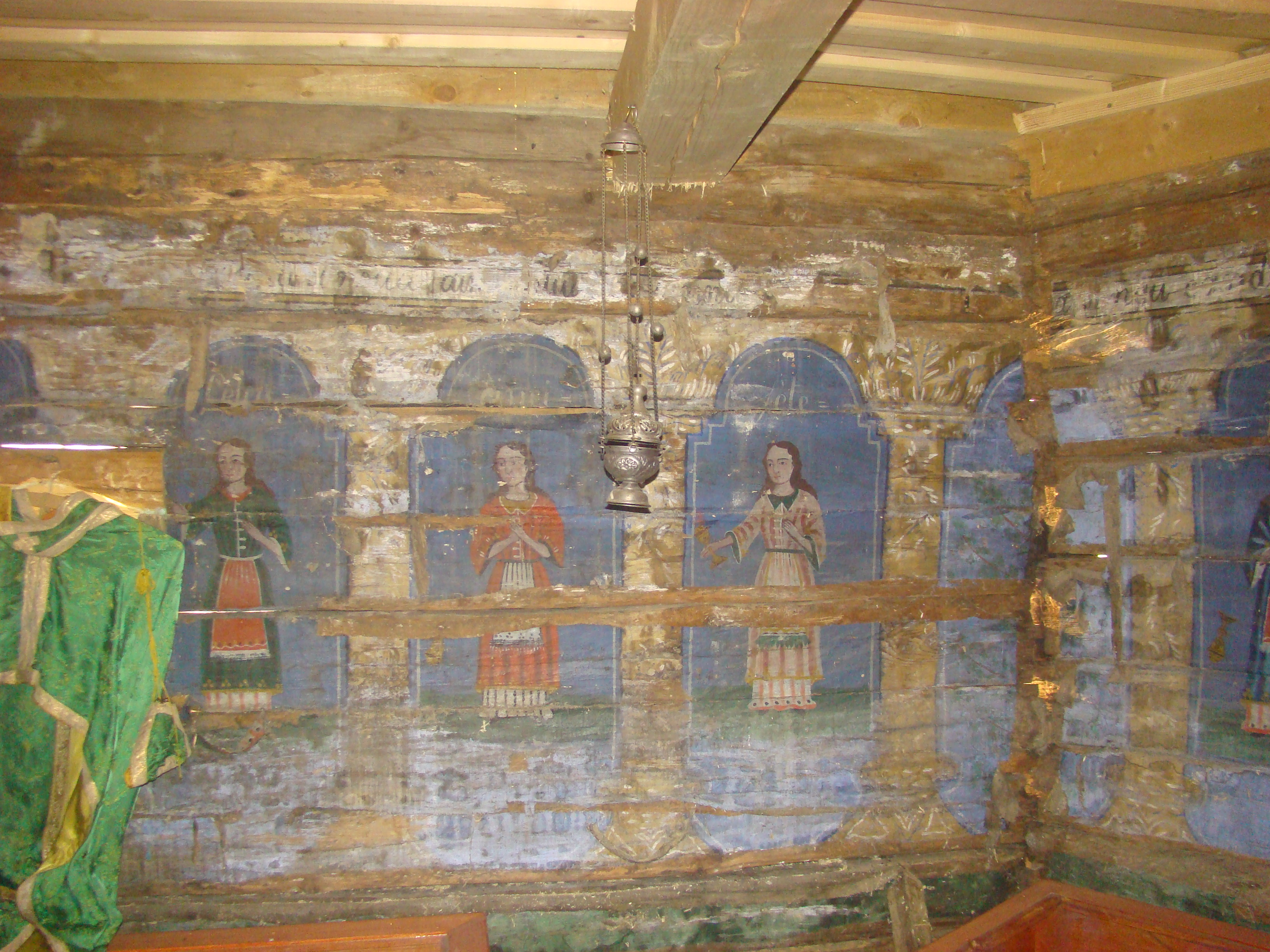
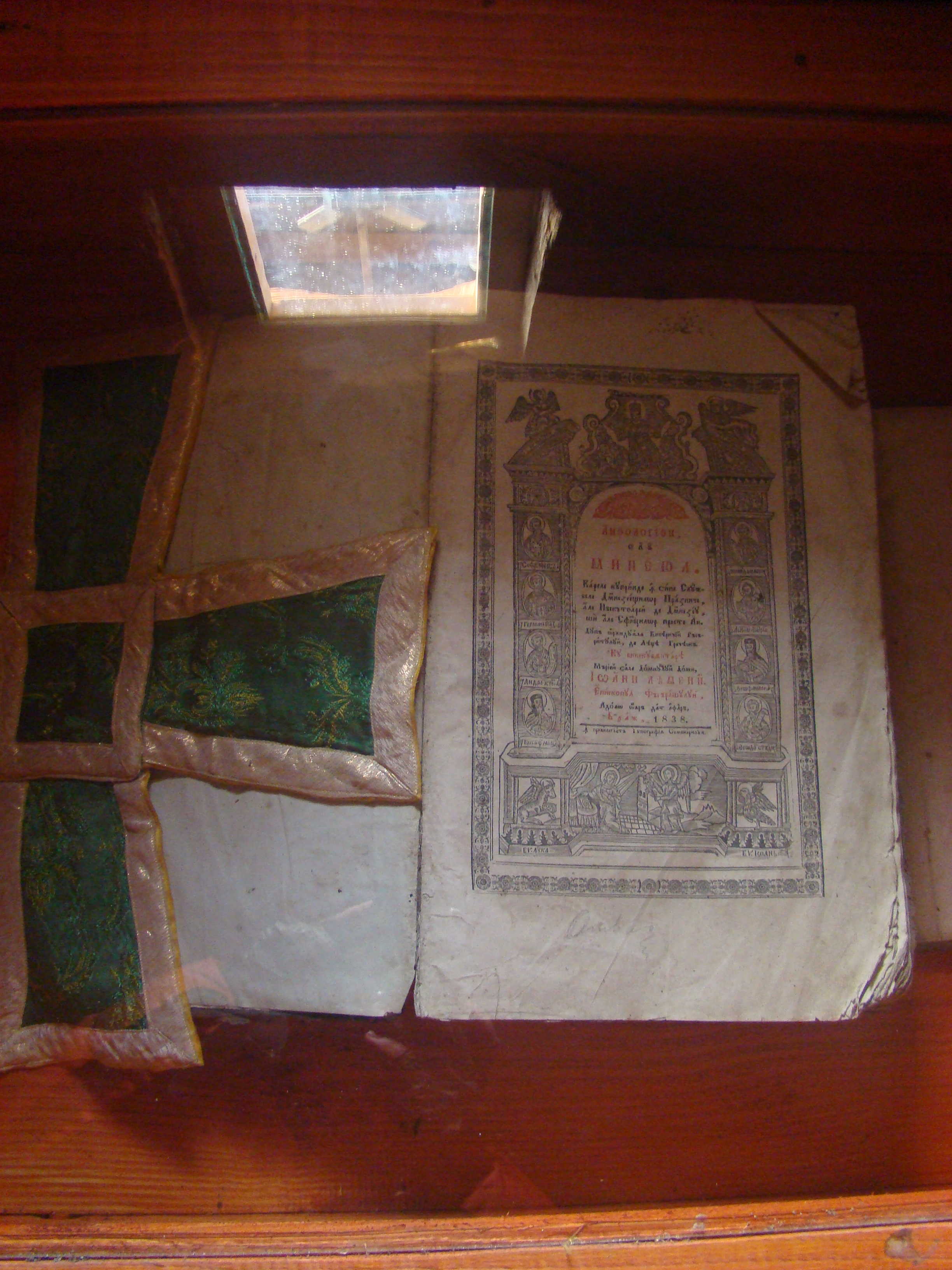
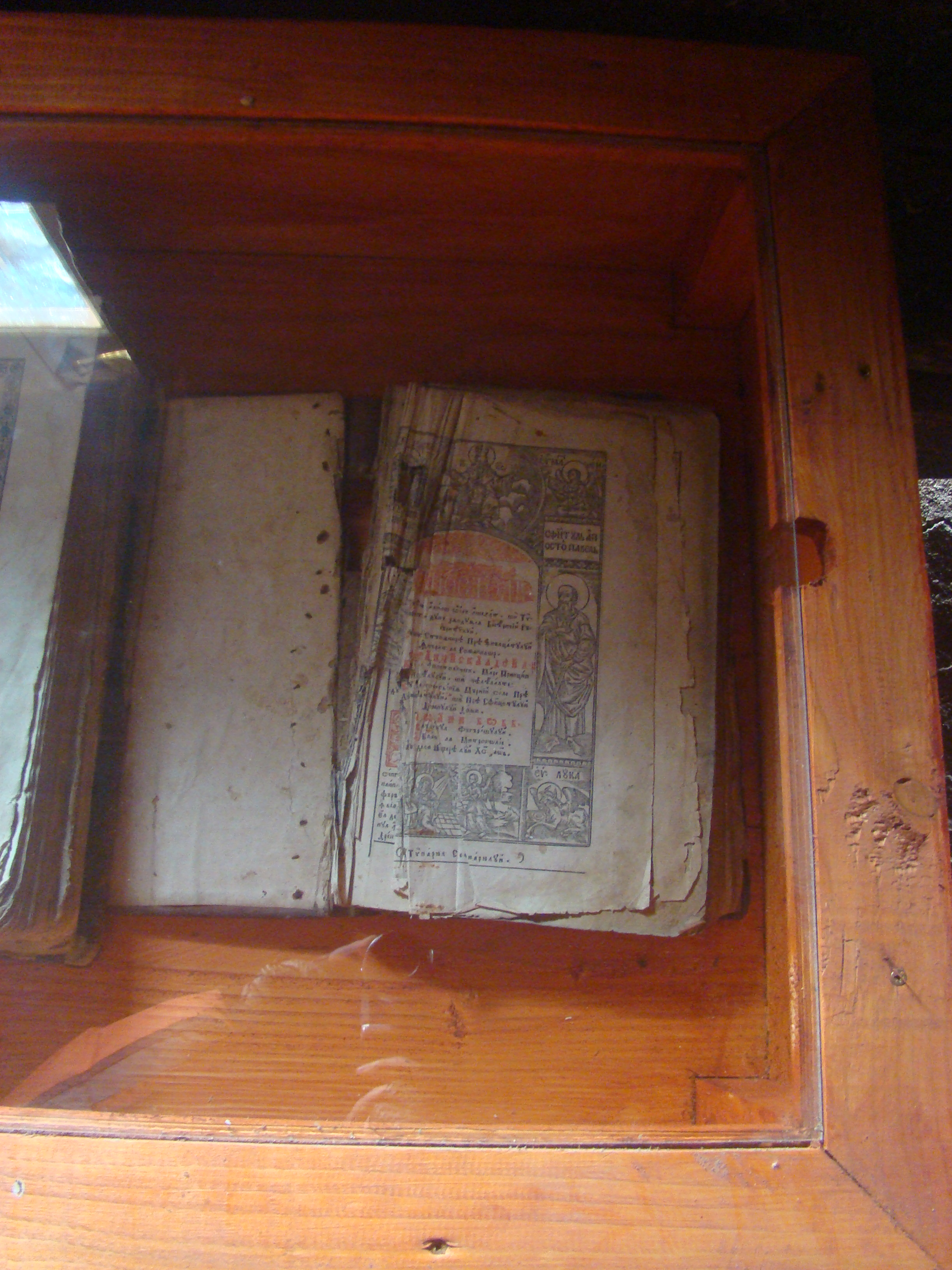
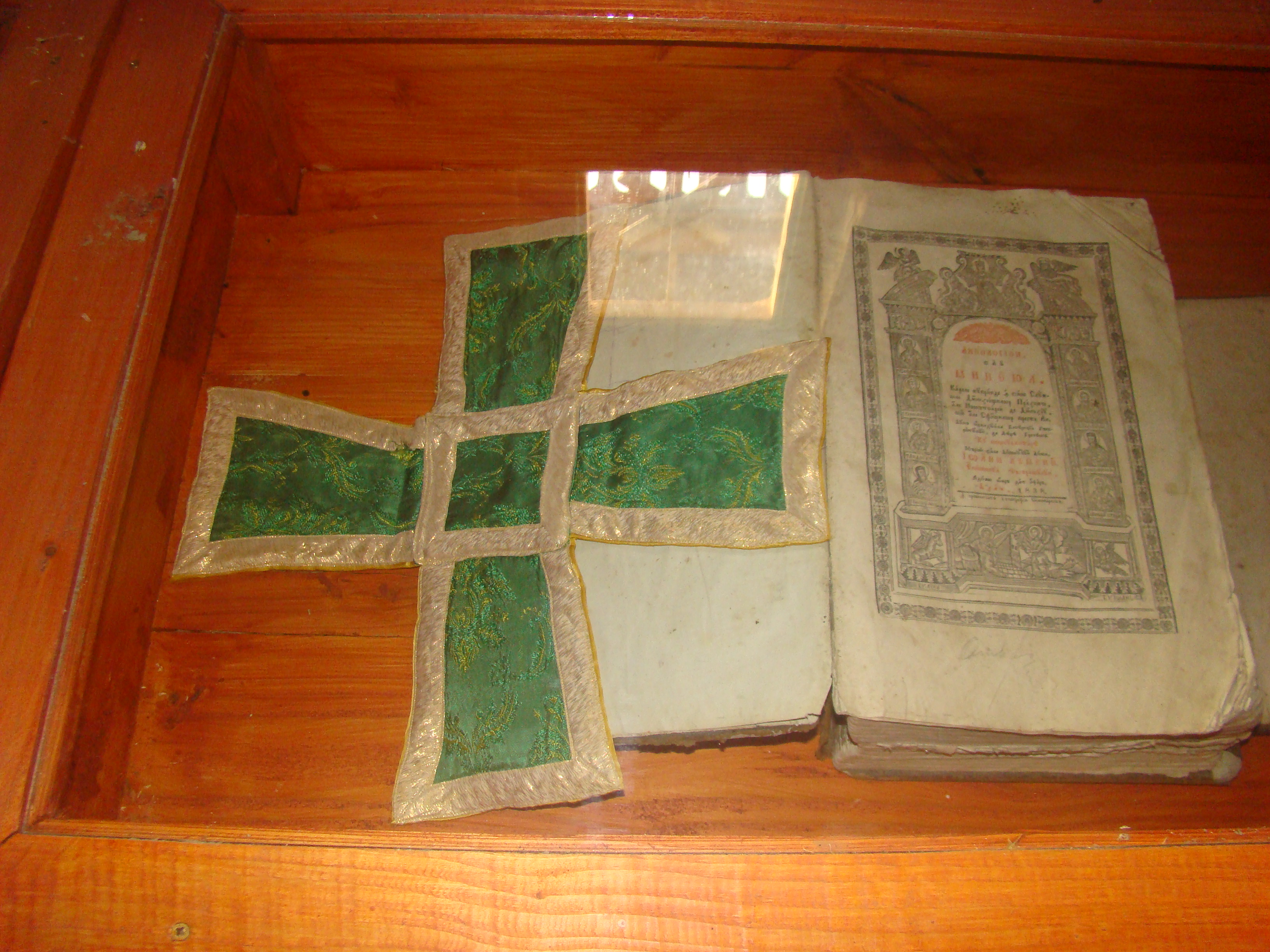
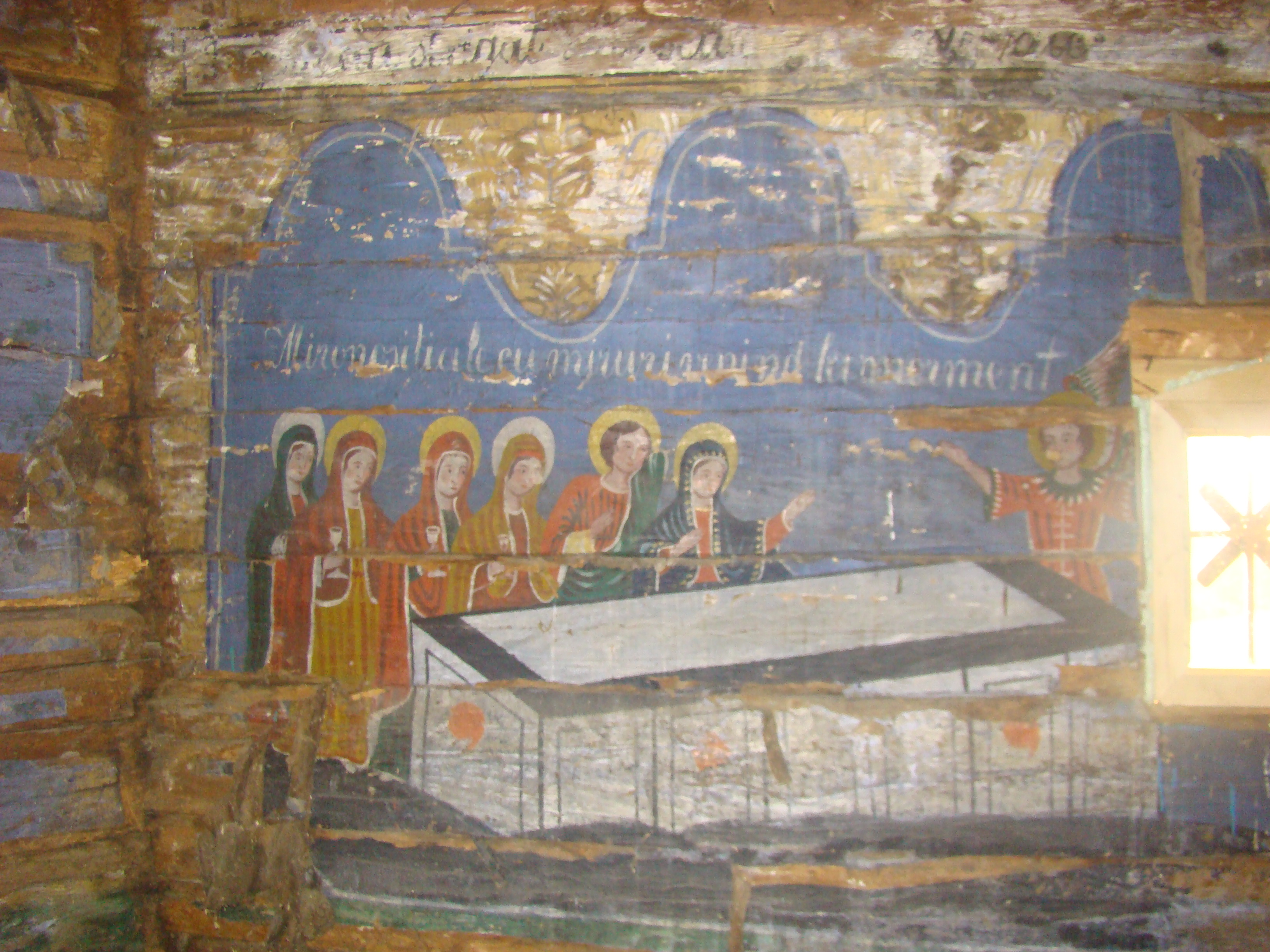
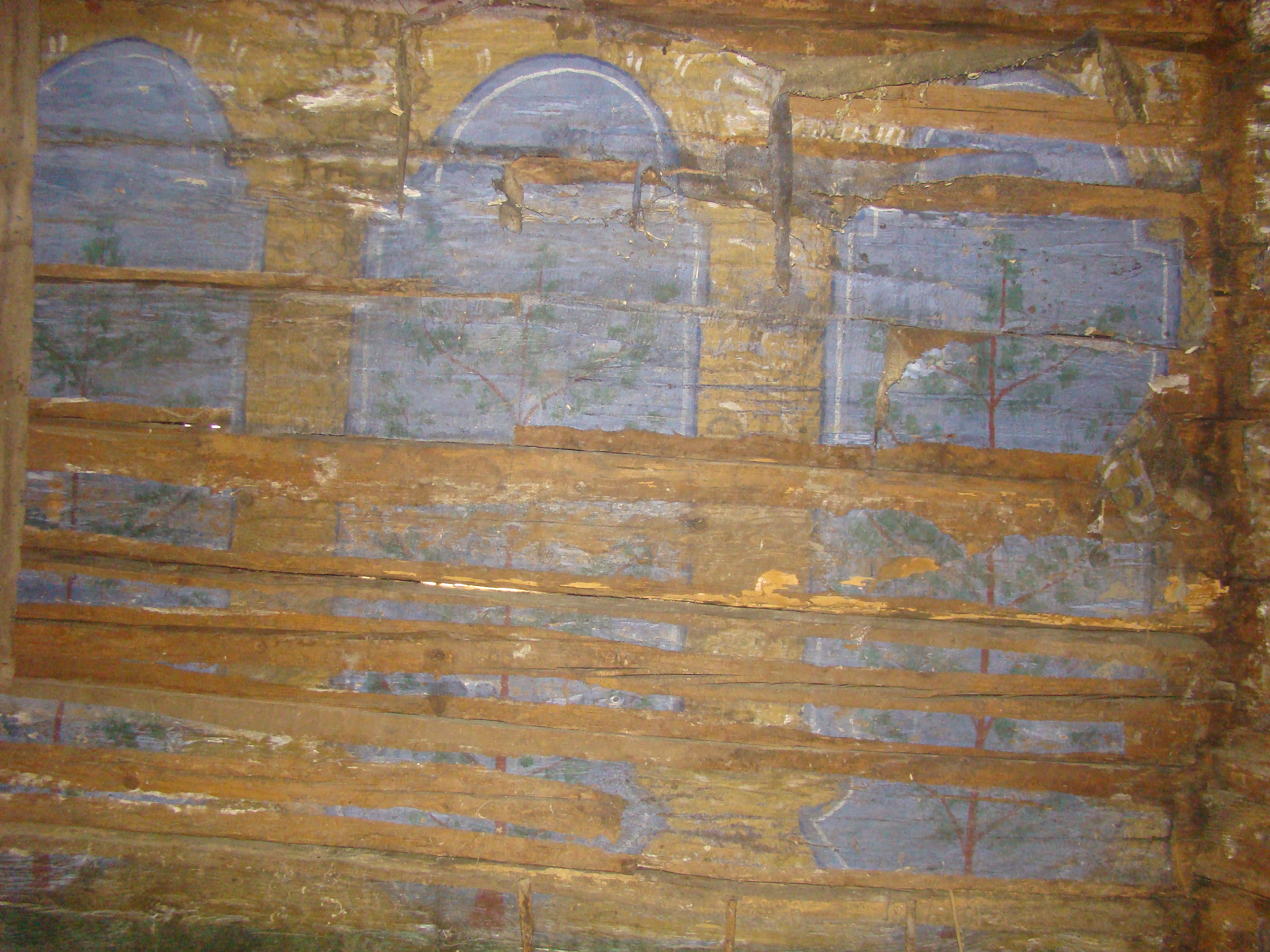
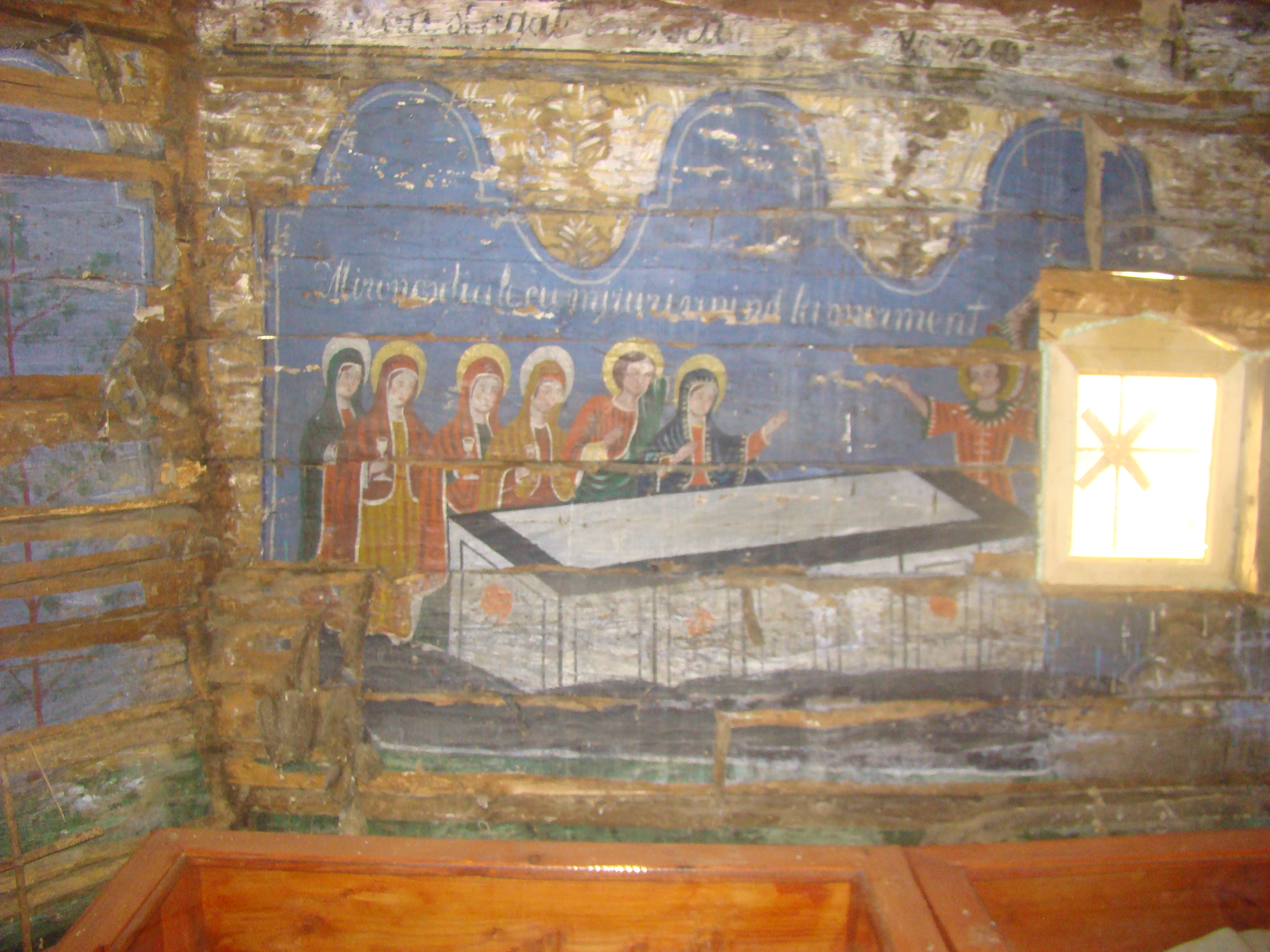
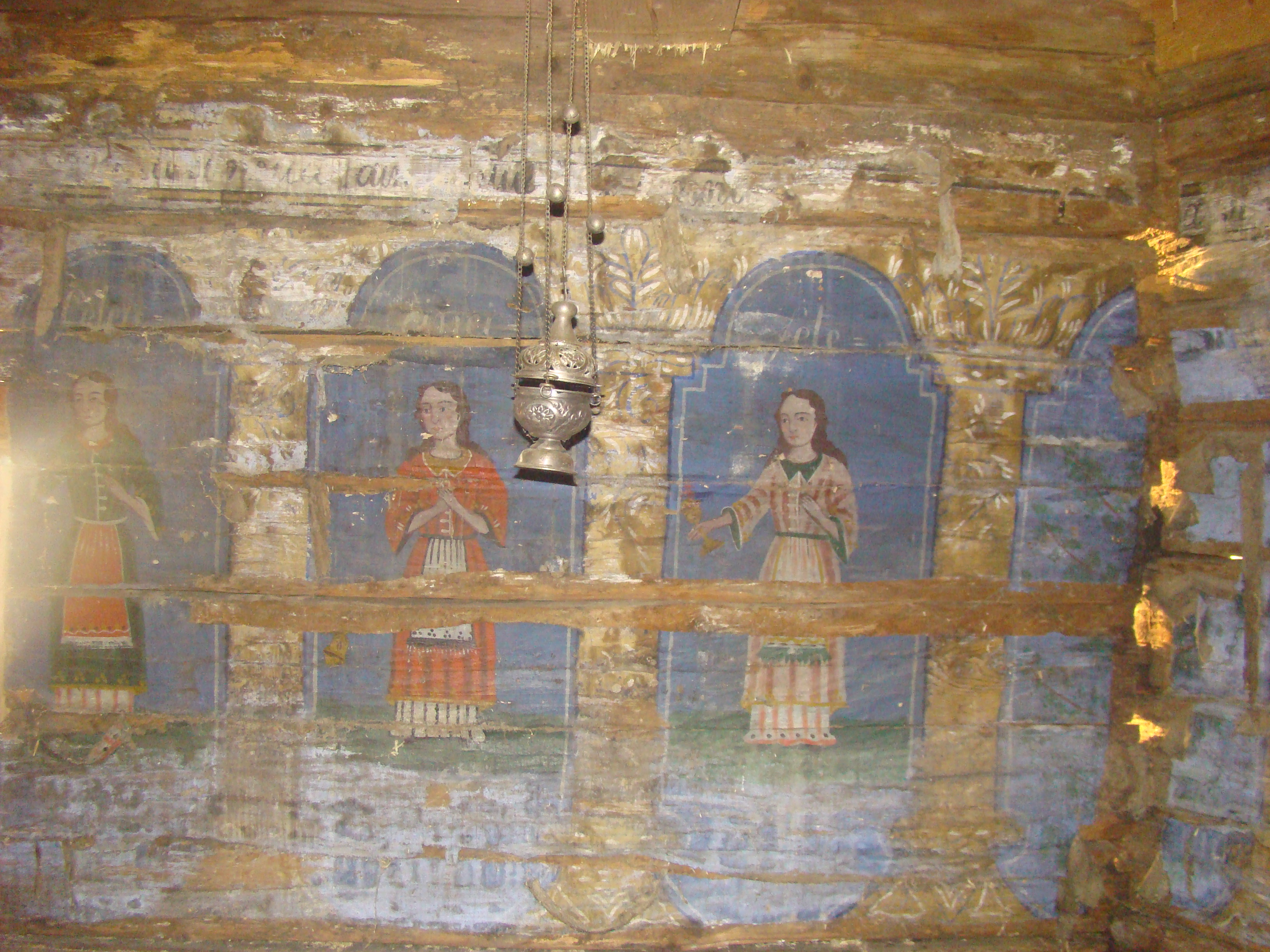
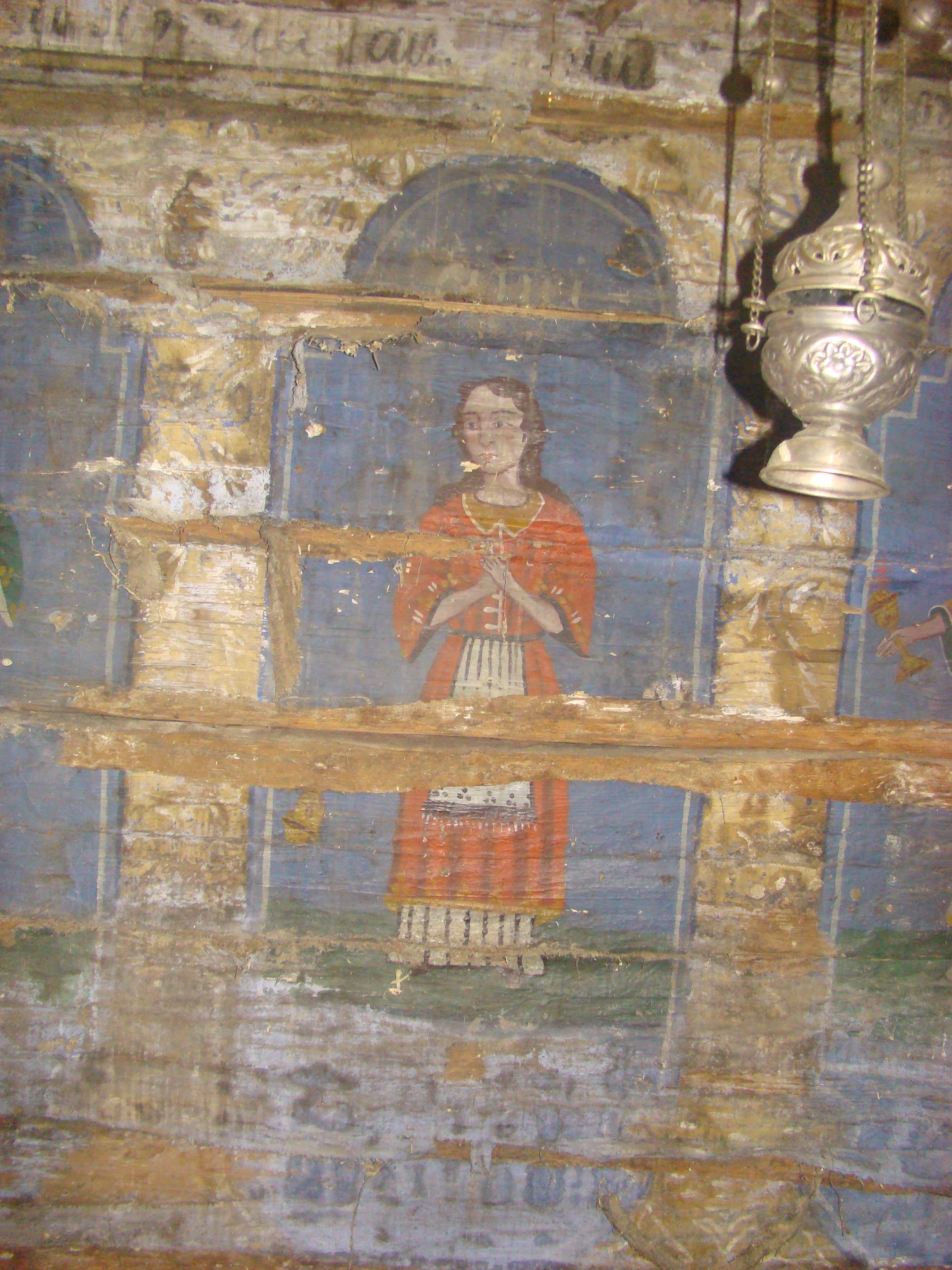
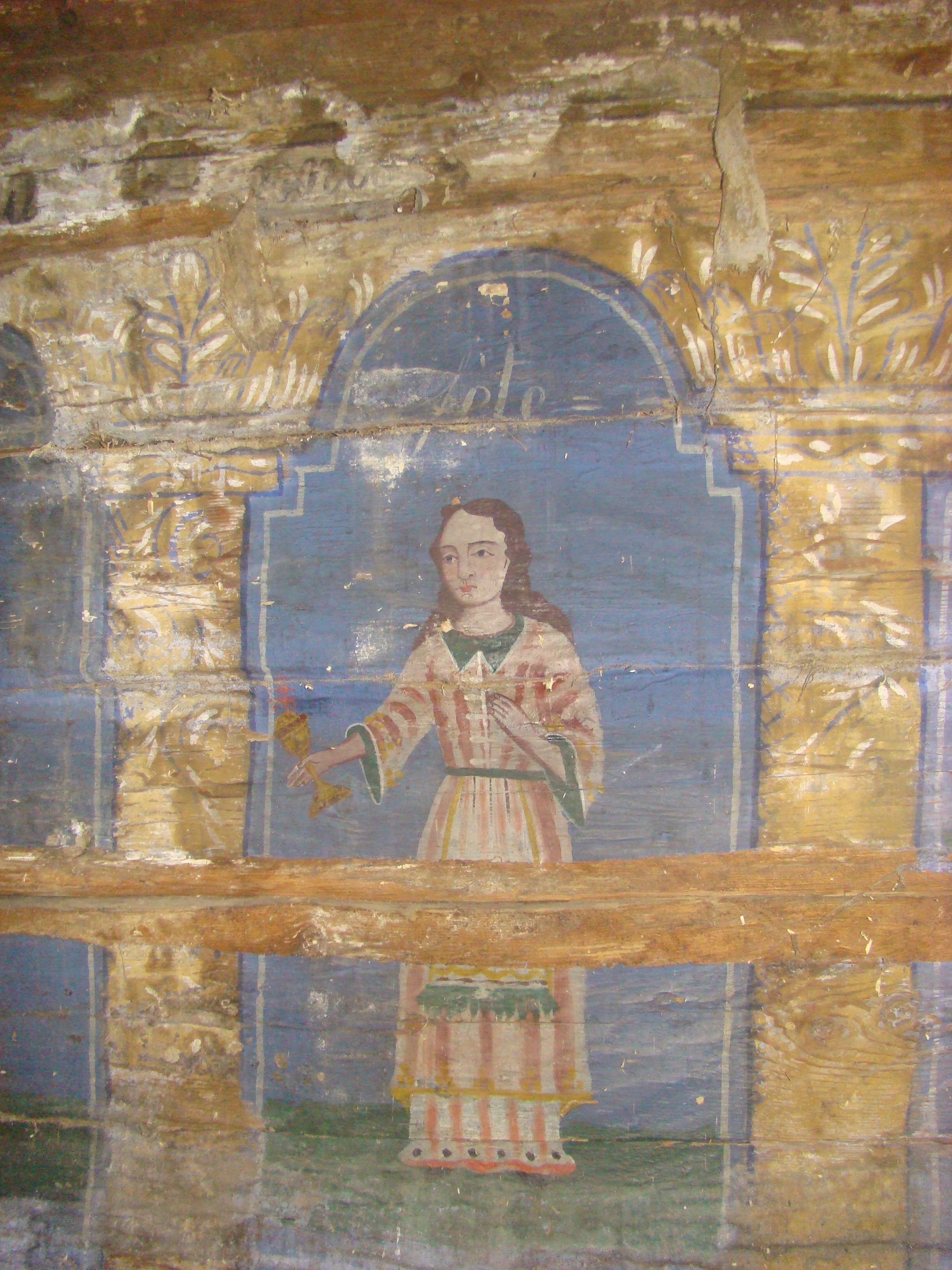
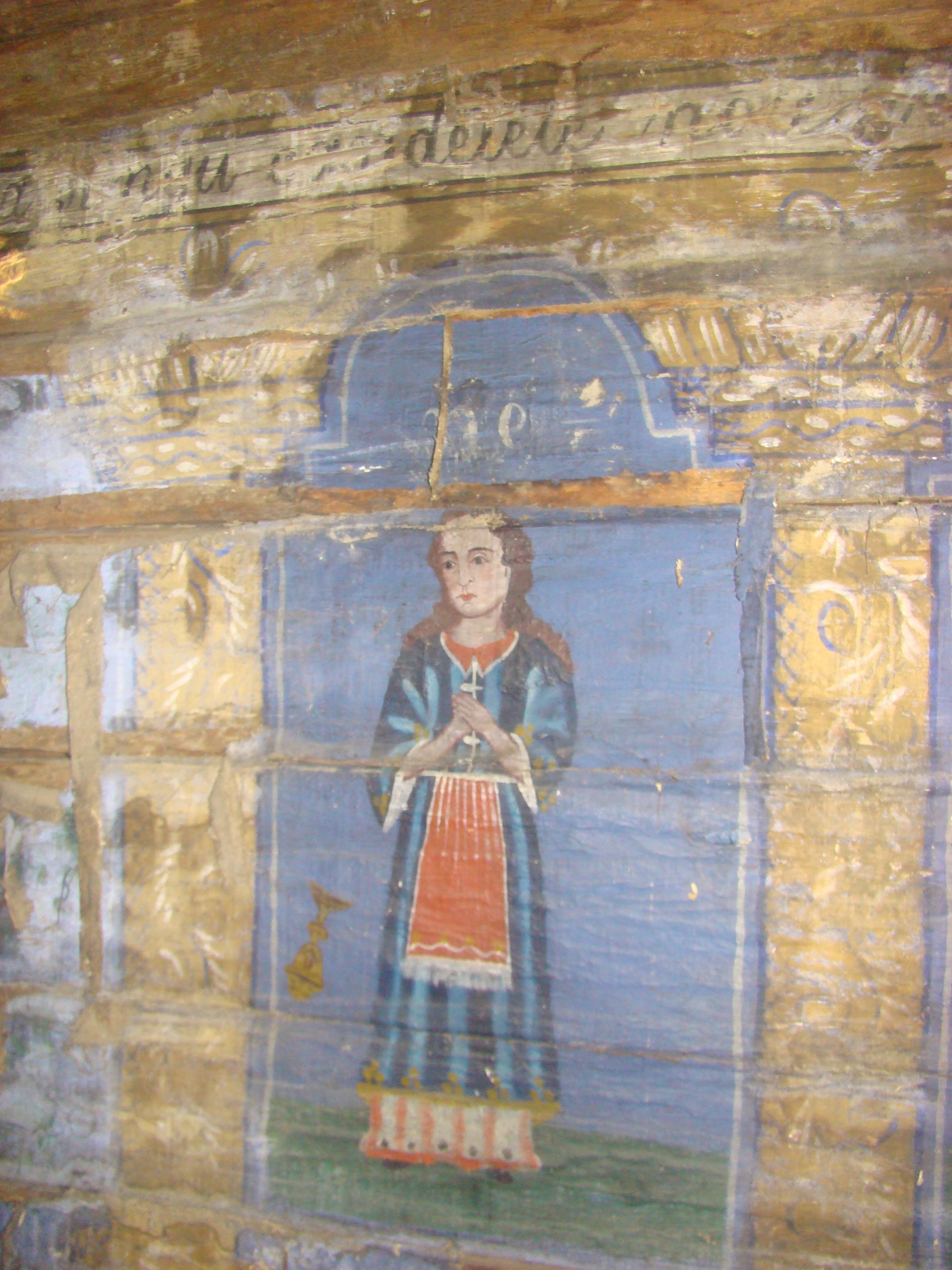
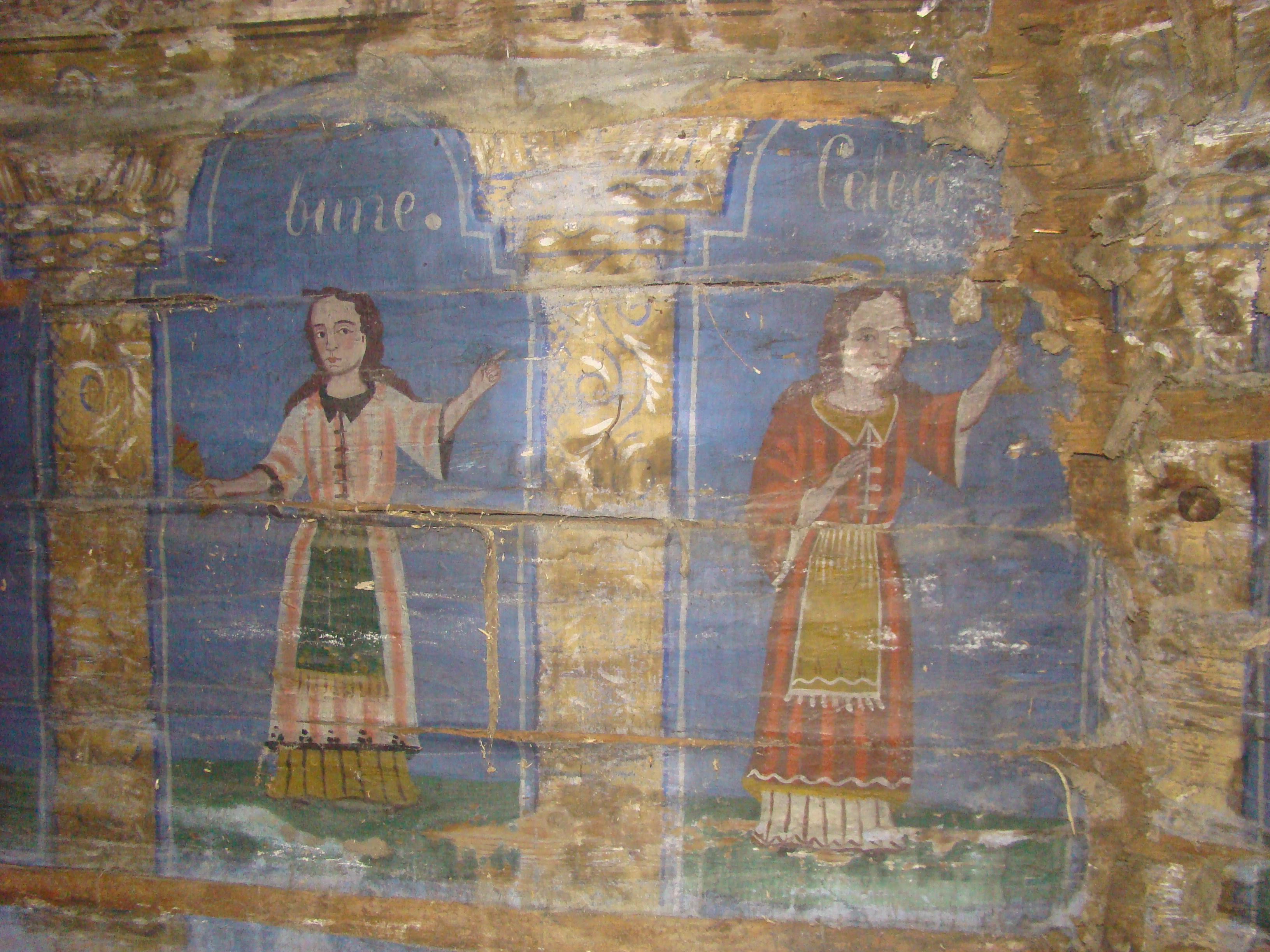
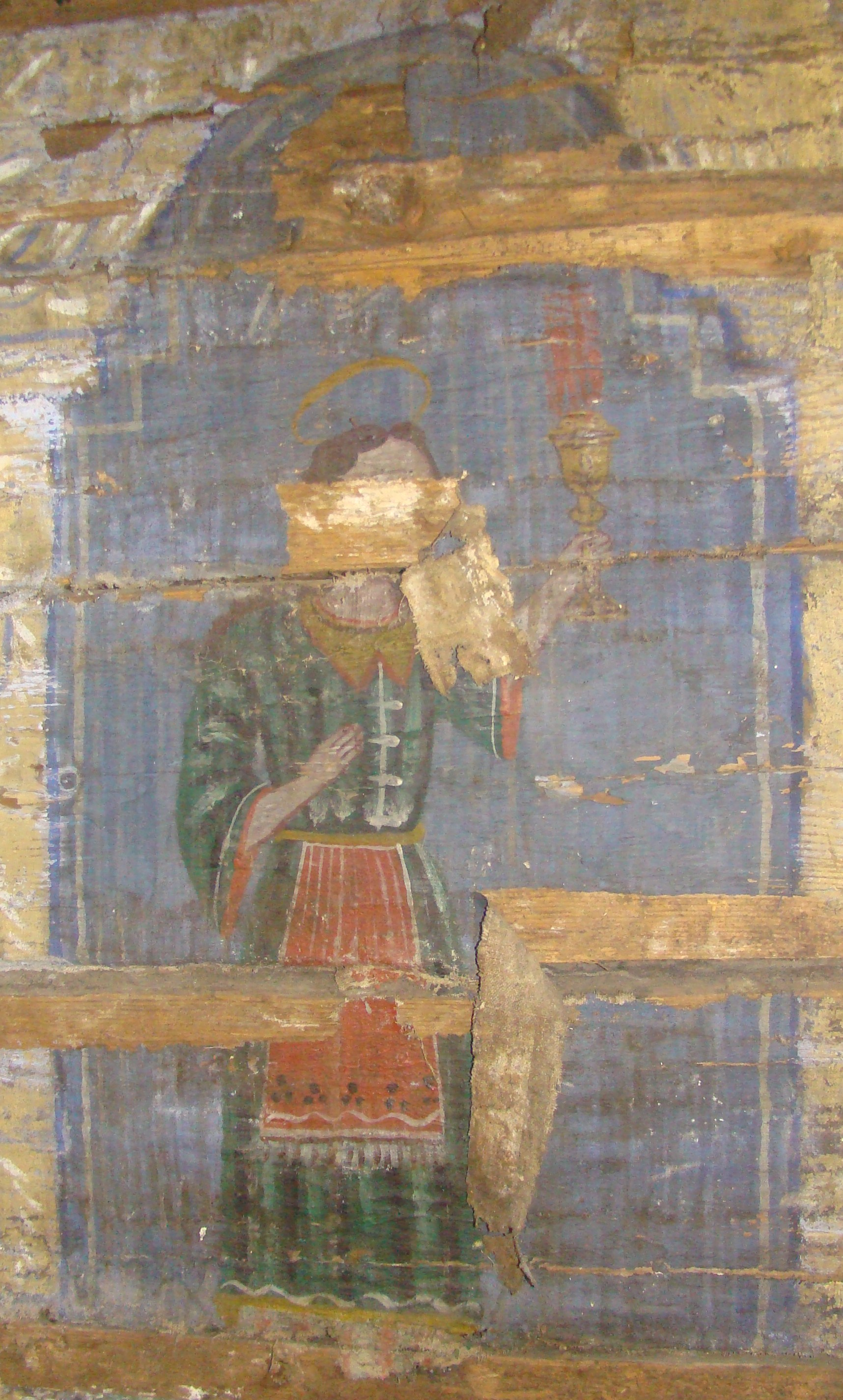
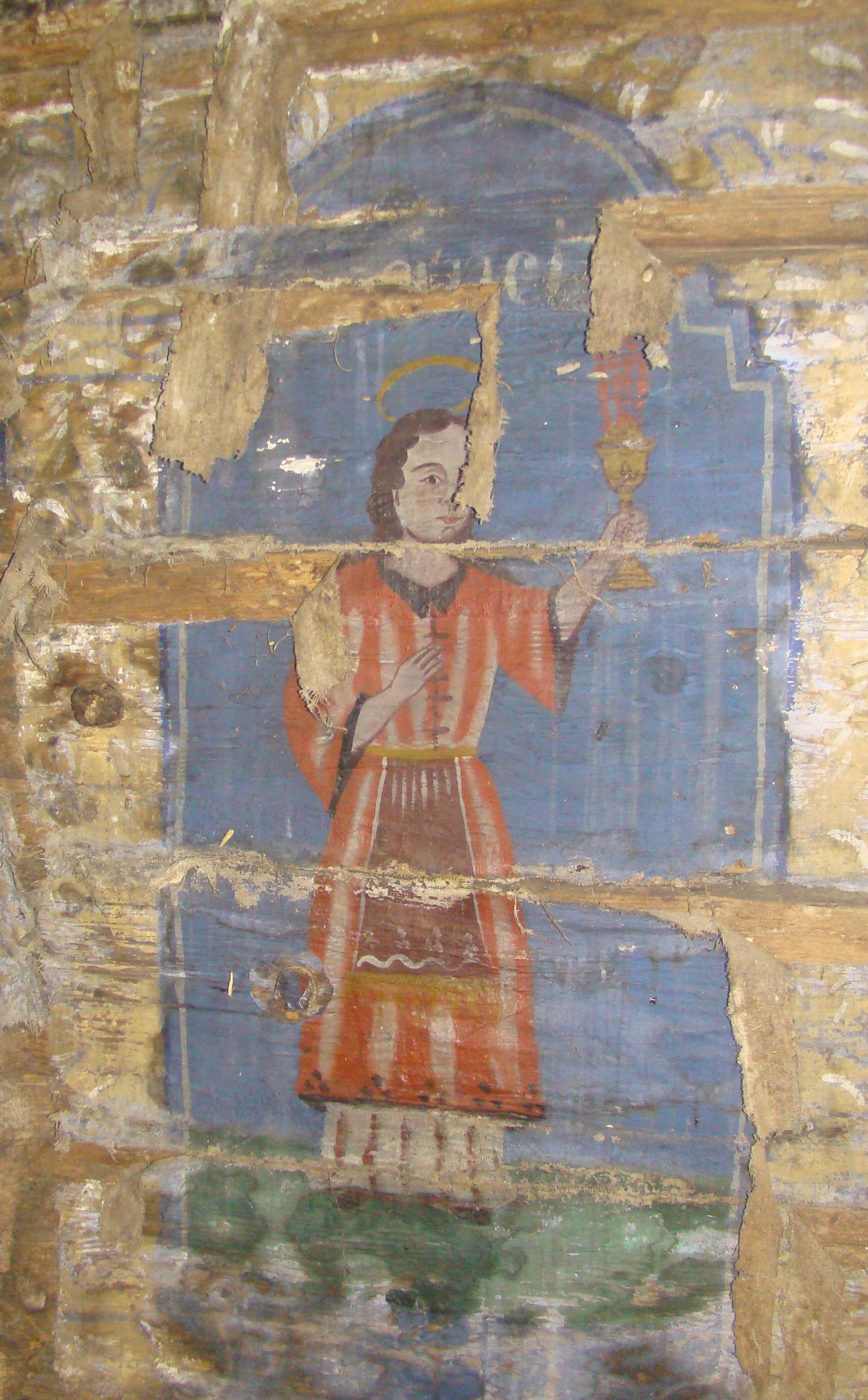
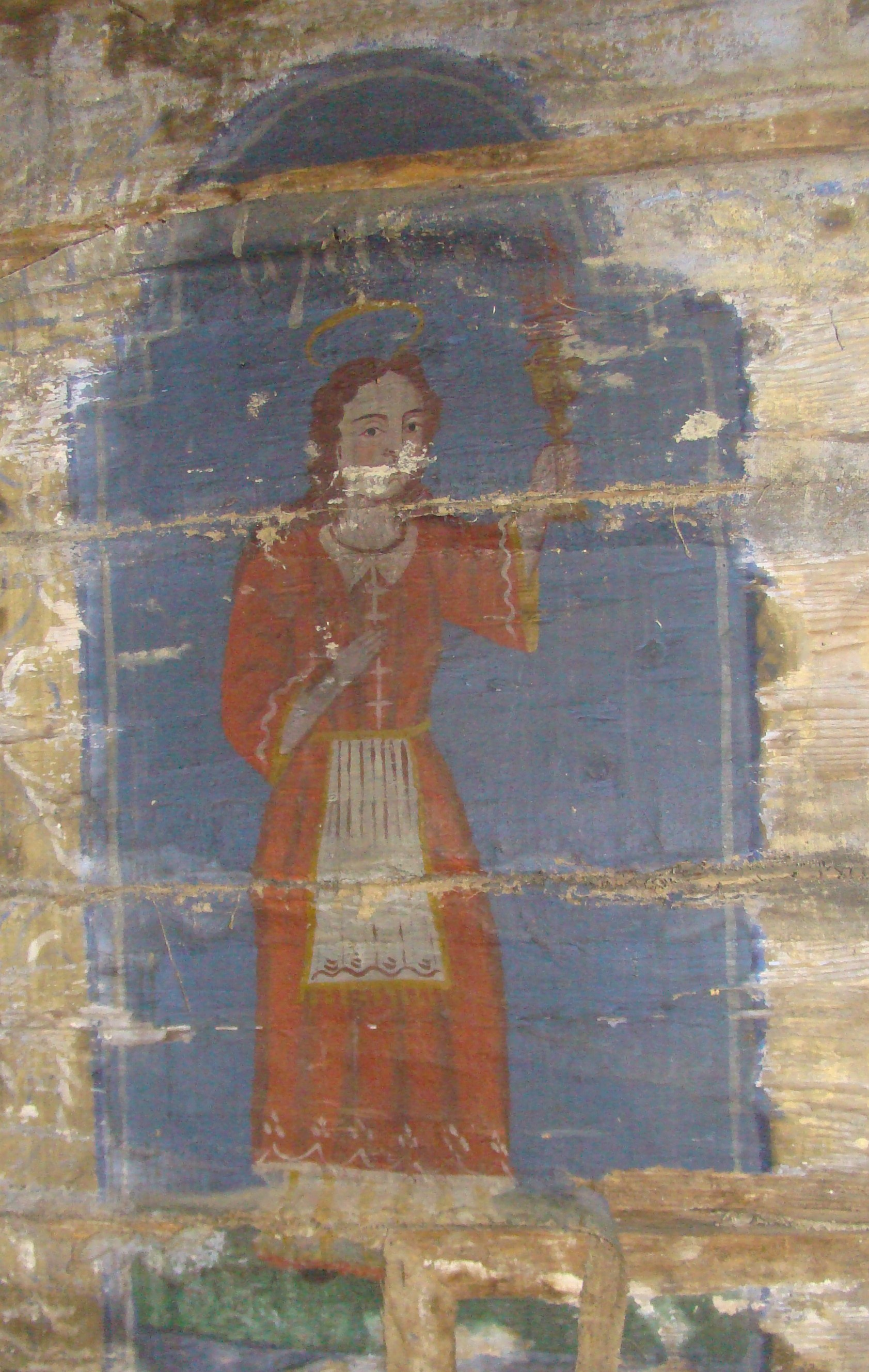
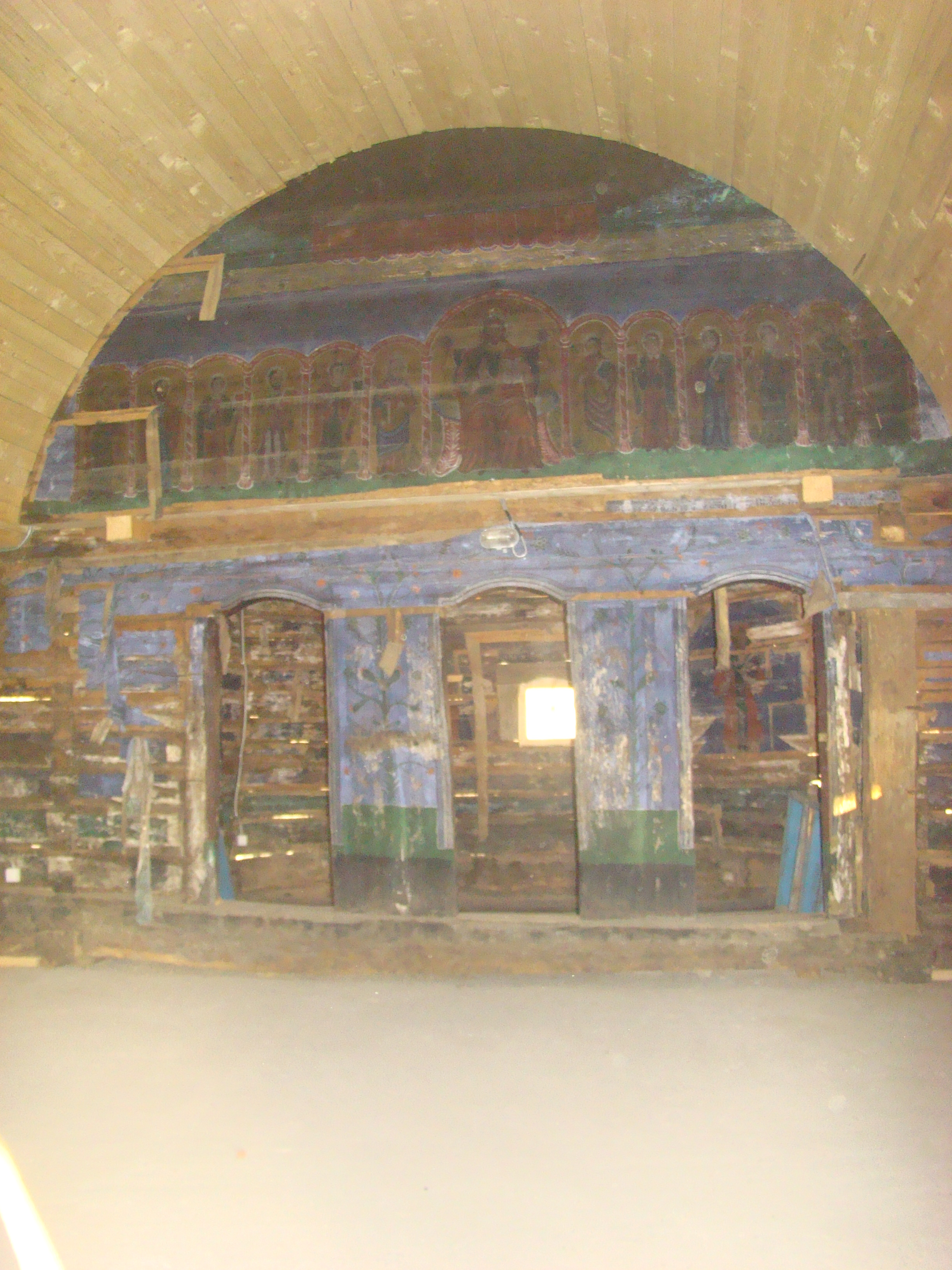
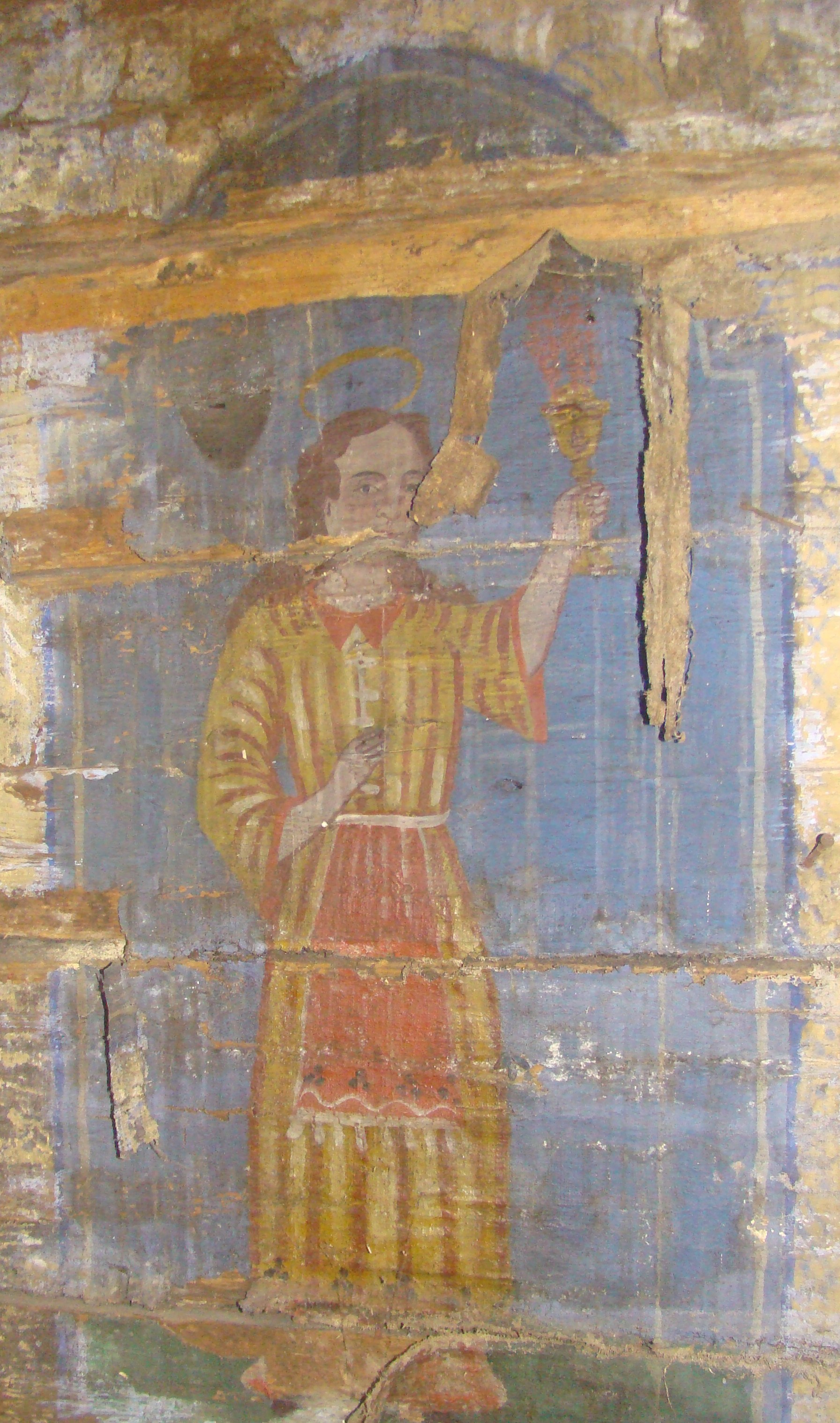
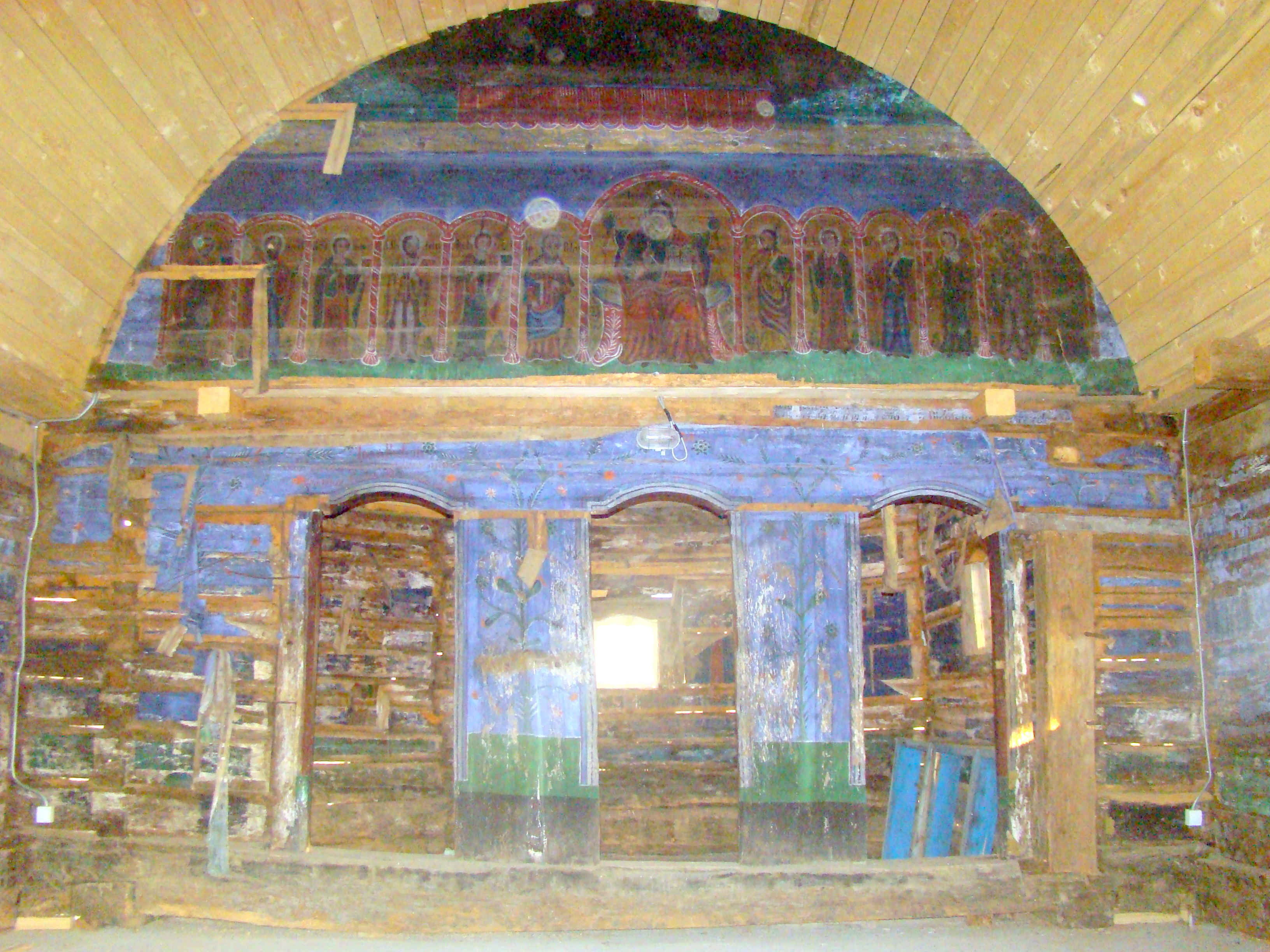
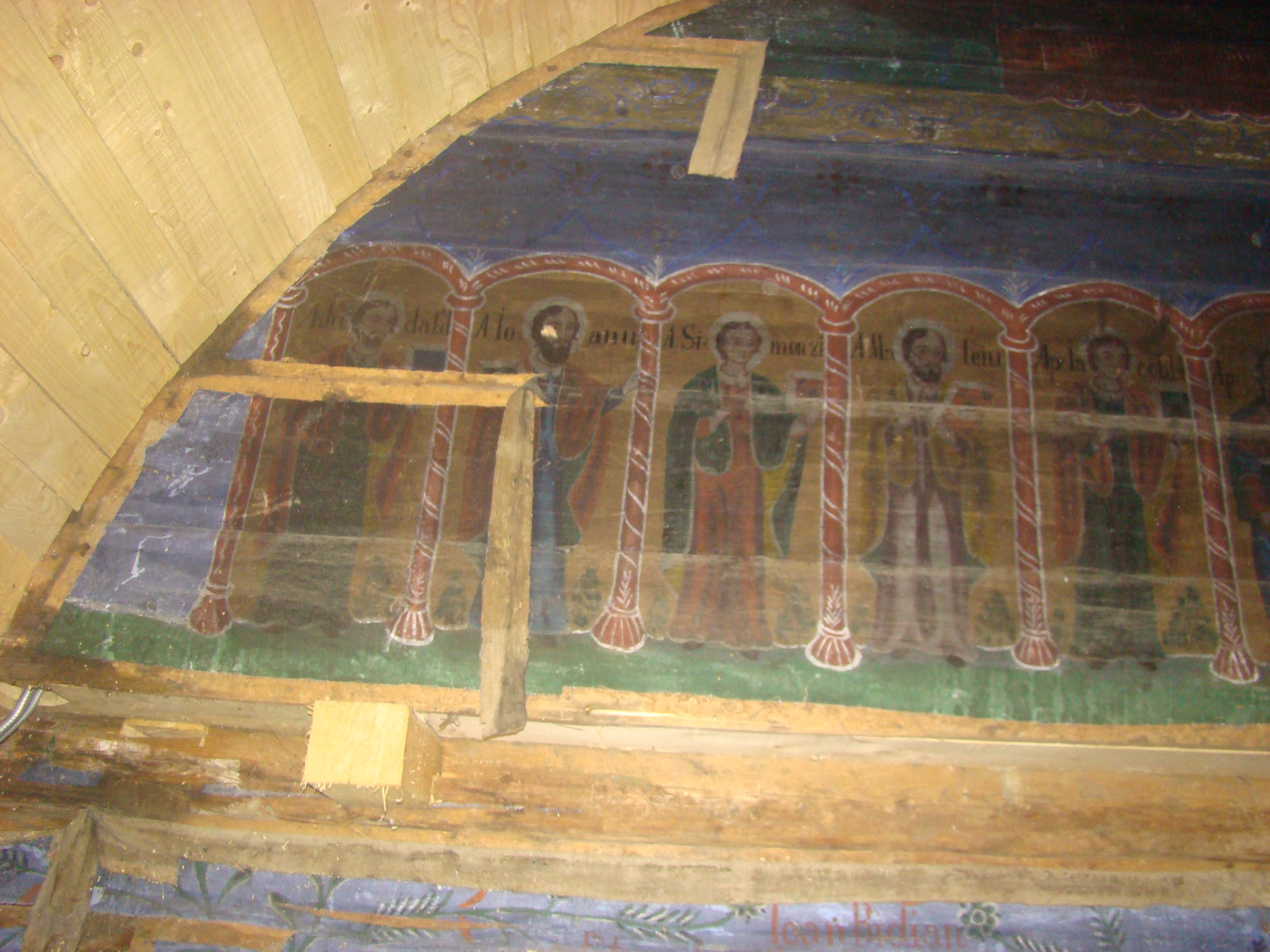
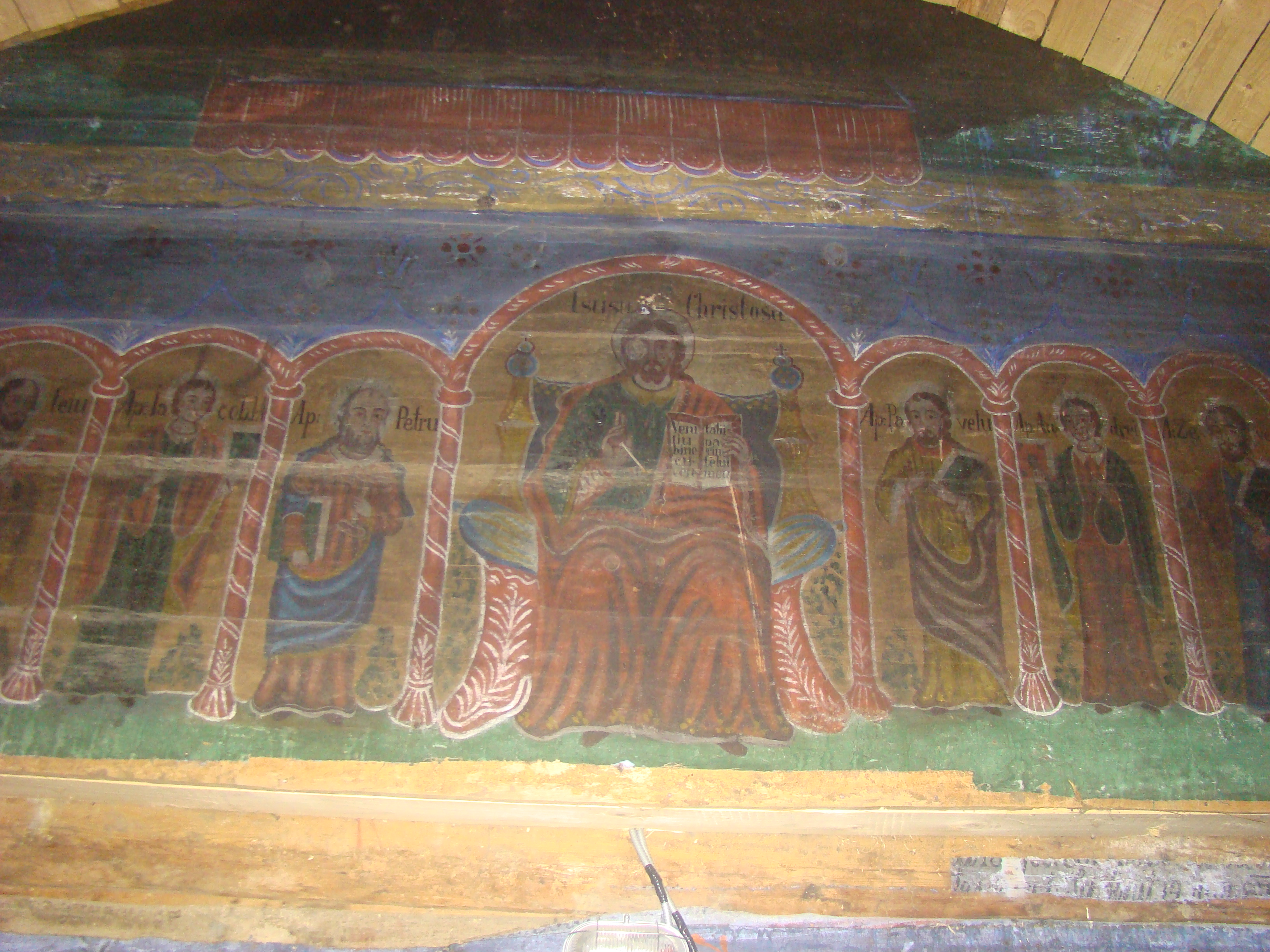
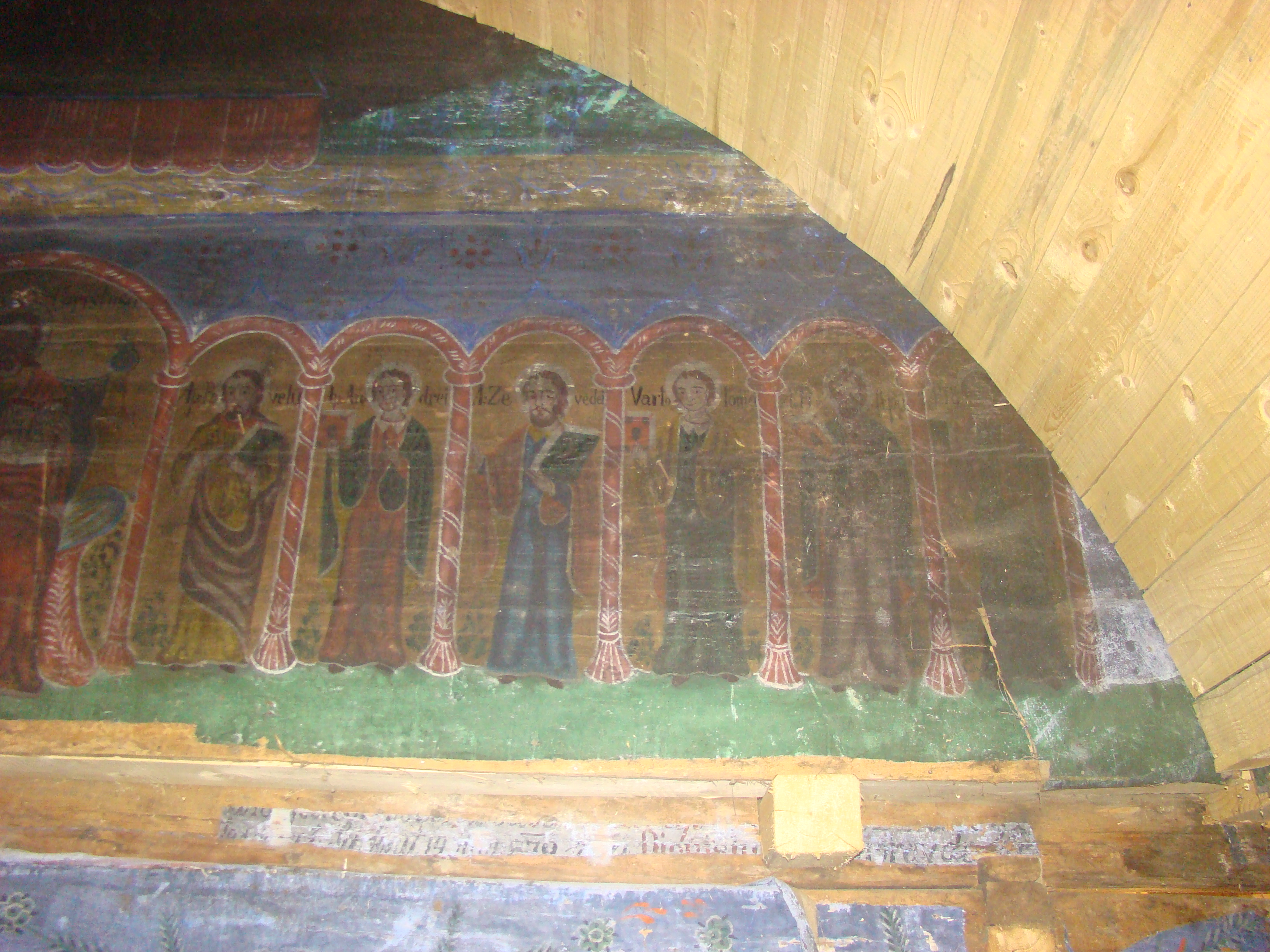
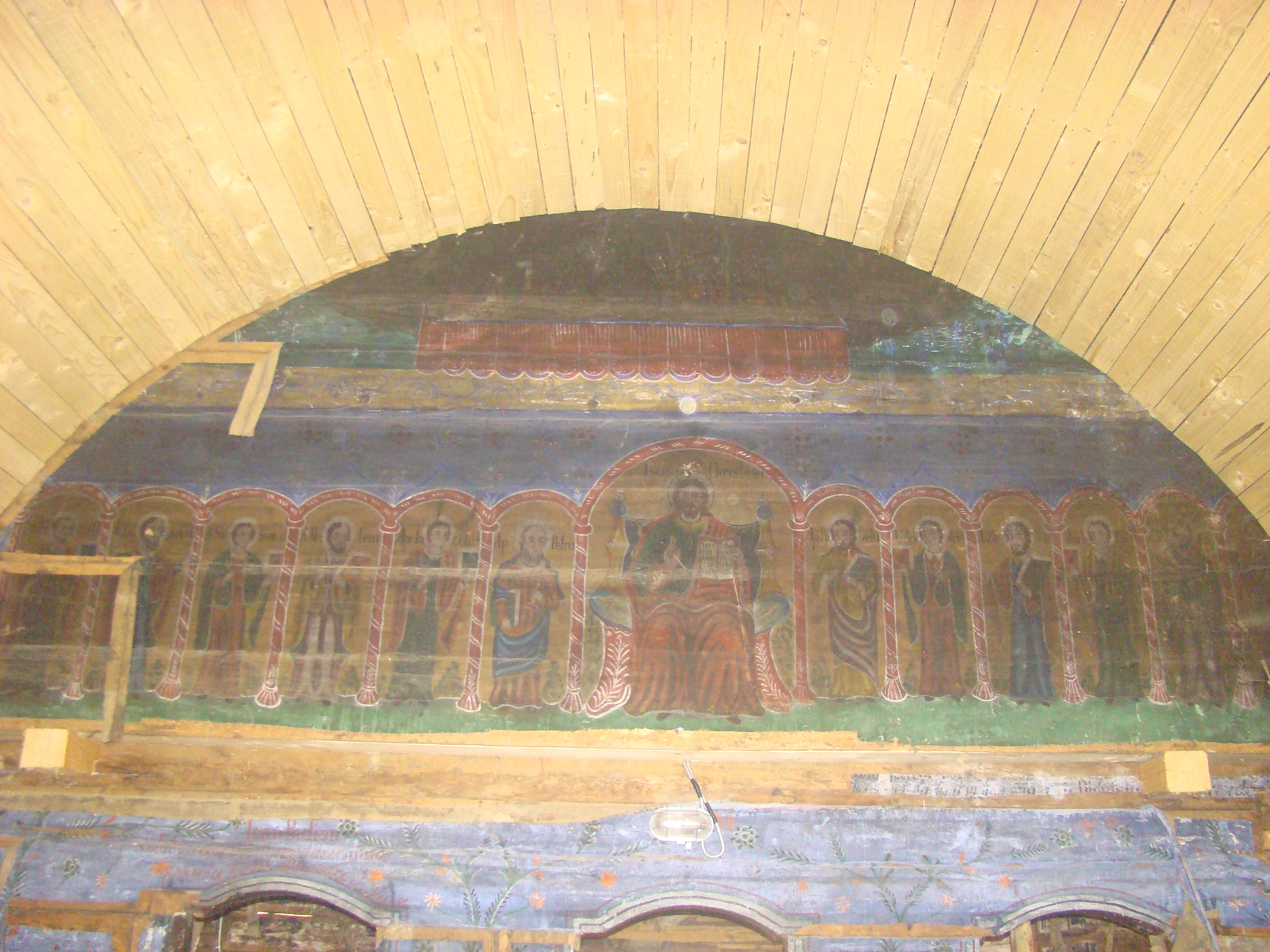
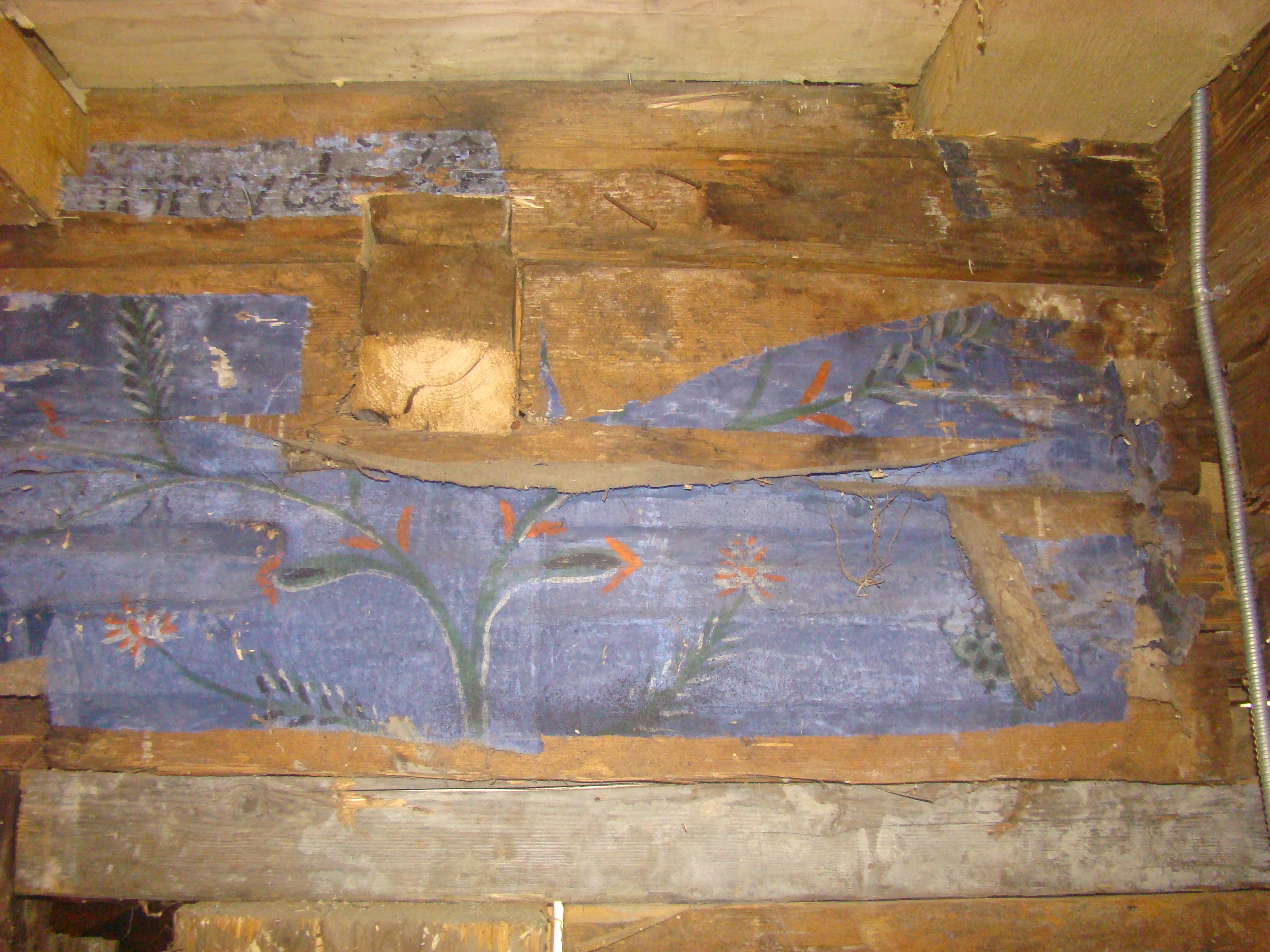
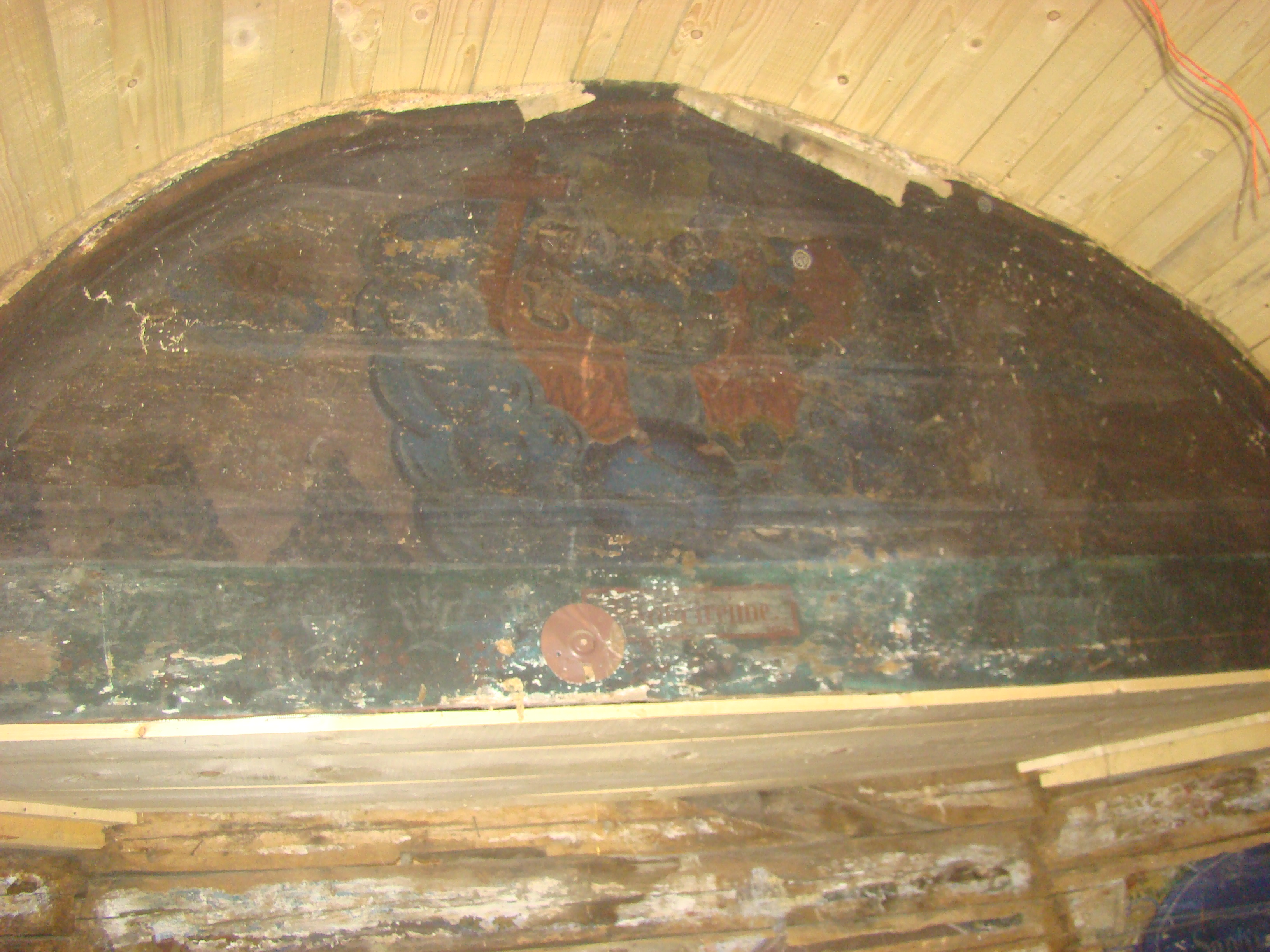
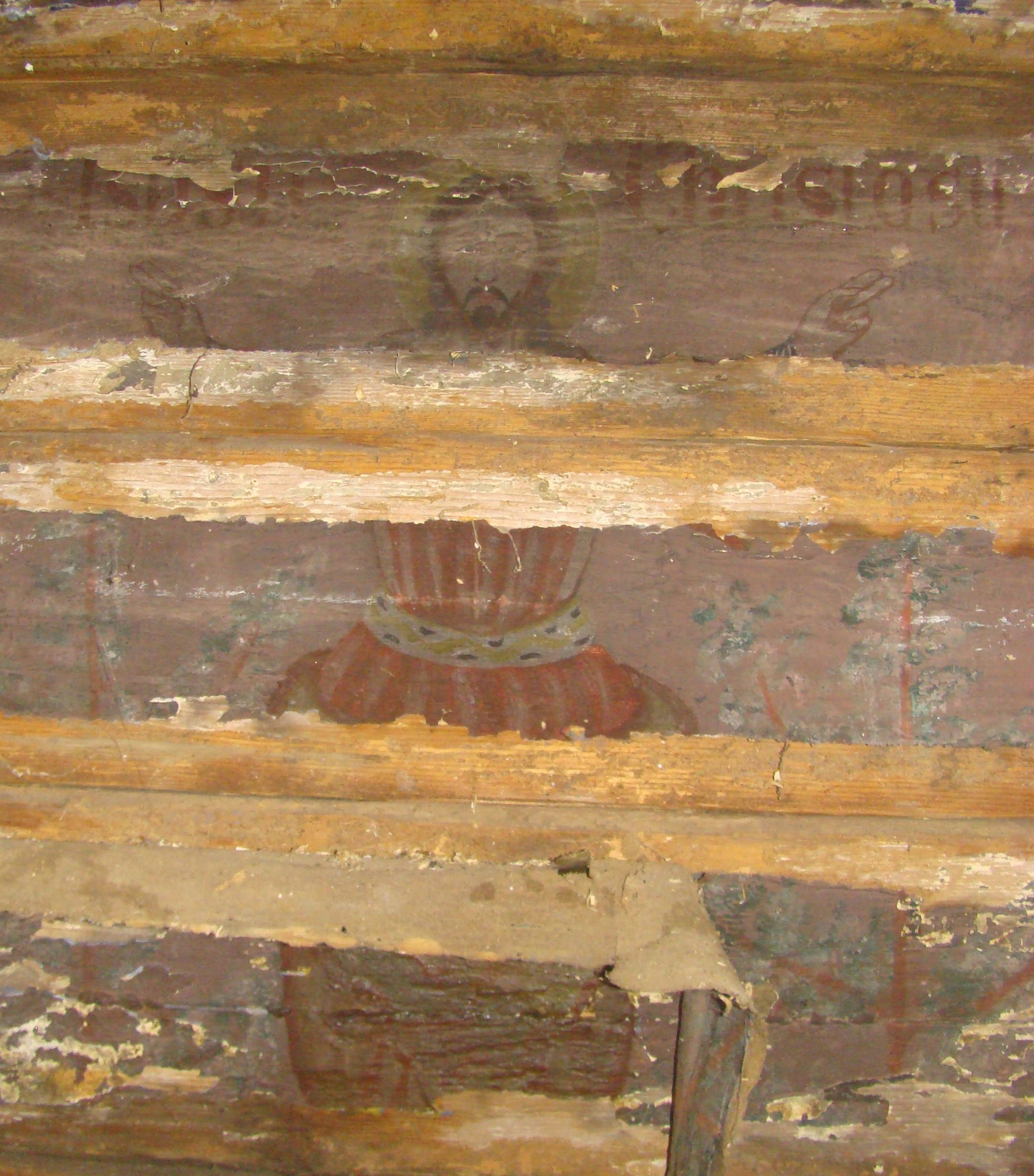
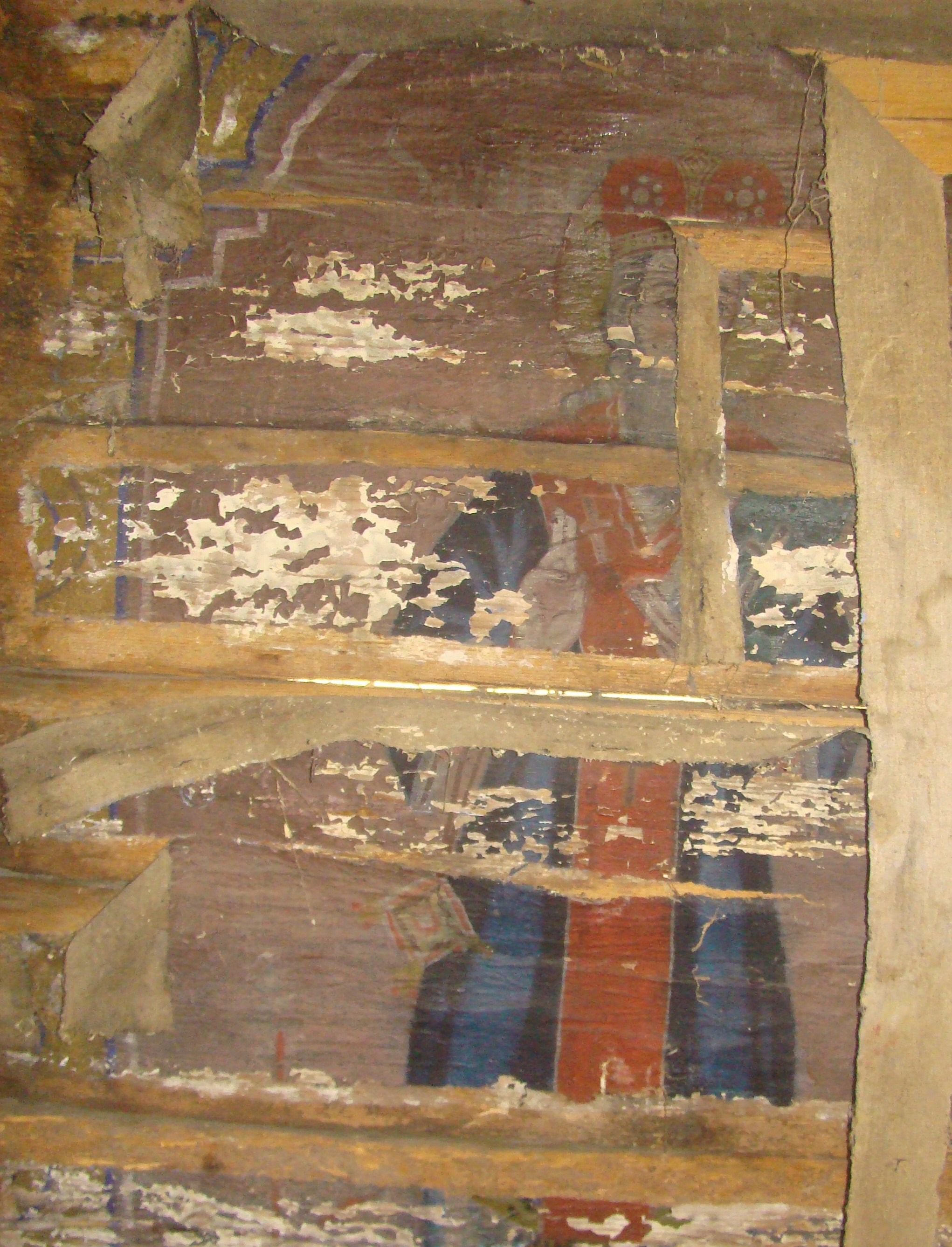
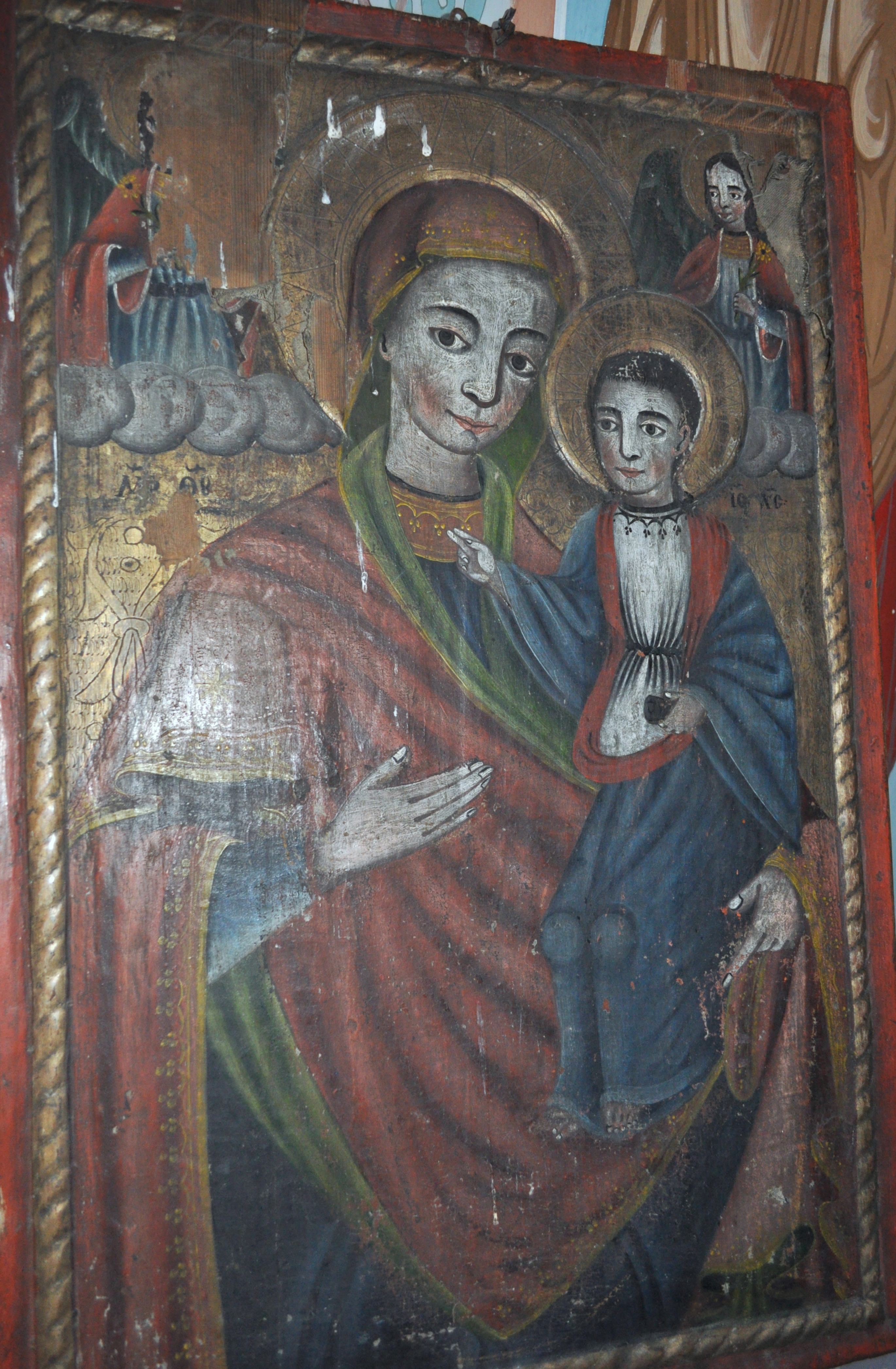
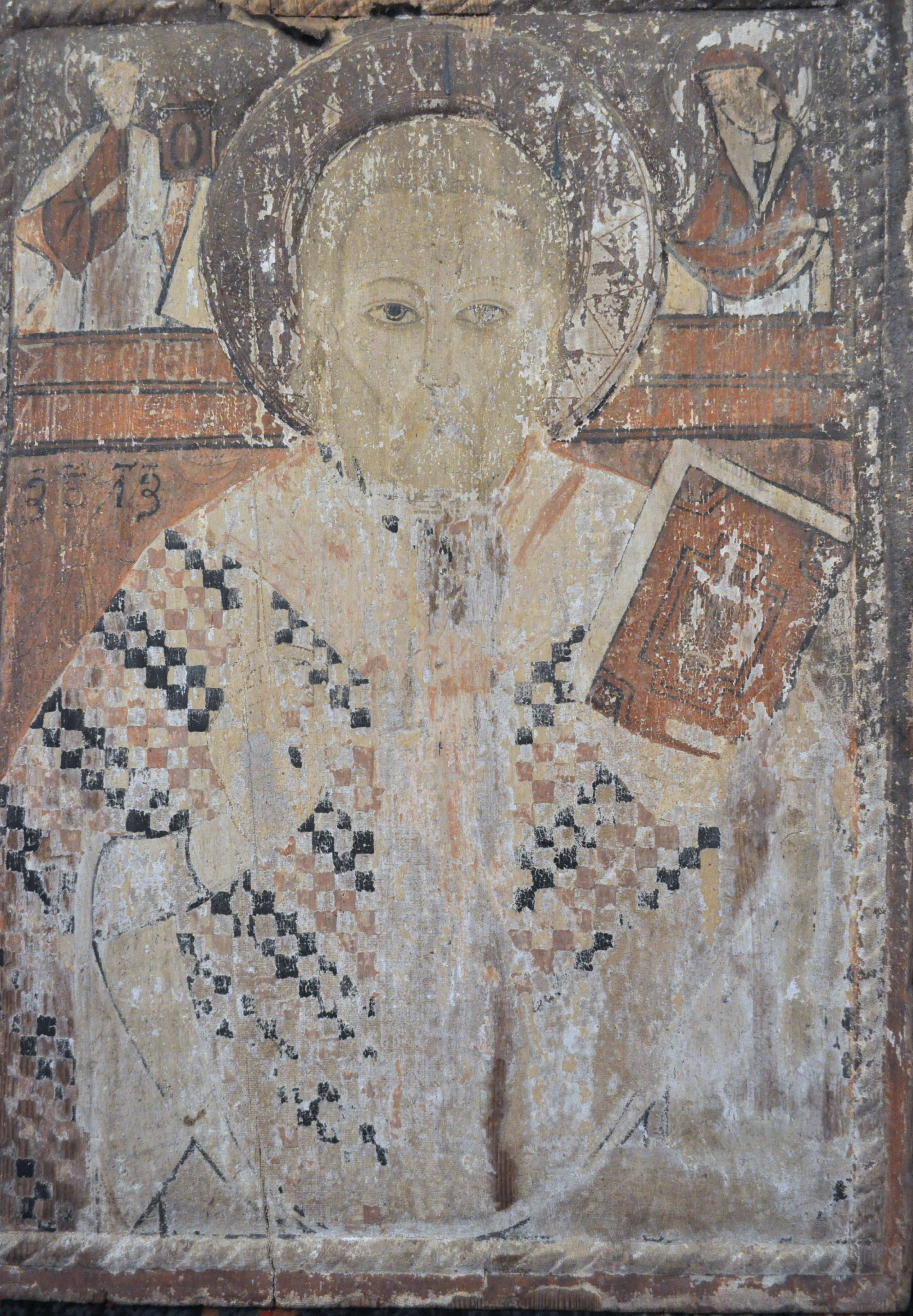
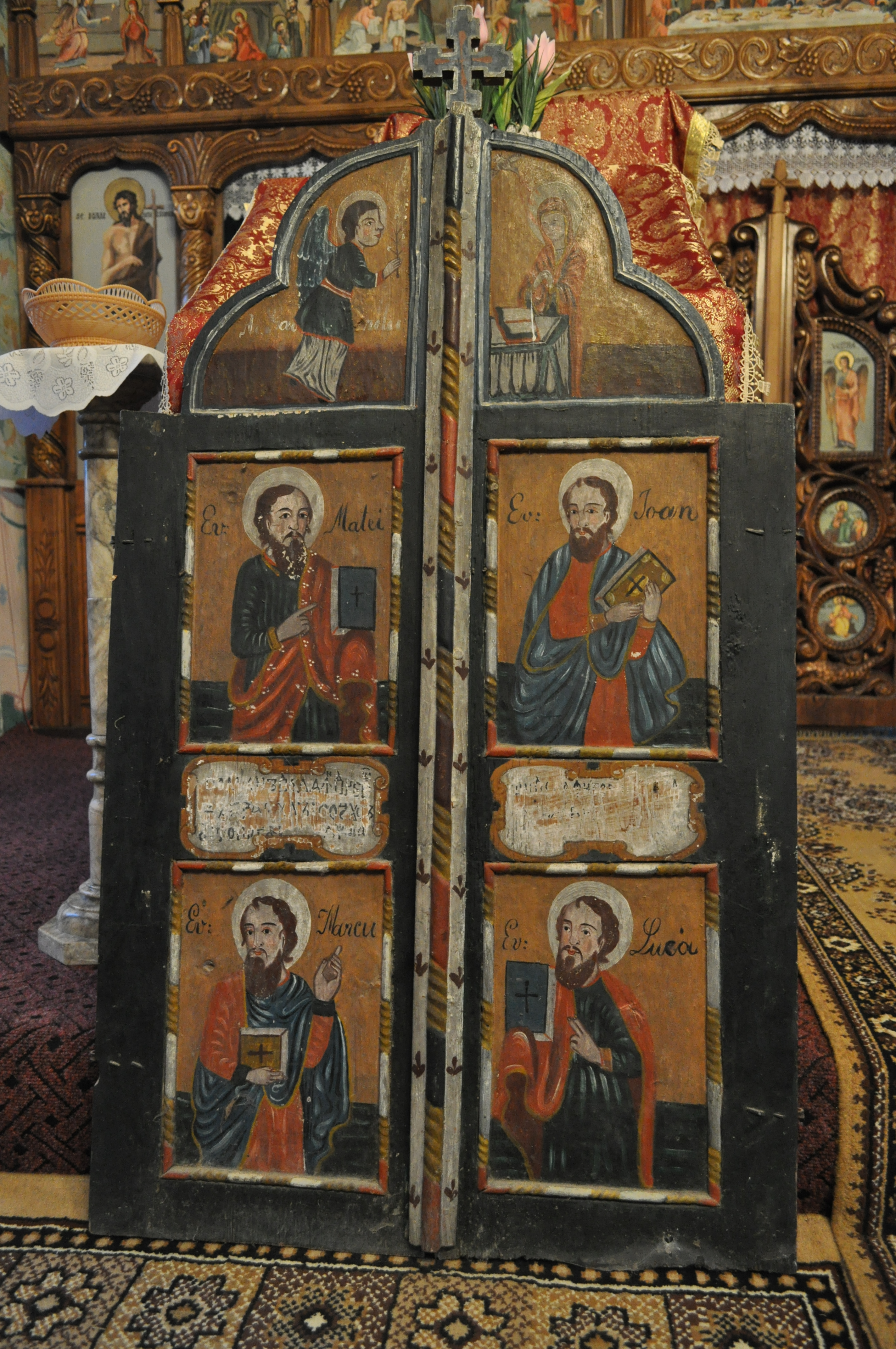
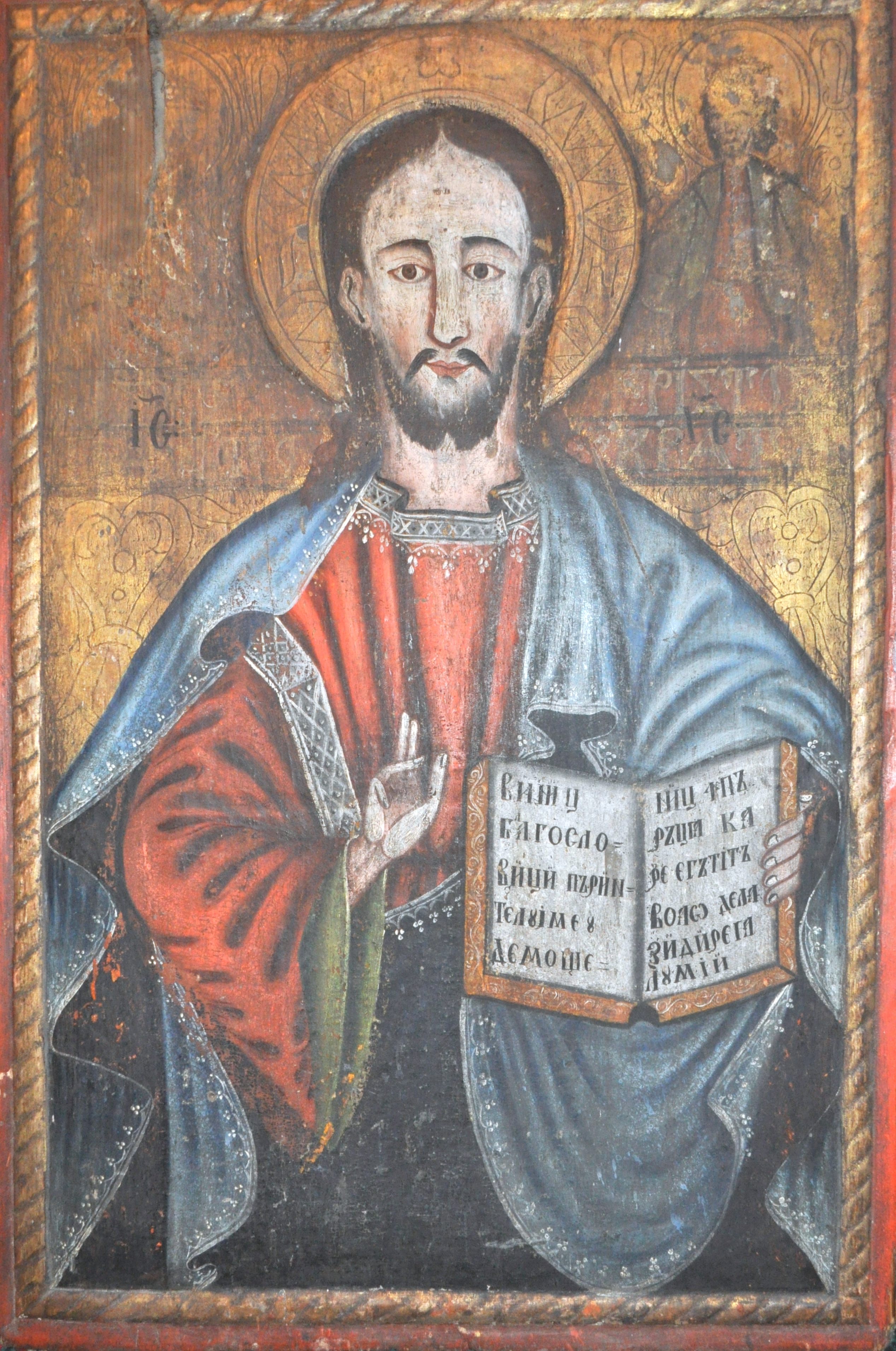